# Biserica de lemn din Botean

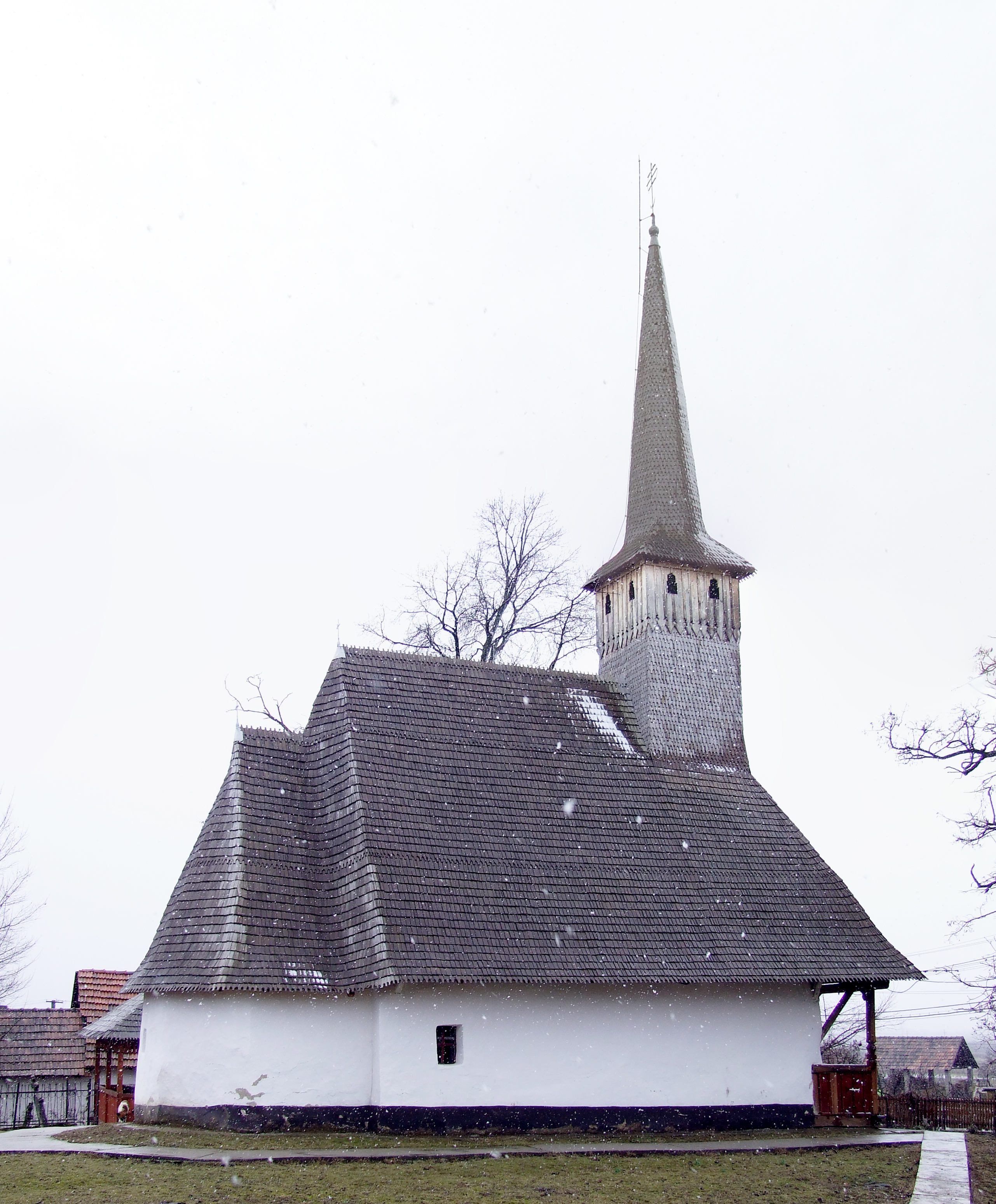
Biserica de lemn din Botean, județul Bihor. Foto 2010

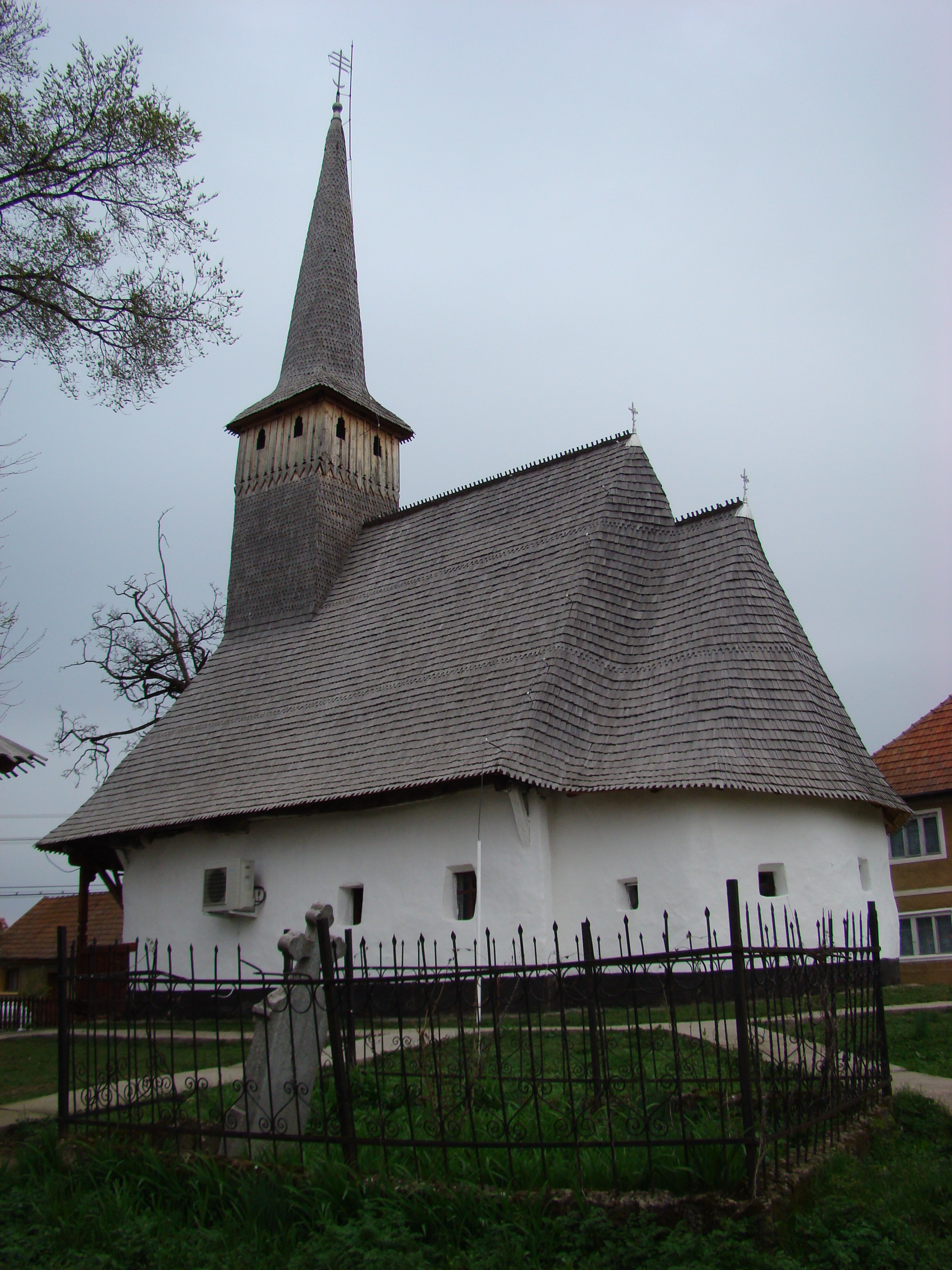
Biserica de lemn din Botean, comuna Ineu, județul Bihor (foto: aprilie 2010)

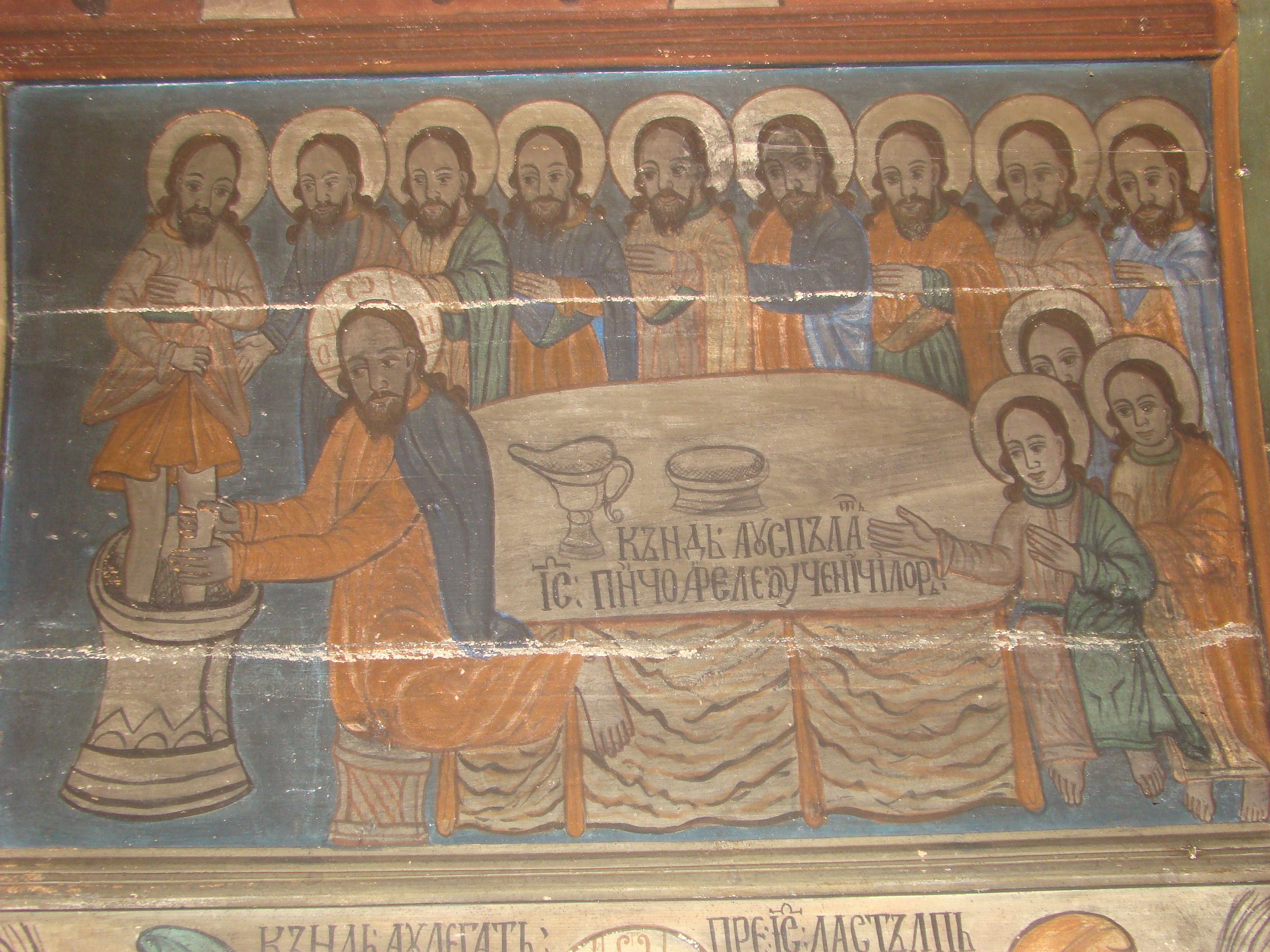
Mântuitorul spălând picioarele ucenicilor

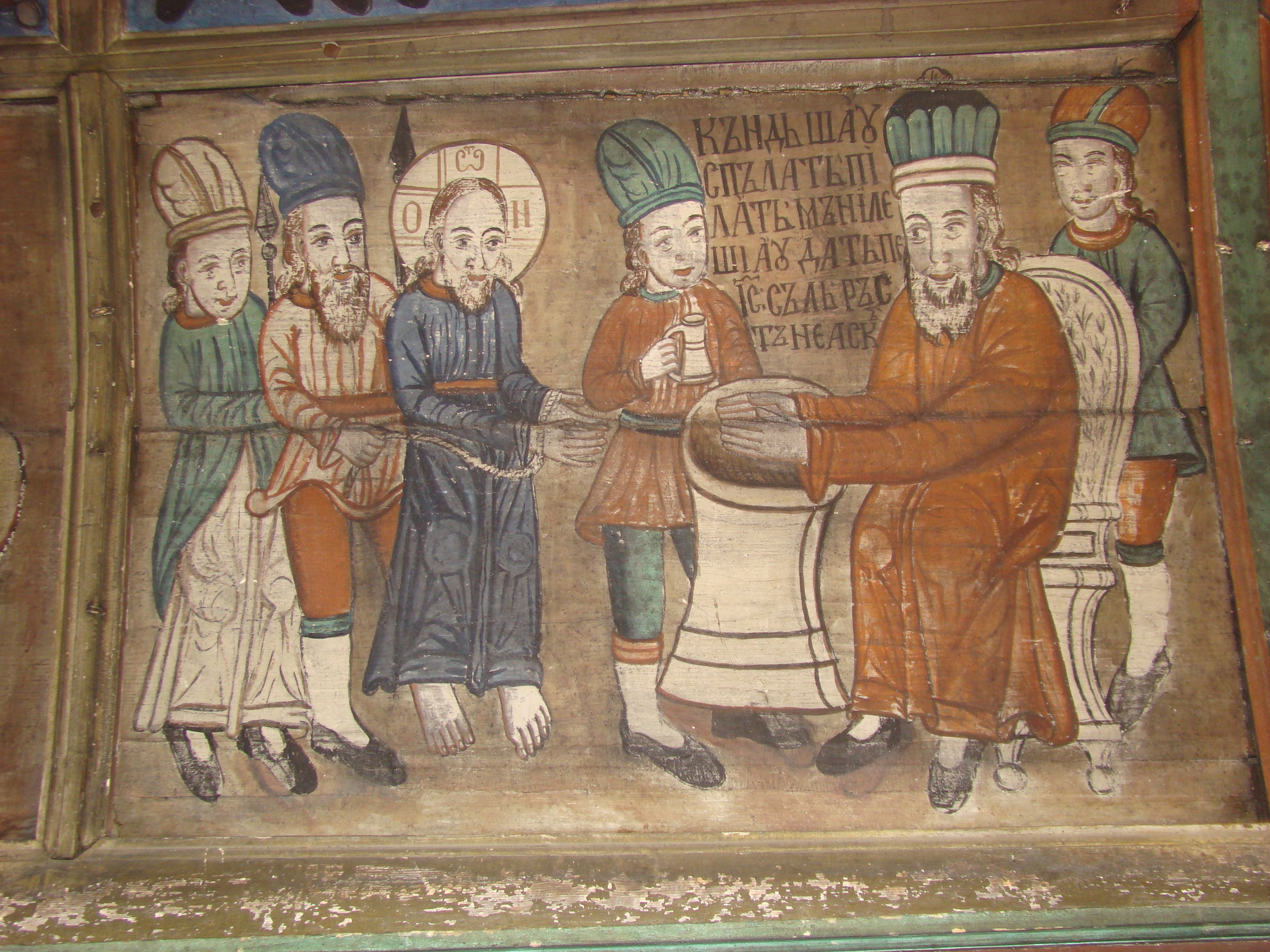
„Când și-au spălat Pilat mâinile și au dat pe Iisus să-l răstănească”

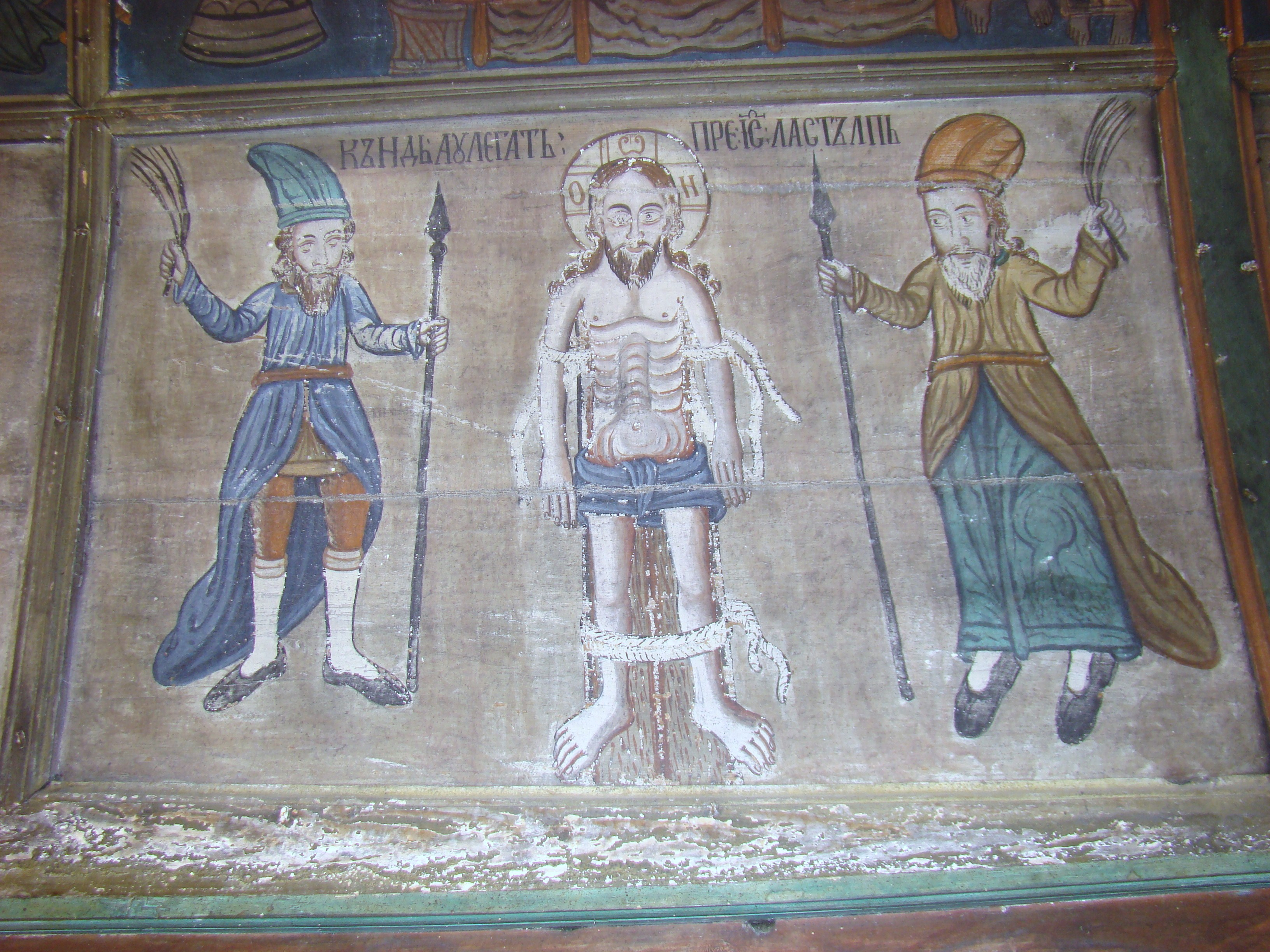
„Când l-au legat pe Iisus la stâlp”

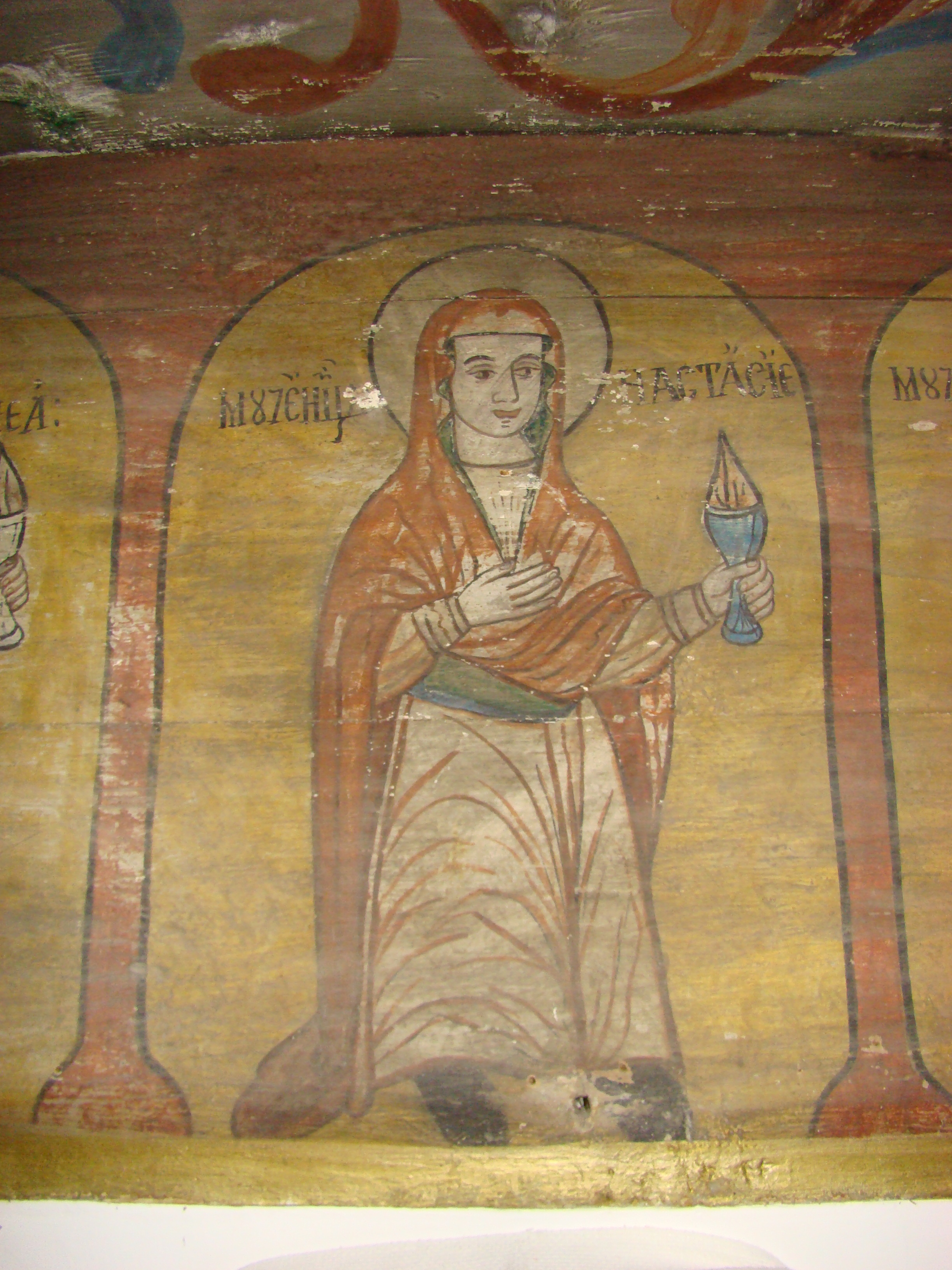
Pictură în tinda Bisericii din Botean: Muceniță „Nastasia”

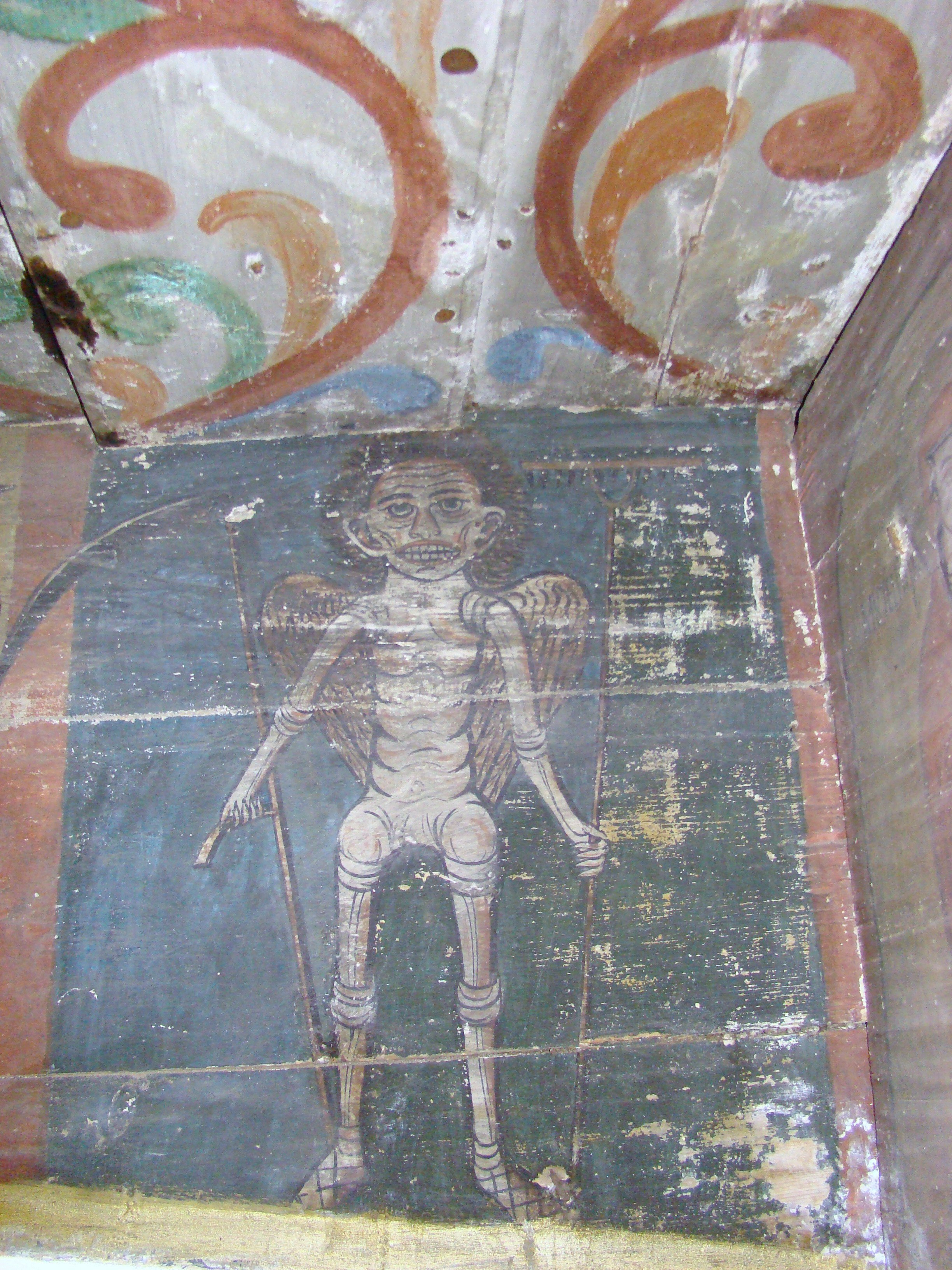
Pictură în tinda Bisericii din Botean: Moartea personificată, ținând într-o mână o coasă, iar în cealaltă o greblă

Biserica de lemn din Botean se află în localitatea omonimă din comuna Ineu, județul Bihor și a fost construită în anul 1700. Biserica se află înscrisă pe noua listă a monumentelor istorice sub codul LMI:  BH-II-m-A-01120. Are hramul „Sfinții Arhangheli Mihail și Gavriil".

## Istoric și trăsături
În mijlocul satului Botean, pe deal și înconjurată de pruni, se află o biserică de lemn care, la ora actuală, se prezintă într-o stare de conservare foarte bună. Documentele de arhivă ne spun că la 24 mai 1720 locuitorilor satului Botean li se aprobă 15 florini renani drept ajutor pentru construirea bisericii. În cererea lor, sătenii au subliniat că erau de mult timp fără biserică, așa încât erau nevoiți să țină slujbele în case, pe rând. Asta înseamnă că înainte ei avuseseră biserica lor, dar pe care, probabil, o demolaseră spre a-și construi alta. Preotul din Botean n-a voit să se întâlnească în anul 1724 cu Paul Laslo, fugind din calea acestuia. Biserica de lemn actuală trebuie să se fi construit deci între anii 1720-1724. Bătrânii satului afirmă că la o dată pe care nu o pot exact preciza, dar știu din spusele strămoșilor lor că așa este, biserica de lemn a fost mutată din locul unde se construise inițial, loc ce se cheamă „La pustă”, situat la circa 1 km de centrul vetrei actuale a satului. Mutarea ei ar fi fost determinată de viiturile de primăvară ale Crișului Repede, care surpau pământul unde era așezată. Pe de altă parte, inundațiile râului îngreunau accesul la biserică, cu atât mai mult cu cât majoritatea caselor se mutaseră pe vatra actuală (în cadrul acțiunii de aliniere a satelor din a doua jumătate a secolului al XVIII-lea). Bătrânii știu apoi că biserica n-a fost demontată în întregime. S-au desfăcut doar turnul și acoperișul, după care pereții, din cununi prinse la colțuri în cheotori solide, au fost ridicați pe bușteni numiți „durgalauă”, după care, cu ajutorul câtorva perechi de boi, a fost mutată pe locul unde se află azi.
Monumentul a fost restaurat de fosta Direcție a Monumentelor Istorice, sectorul din Cluj, în anul 1965. Pridvorul de pe latura de vest n-a existat inițial, fiind adăugat ulterior, poate concomitent cu mutarea bisericii.
Planul construcției este larg răspândit în zonă: o navă dreptunghiulară, lungă de 9 m, și o absidă poligonală decroșată cu circa 45 centimetri spre interior față de pereții de nord și de sud ai navei. Cununile pereților din bârne, care nu depășesc în grosime 30-35 cm, au fost clădite pe un soclu scund de piatră de râu. Streașina largă a acoperișului protejează bine talpa edificiului împotriva umezelii.
Pictura bisericii (adevărat că este cu mult mai nouă decât la alte locașuri de cult bihorene) se păstrează destul de bine. Pe bolta semicilindrică din scânduri de brad, prinse spre exterior în arcurile dublou de scânduri alăturate și tăiate curbat, pictura se așterne pe toată suprafața. În creștetul bolții, în medalioane, apar „Dumnezeu-Tatăl”, ”Hristos”, ”Maica Domnului” și „Duhul Sfânt”. Iconostasul este compartimentat în casete marcate cu leațuri (șipci) vopsite în roșu și verde. Sub scena „Răstignirii”, se înșiră cei doisprezece apostoli, iar sub ei se află un al doilea registru, cu scene din viața lui Hristos. Lângă ușa de nord este zugrăvit chipul „Sf. Iosif Monah” într-o parte, iar în cealaltă „Sofronie”, „Andrei”, și „Teofan”. Pe ușă apare figura foarte bine realizată a „Sf. Nicolae”. „Sf. mucenic Ștefan” apare pe ușa diaconească de sud. Stâlpii dintre ușile diaconești și cele împărătești sunt acoperiți cu vrejuri de flori. Reprezentările „Patimile lui Iisus pe pământ” (printre care: „Cina cea de taina”, „Când l-au legat pe Iisus la stâlp”, „Când și-au spălat Pilat mâinile și au dat pe Iisus să-l răstănească”) formează două registre sub șirul sfinților martiri, încadrați de arcade și coloane fusiforme de pe pereții longitudinali ai naosului. Cele patru colțuri ale bolții sunt marcate de chipurile celor patru evangheliști, însoțiți de simbolurile lor caracteristice. „Cain cînd l-au omorât pe Abel” și „Scoaterea din rai” sunt două teme ce încadrează o amplă scenă cu Adam și Eva, flancând mărul încolăcit de șarpe, pe peretele vestic al încăperii rezervate bărbaților. Pe pereții absidei, de la nord la sud, ordinea reprezentării „Sfinților Părinți” este următoarea: „Sf. Arhidiacon Lavrenție”, „Sf. Marele Vasilie”, „Grigore Bogoslov”,„Sf. Ioan Zlataust”, „Sf. Nicolae”, „Kiril Patriarhul”, „Nichifor Patriarhul”, „Sf. Mitrofan Patriarhul ”, „Sf. Metodie Patriarhul”, „Sf. Macarie” și „Sf. Spiridon”. Pe peretele nordic al absidei se află și pomelnicul celor care au contribuit probabil cu bani la zugrăvirea bisericii ori poate chiar și la construirea sau renovarea ei. Pe „fila” din stânga: „…Toader, Vasile…, Ioan…, Vasile…, Mitru”.Pe „fila” din dreapta: „…Ioane preot, Ioane Toma Gherghie, Dimitrie Vesnea, Ioane…, Eva…, Simion, Teodora. Morți-Toma Procopie Nede ”. Pe pereții tindei sunt zugrăvite portretele mironosițelor: „Maria”, „Maria sora lui Lazăr”, „Maria Magdalena”, „Solomea”, a „femeilor ceale nebune” ori ale mucenițelor „Sosana”, „Teda”, „Nastasia”, „Eftimea”. „Moartea” personificată ține într-o mână coasa, iar în cealaltă grebla. Încheiem descrierea picturii de la biserica de lemn din Botean amintind că tot în tindă, la tavan, într-un medalion circular încadrat de vrejuri preluate din arta barocă, se află trecut anul „1802” ce se referă, desigur, la data executării picturii.

## Patrimoniu
La începutul secolului nostru, conform unei cronici manuscrise din 1905, în biserica de la Botean se aflau numeroase tipărituri vechi românești. Trei dintre ele s-au distrus: Evanghelie, Blaj,1765. Penticostar, Râmnic, 1768, Octoih,Blaj,1770. Azi se află la biserică următoarele titluri de cărți: „Învățătură pentru rânduiala slujbelor de obște”, București, 1726. Chiriacodroion, București, 1732. Evangheliar,București,1746. Apostoli, Blaj,1767. Penticostar,Blaj,1768. Octoih, Râmnic,1770. Strastnic, Blaj,1773. Minologhion,Blaj, 1781. Triod, Blaj, 1800. Octoih, Buda, 1826.

## Imagini din interior

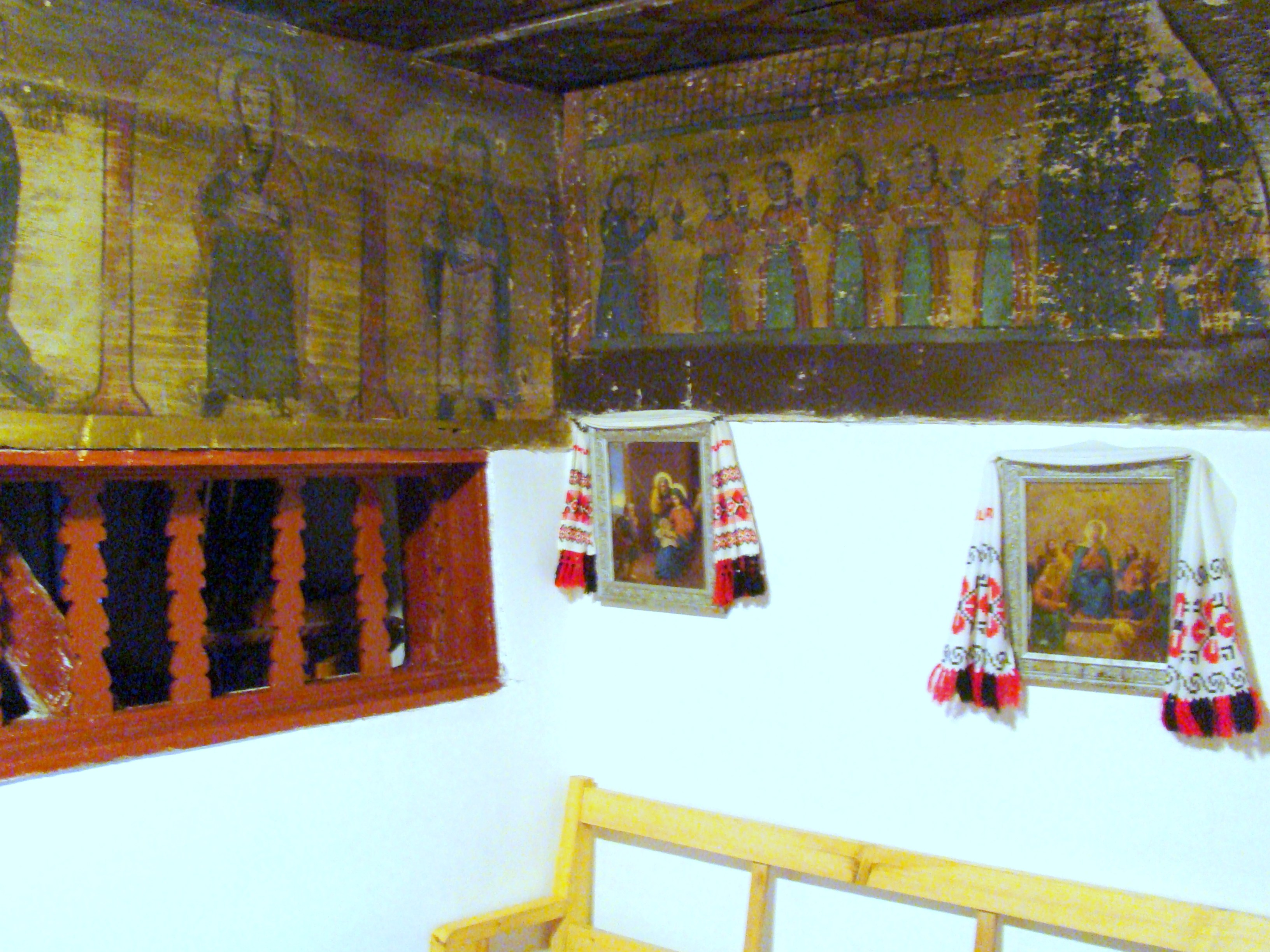
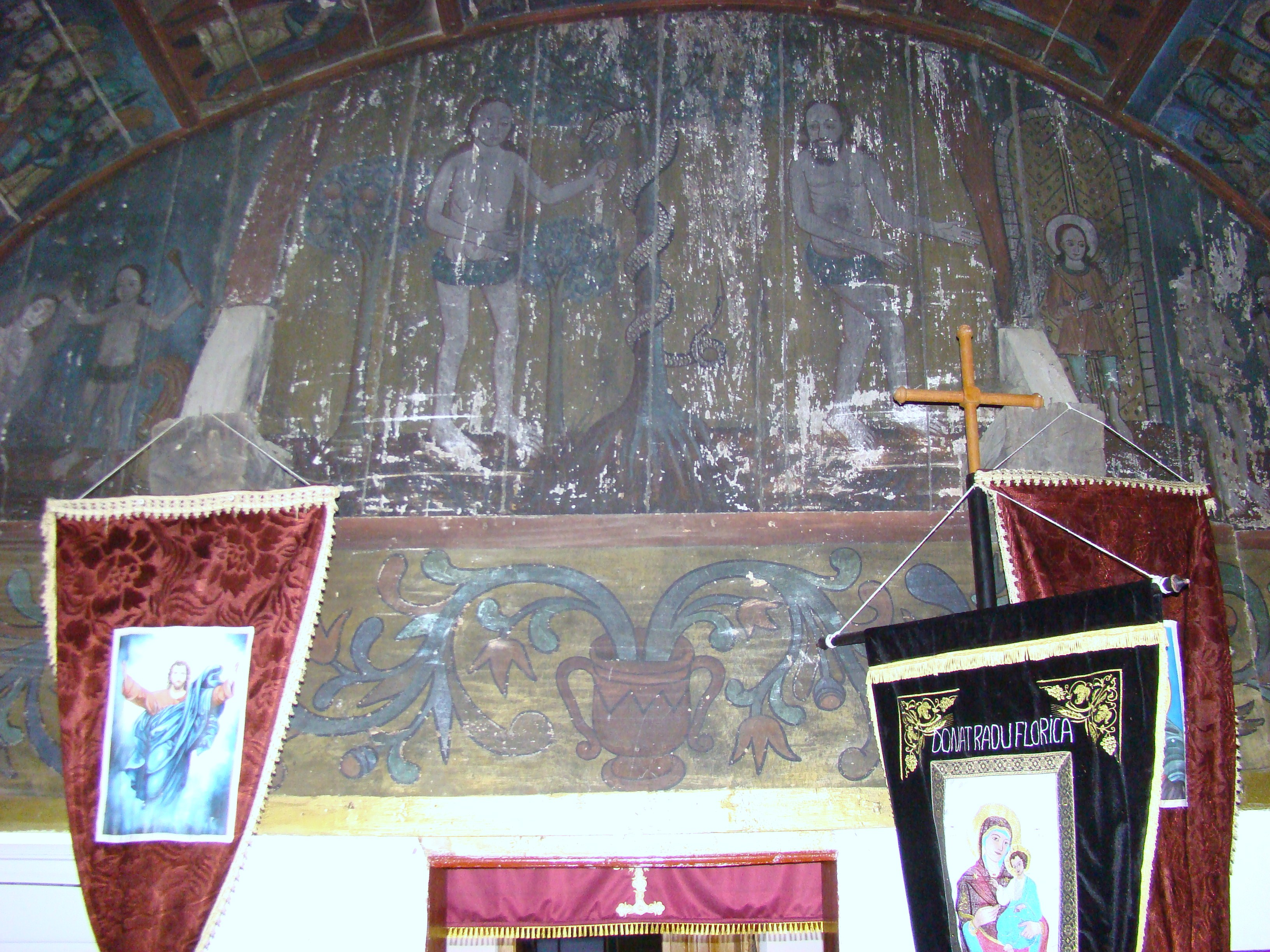
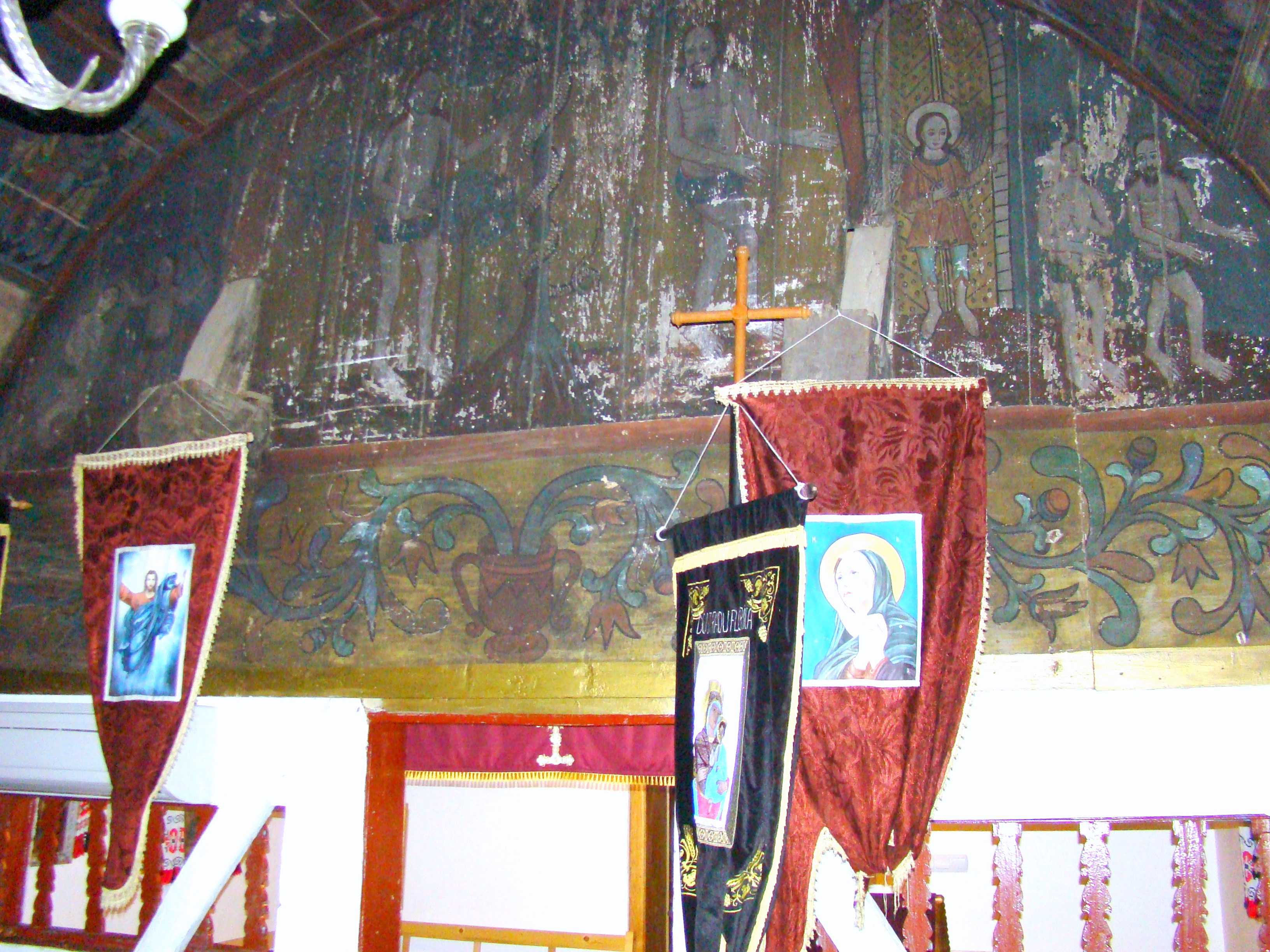
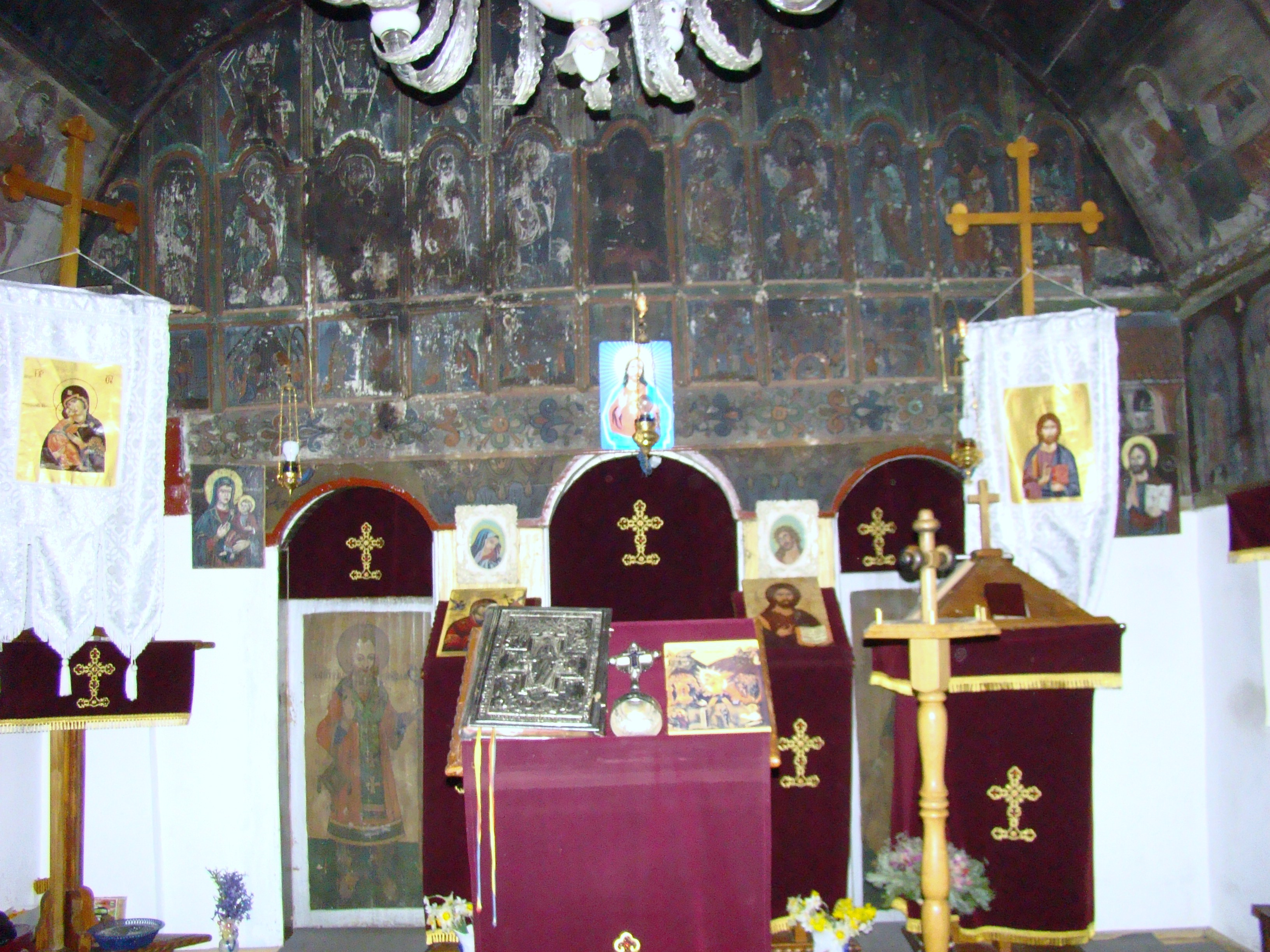
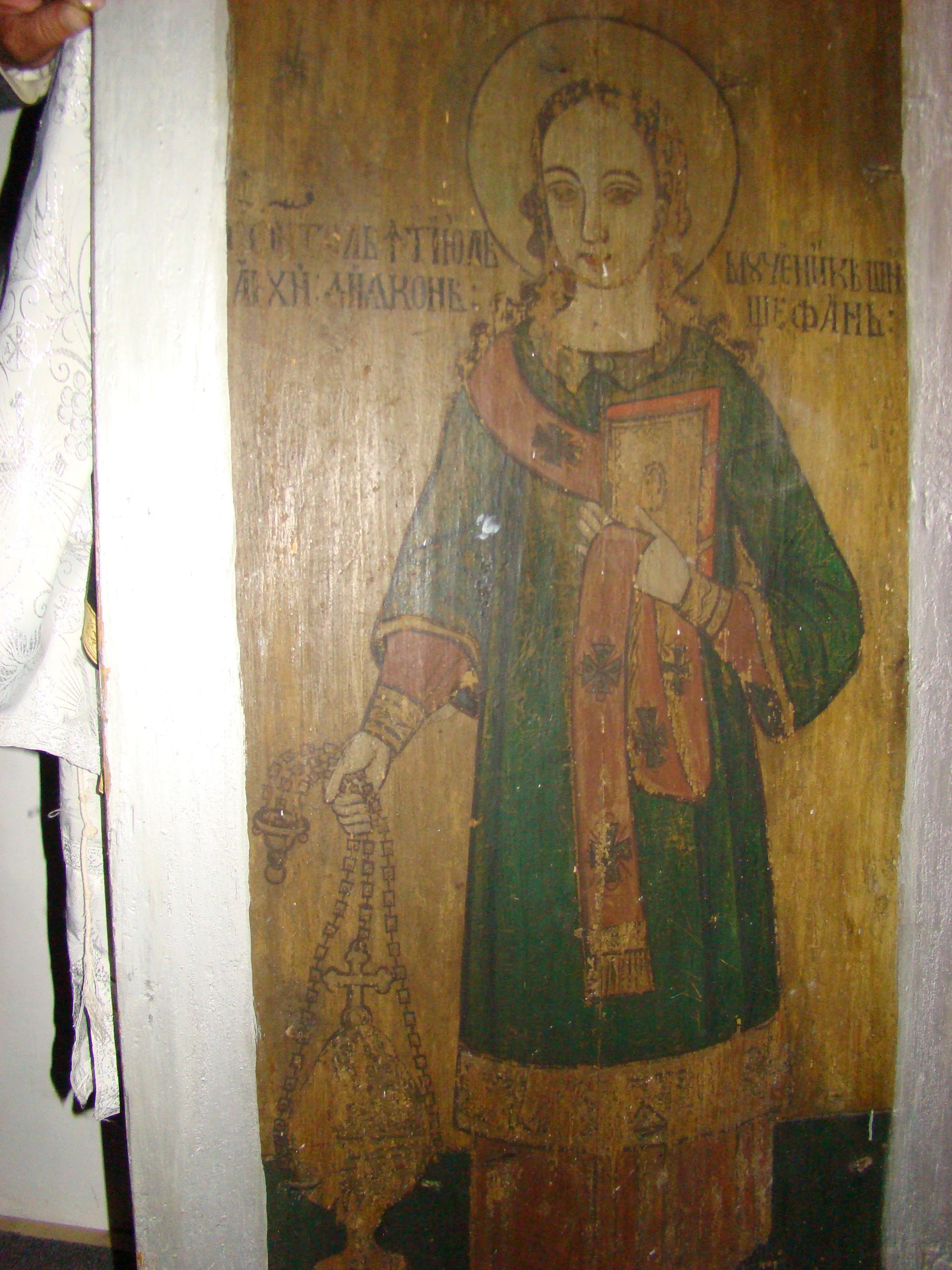
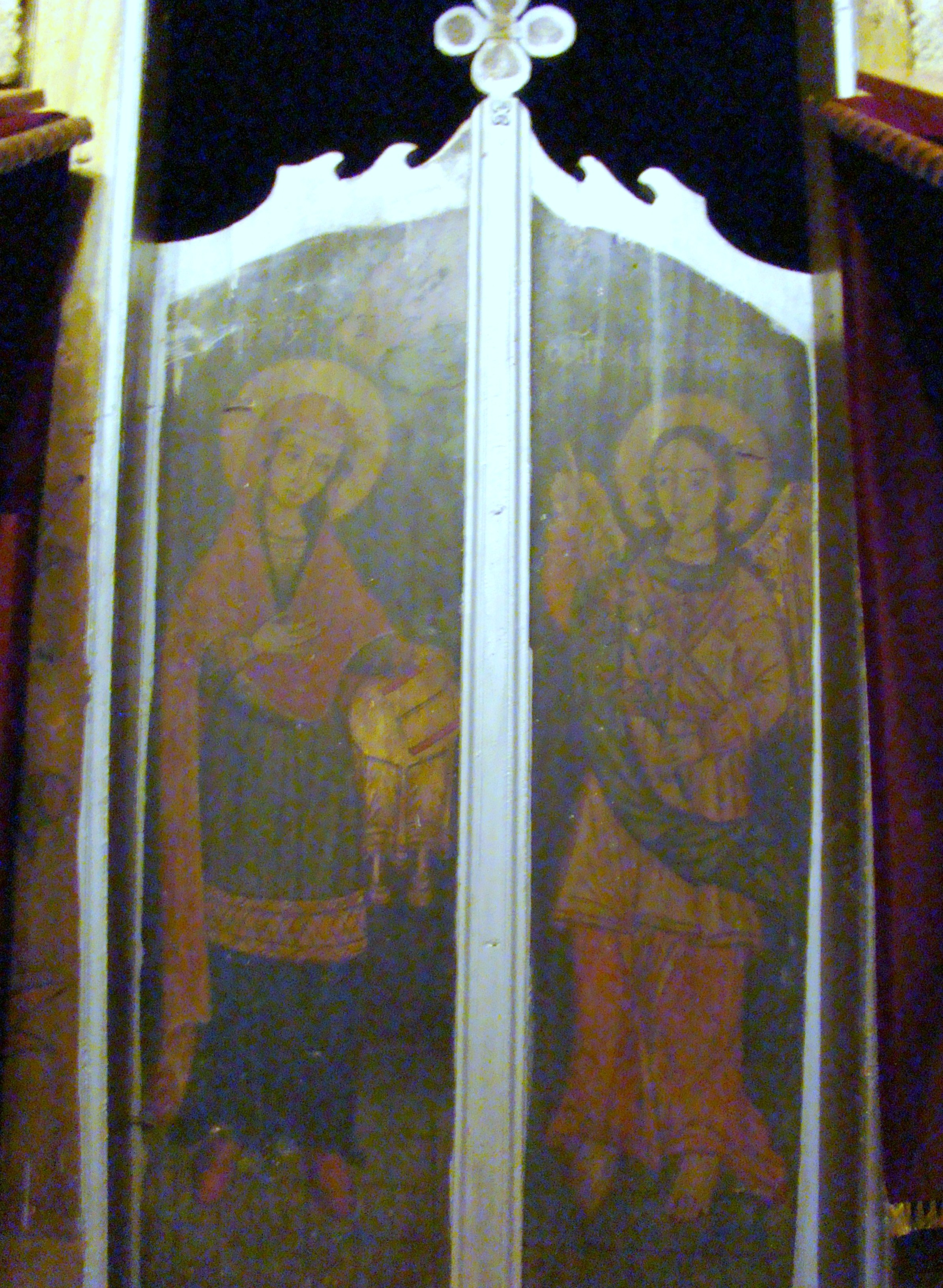
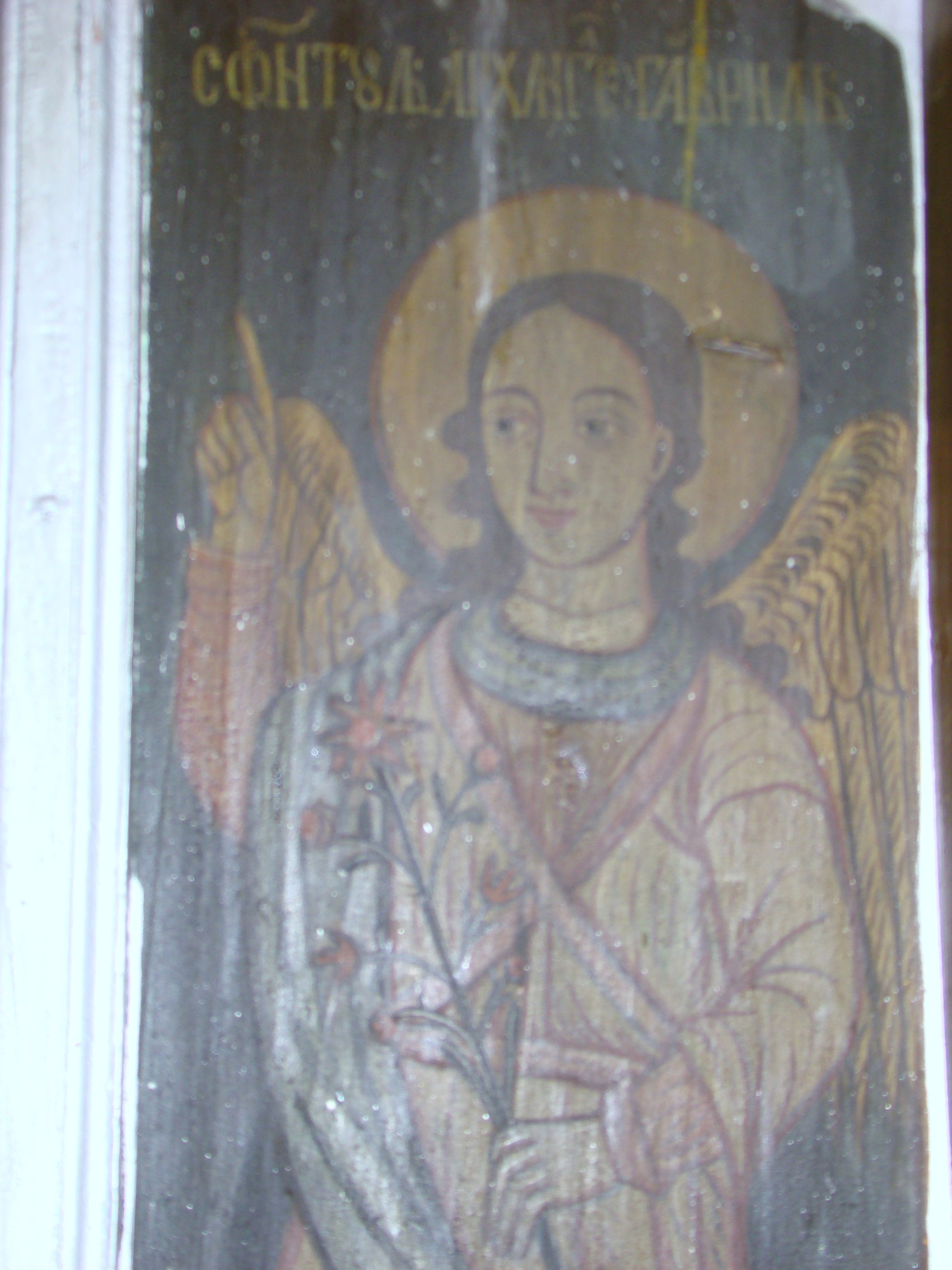
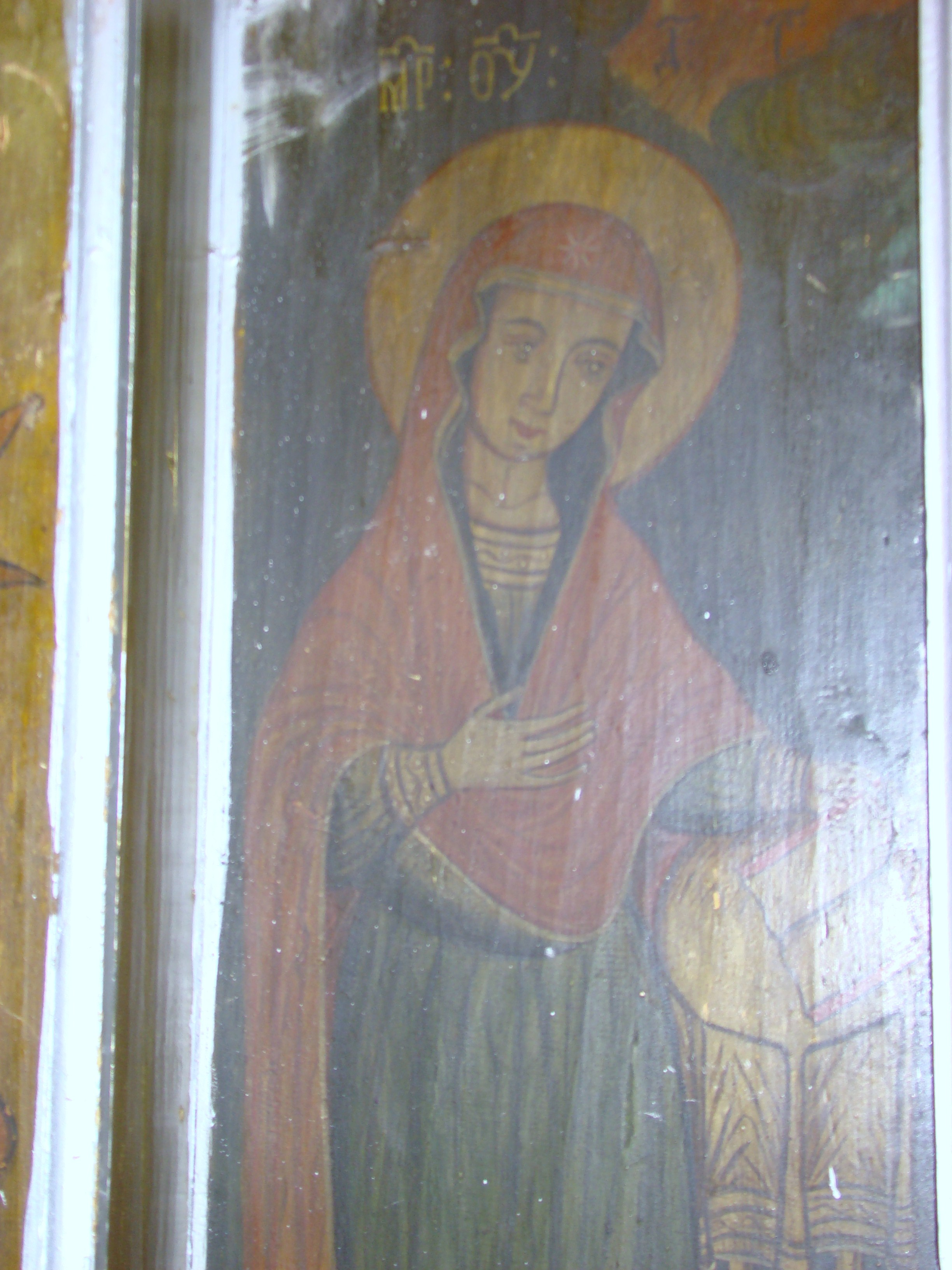
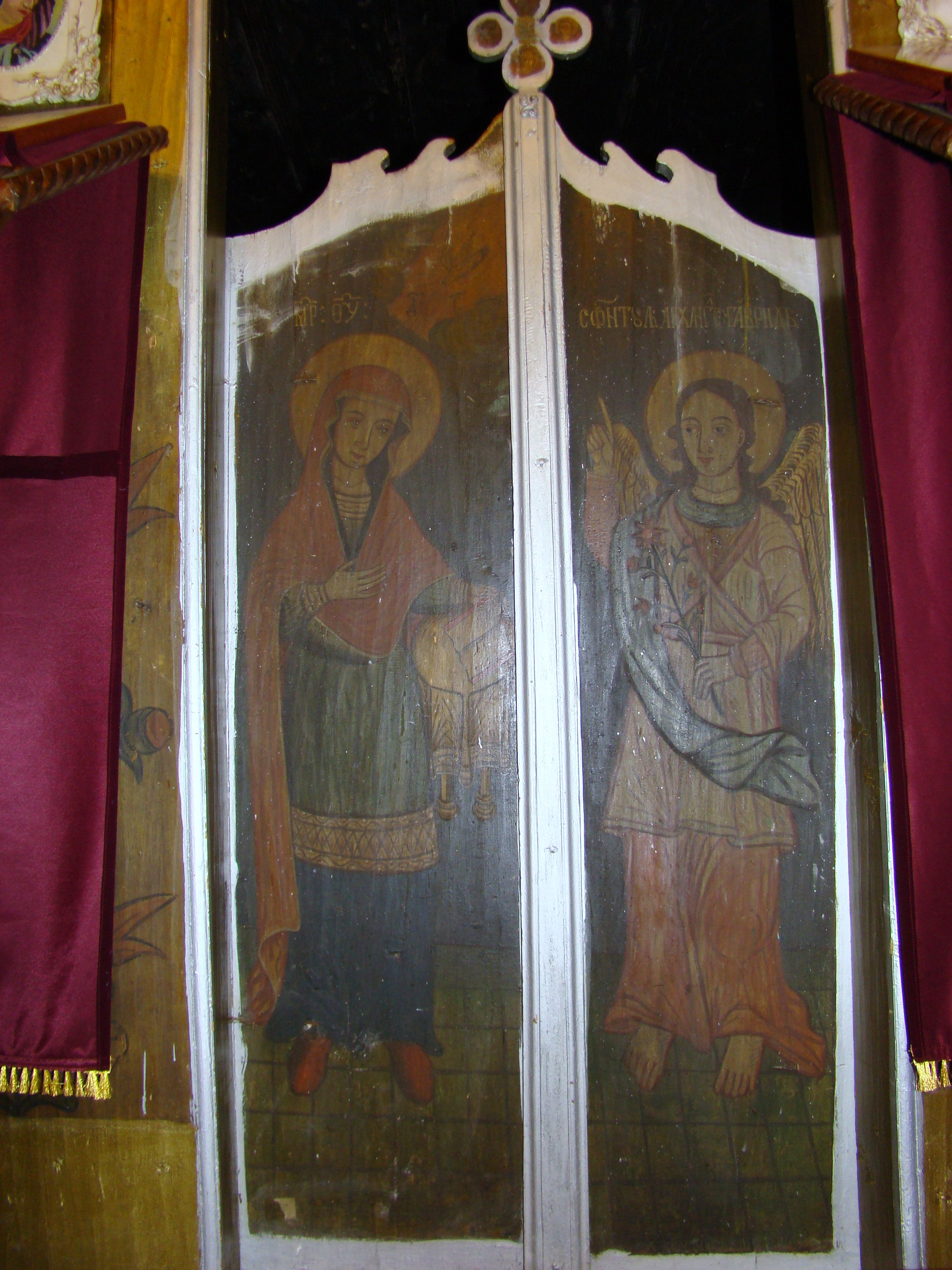
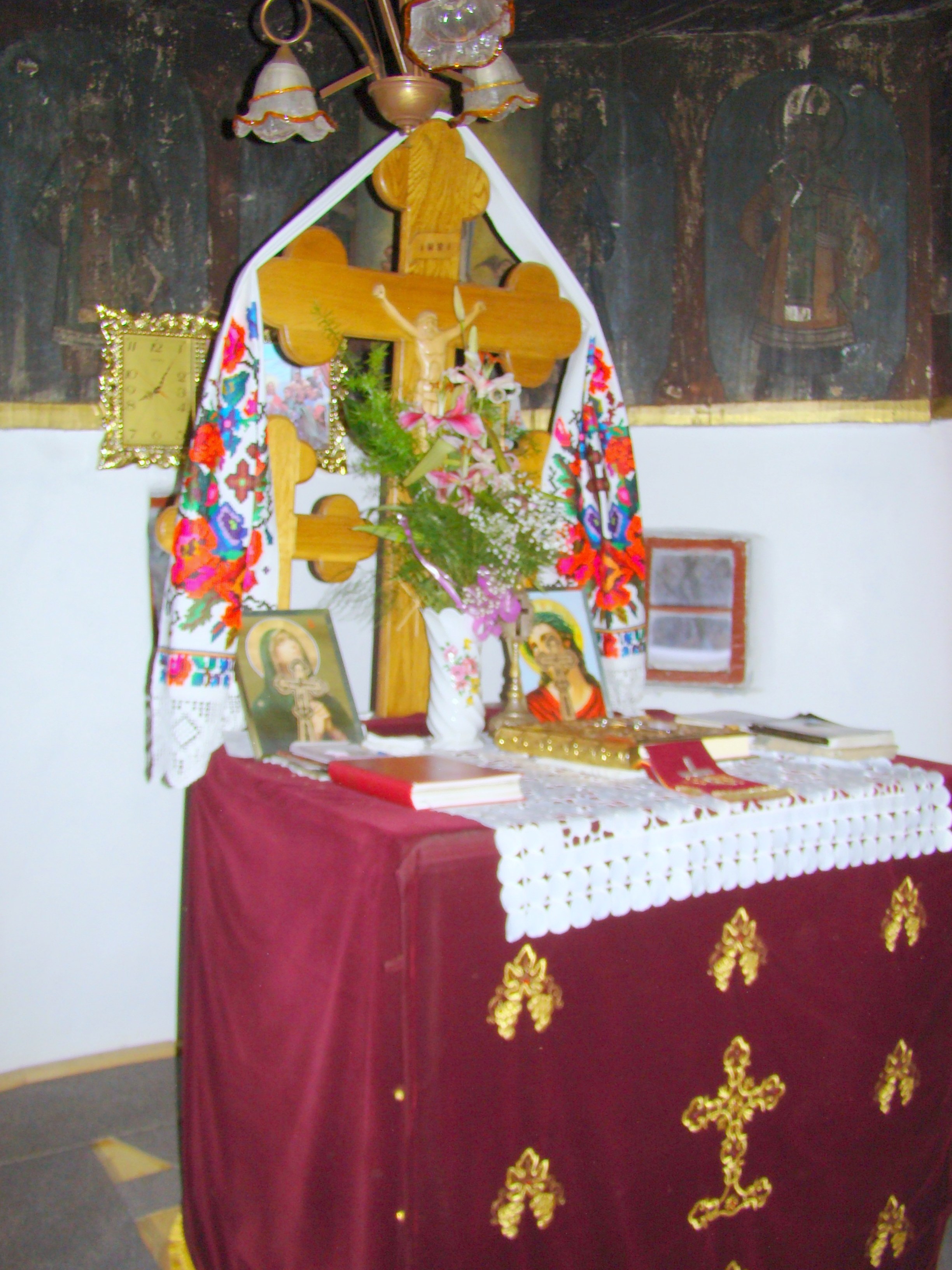
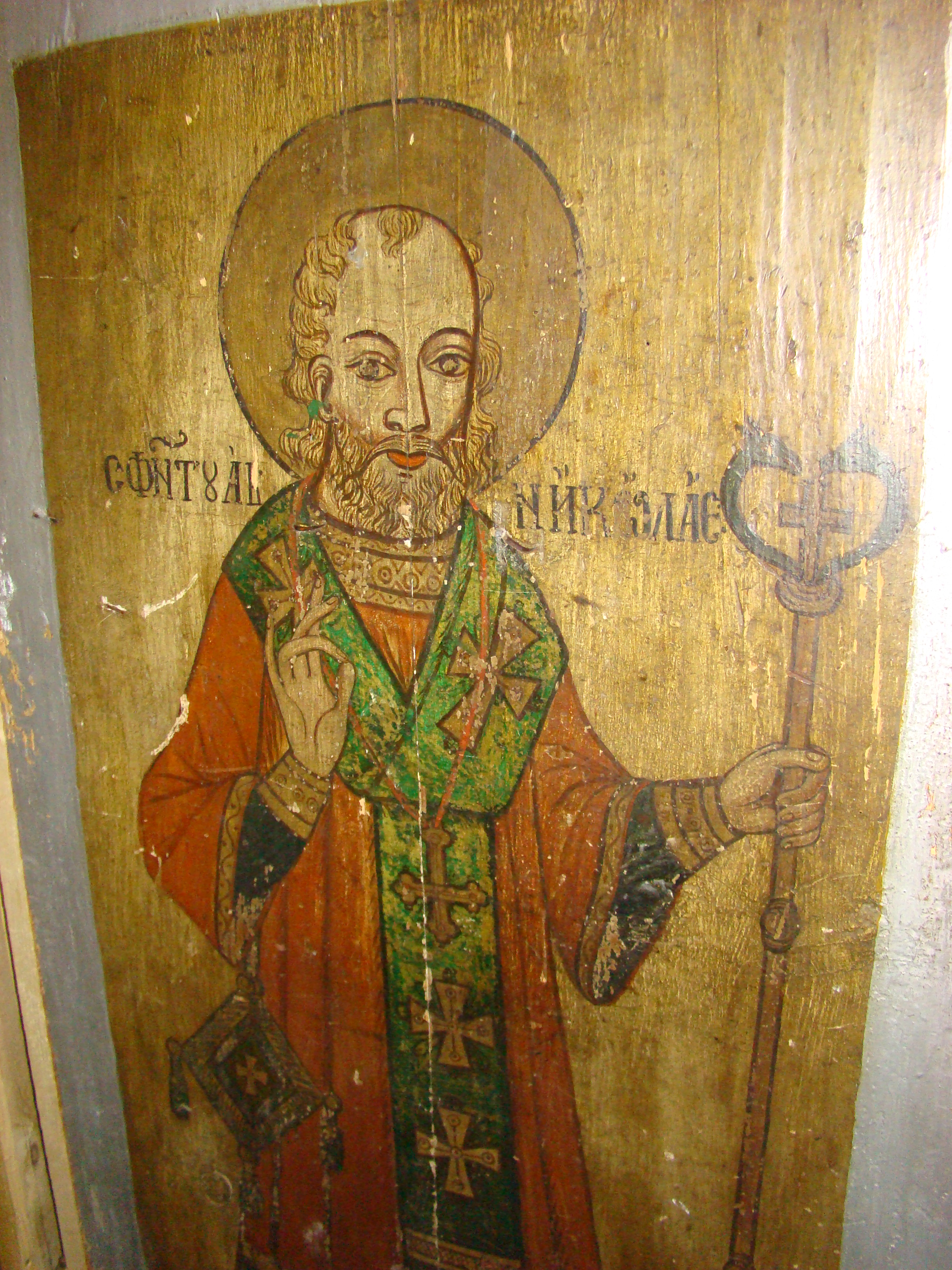
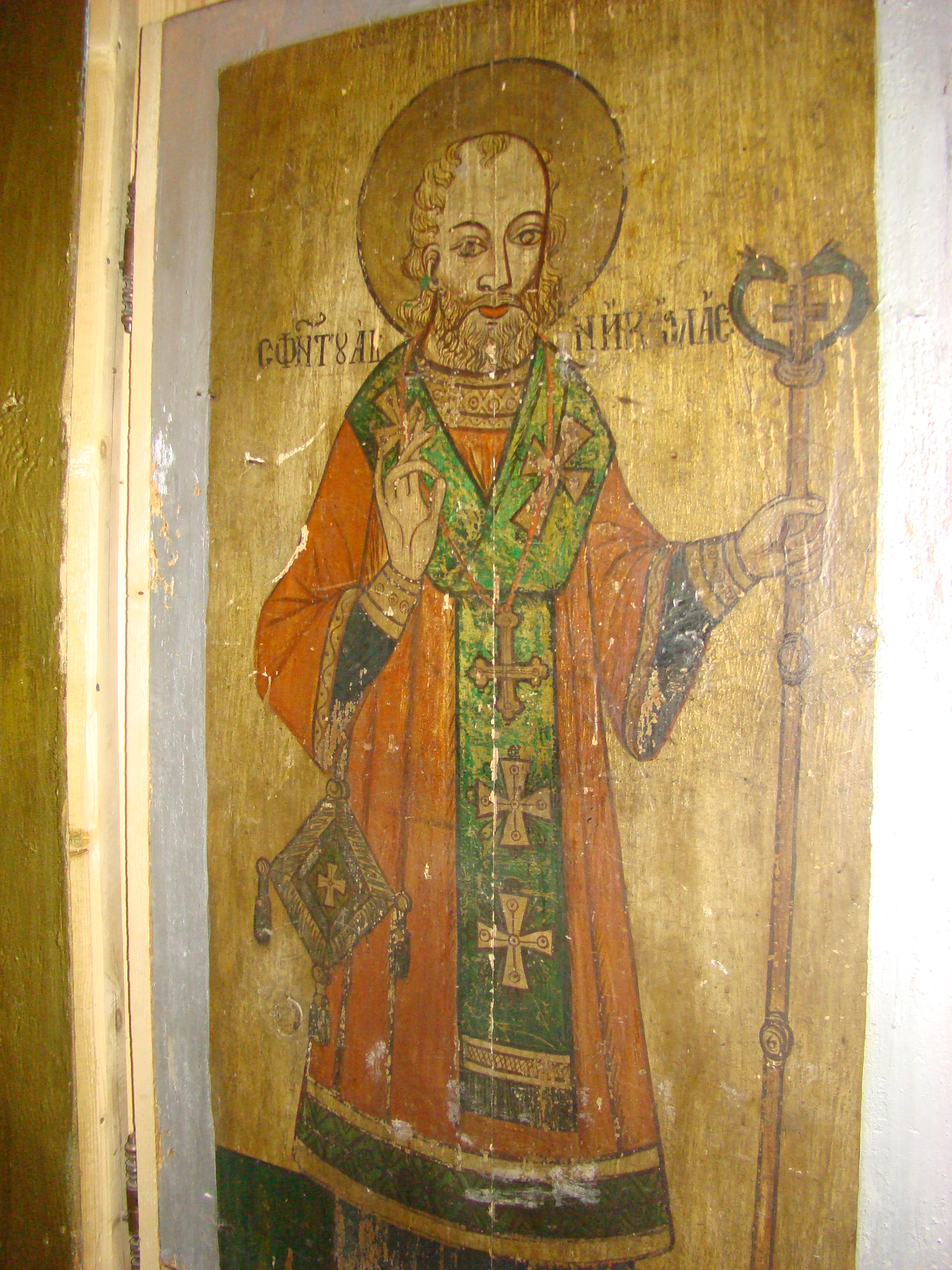
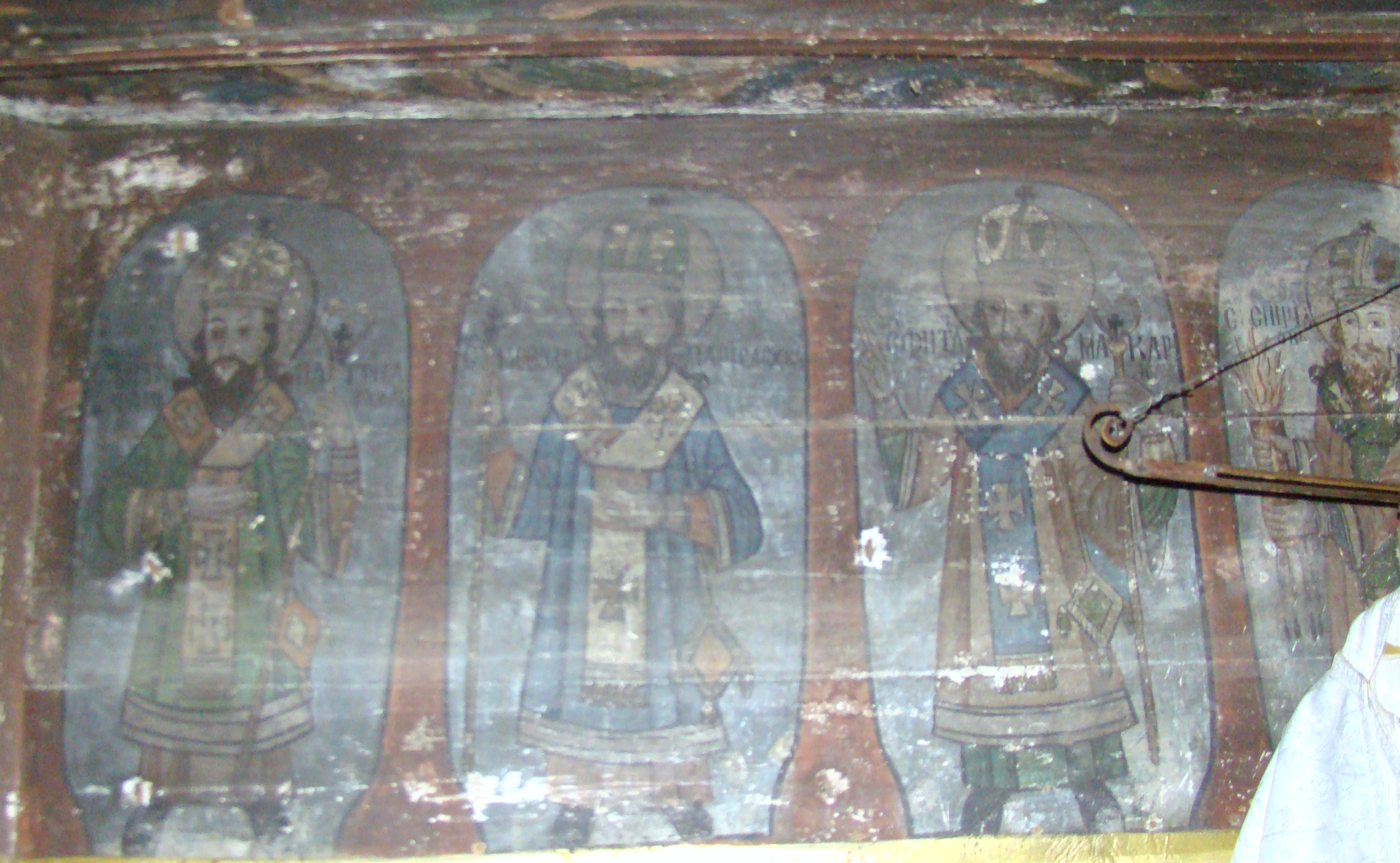
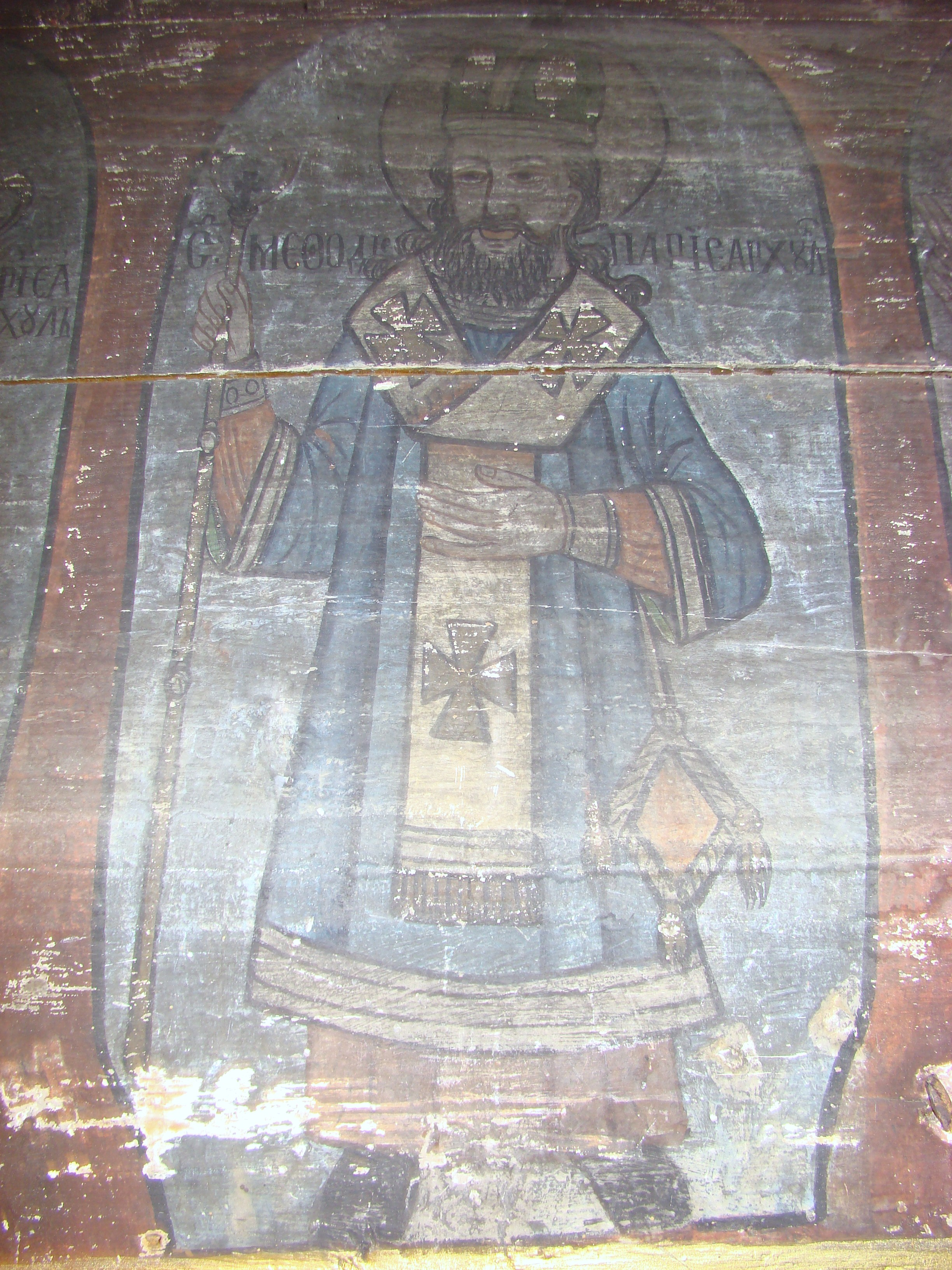
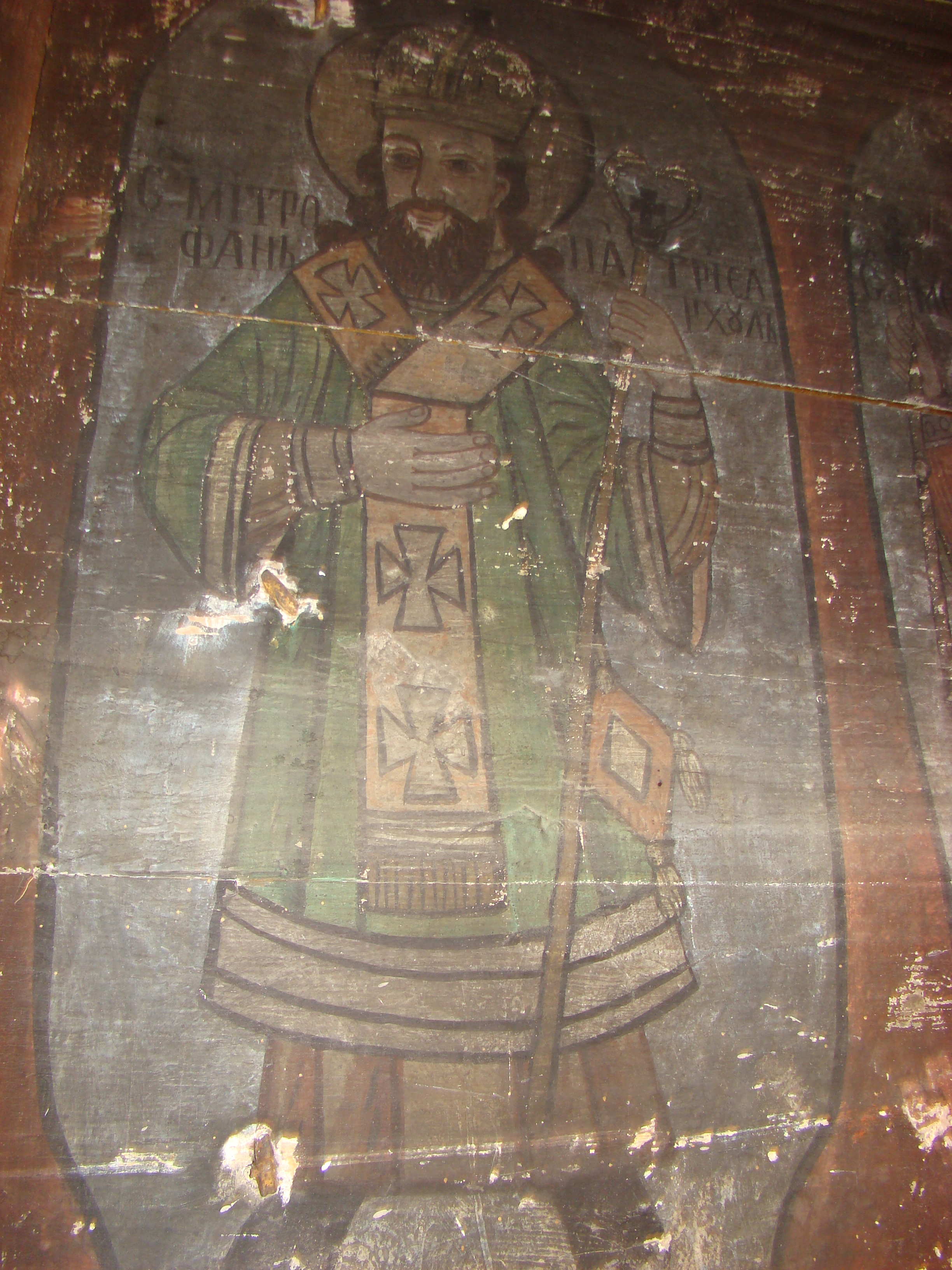
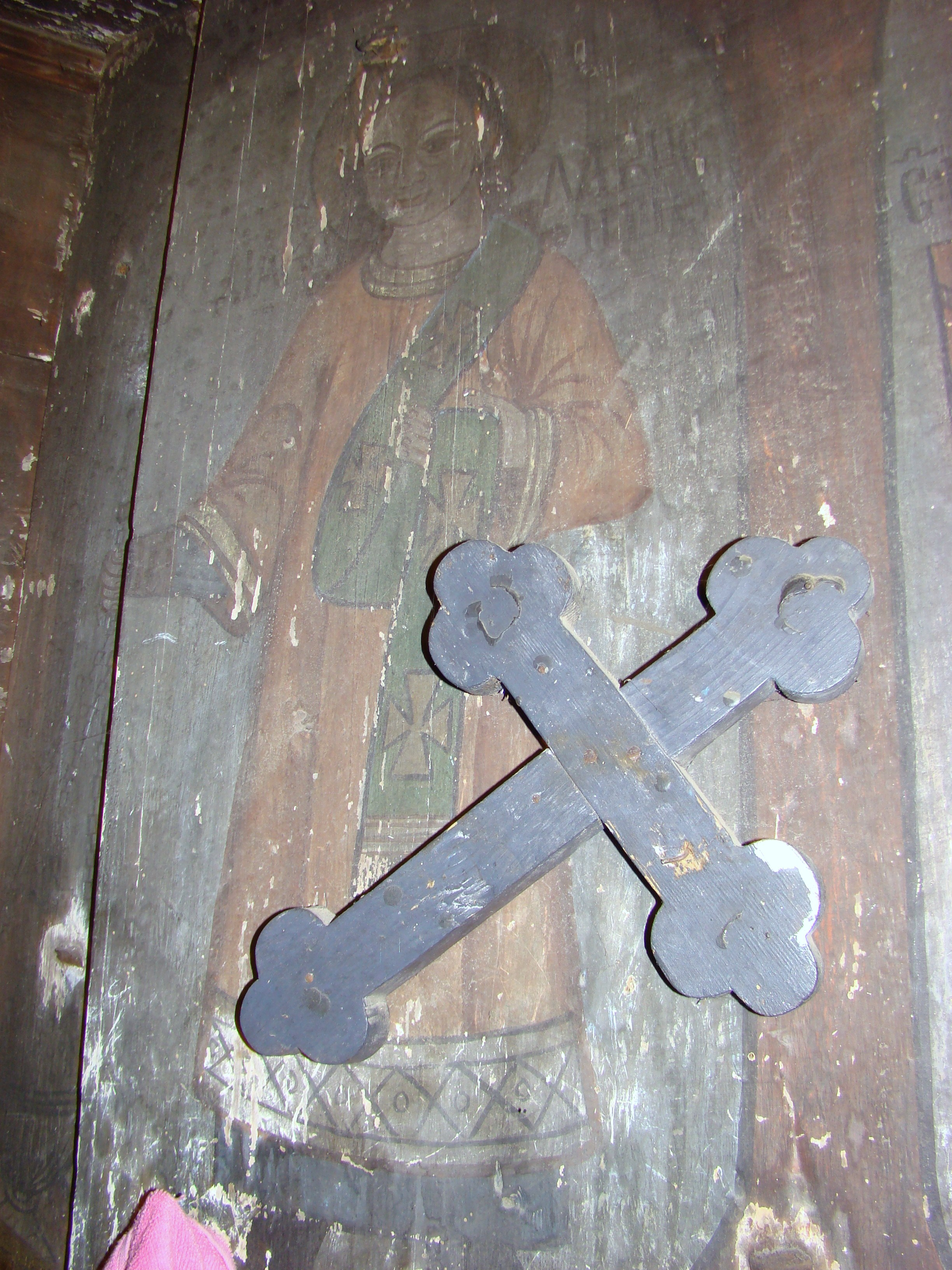
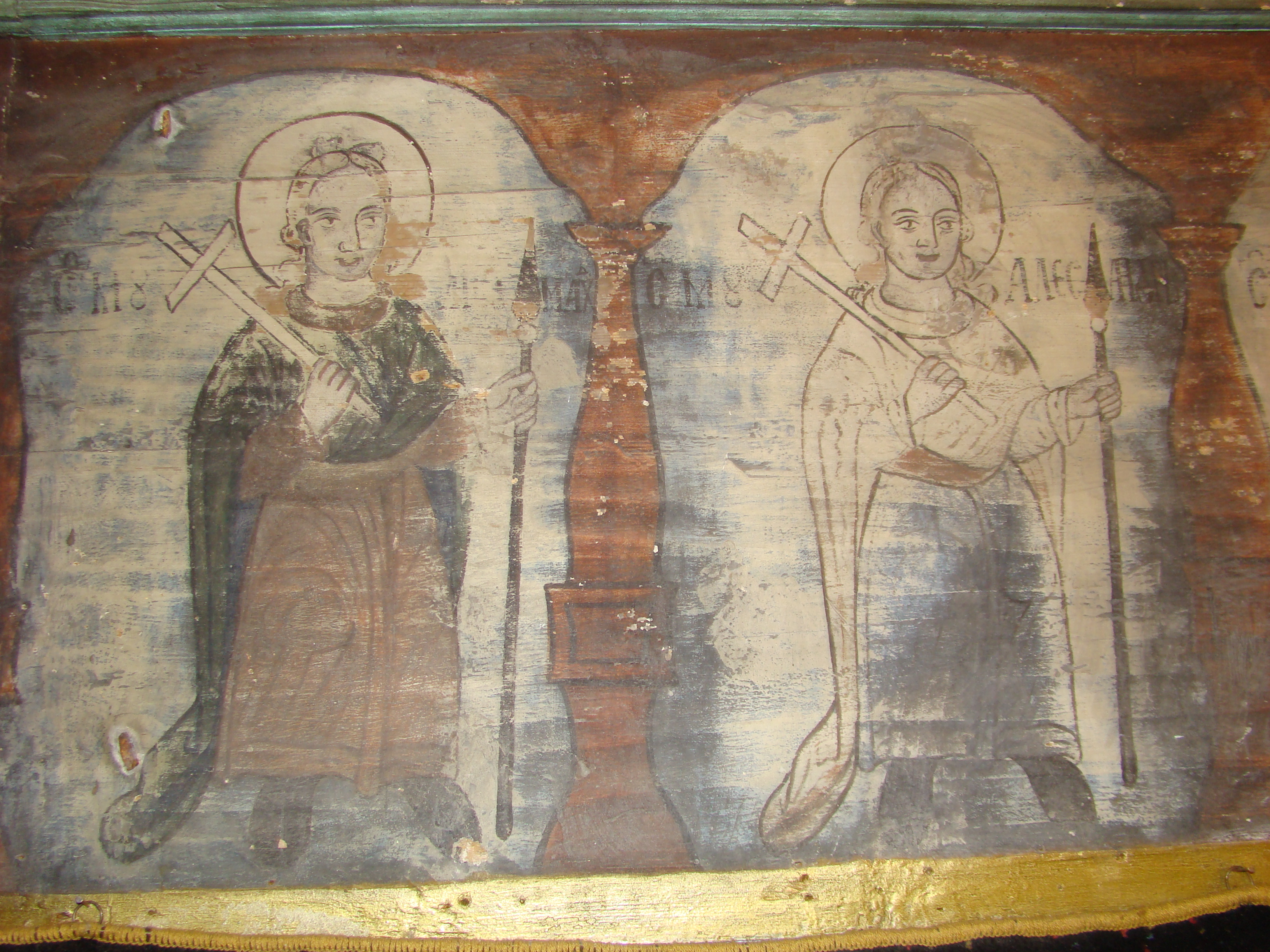
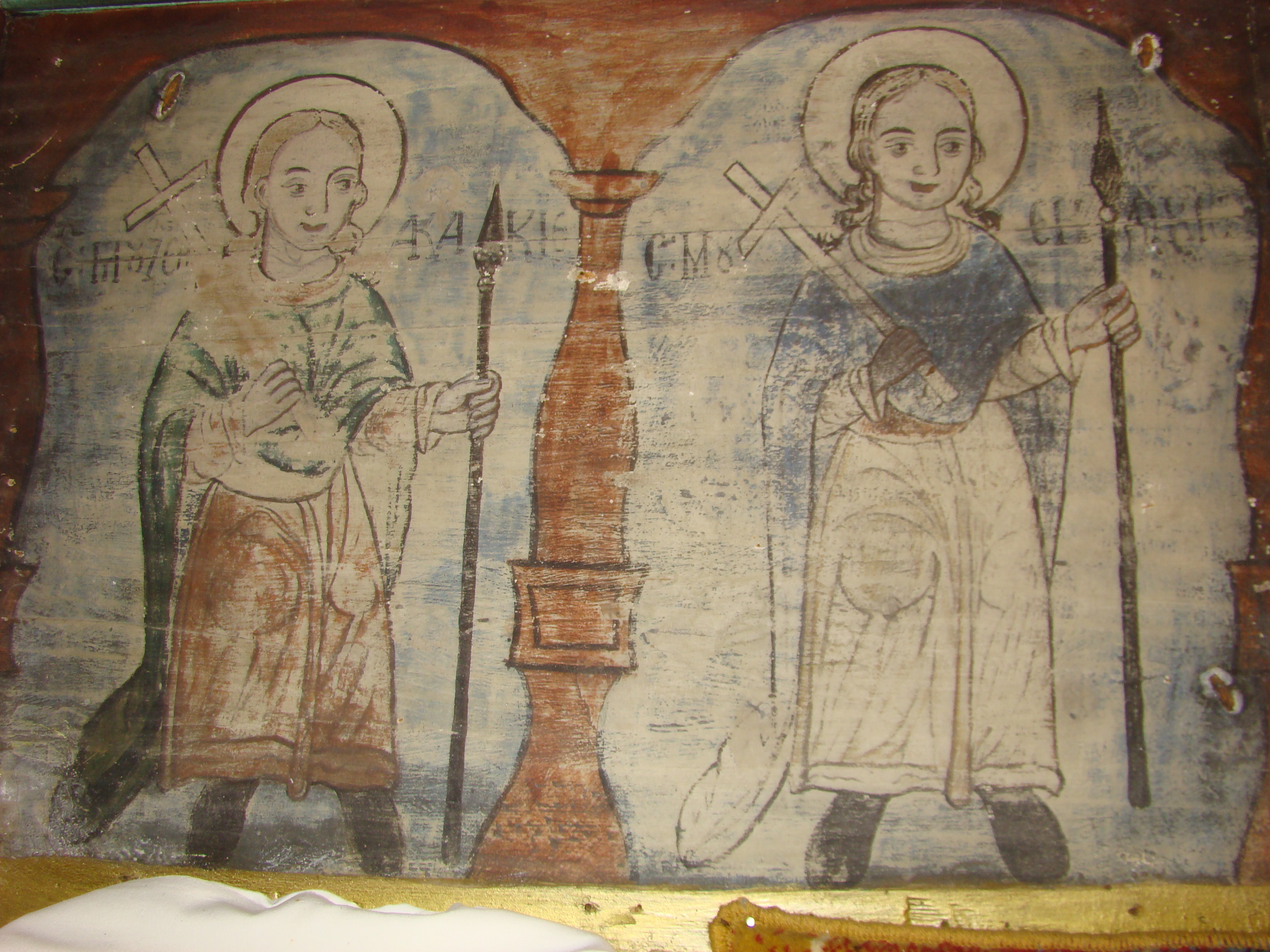
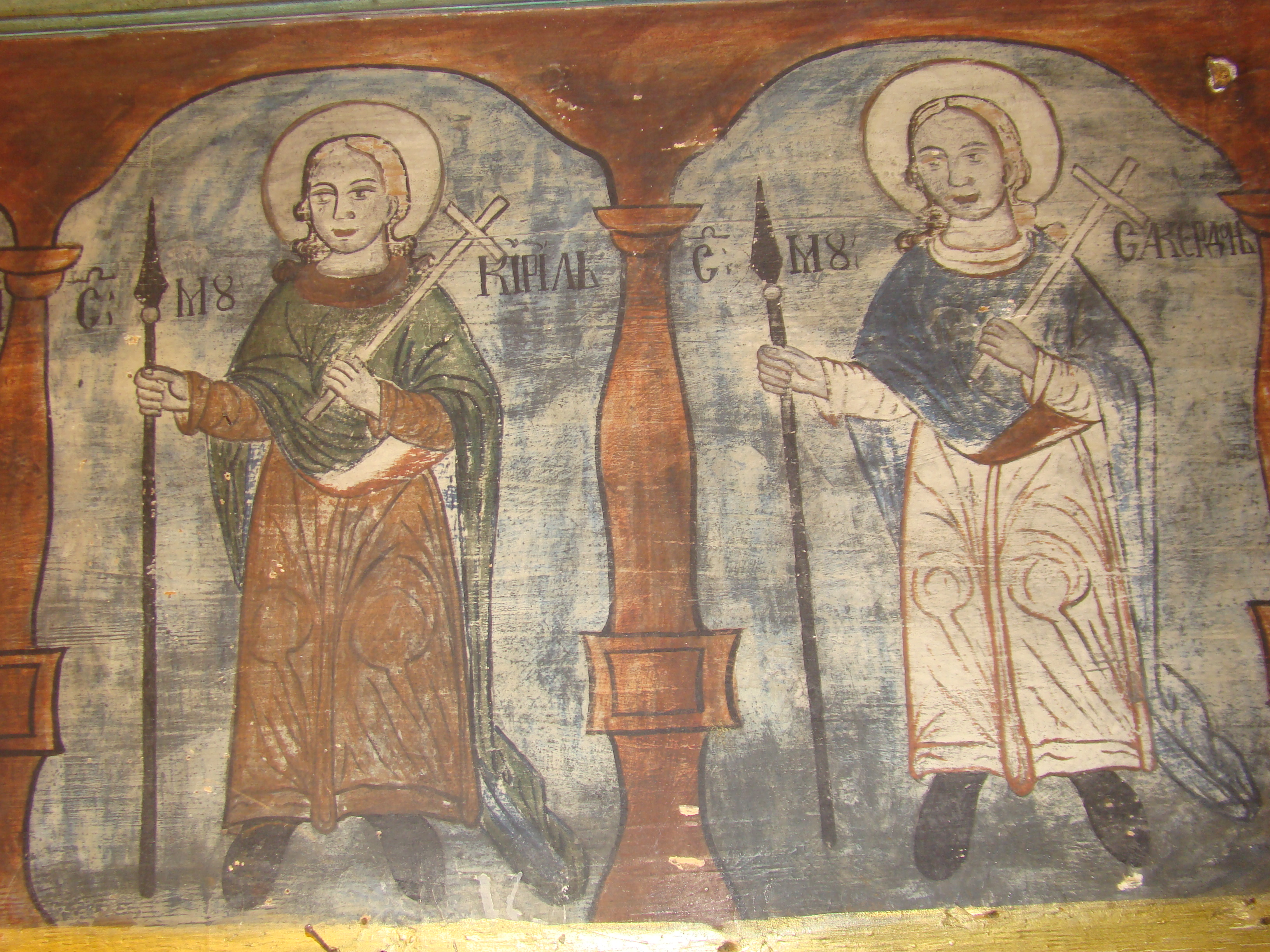
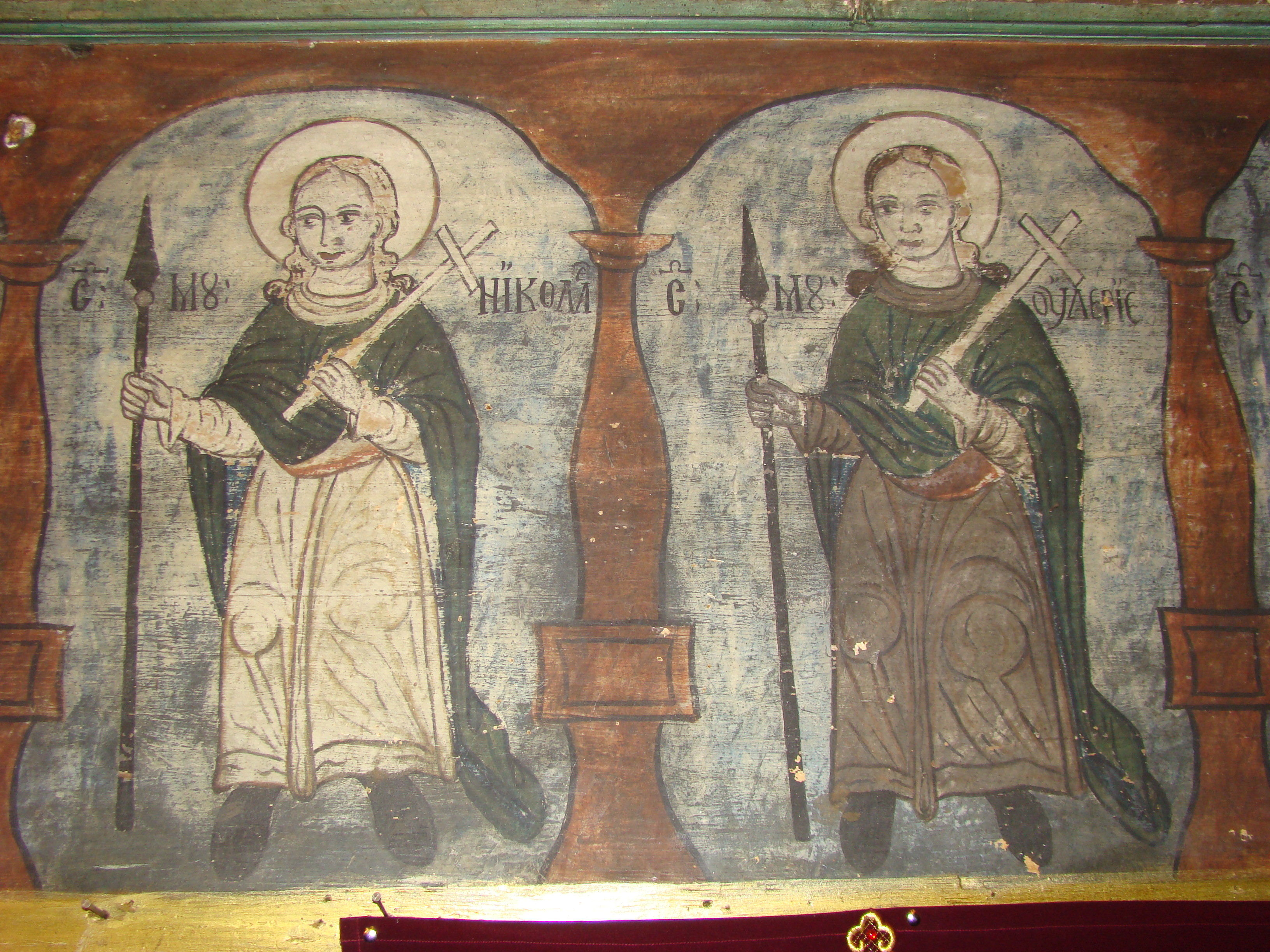
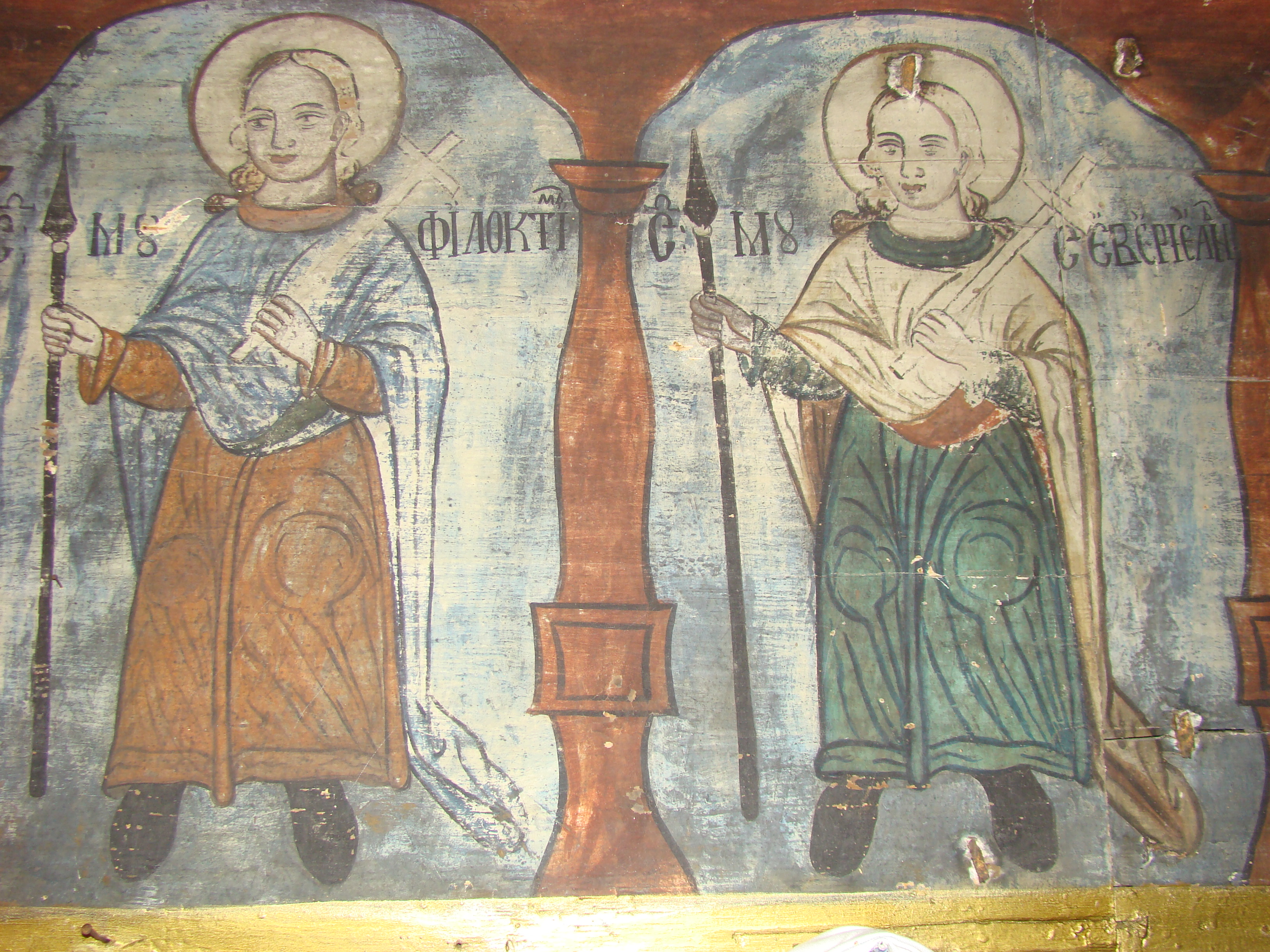
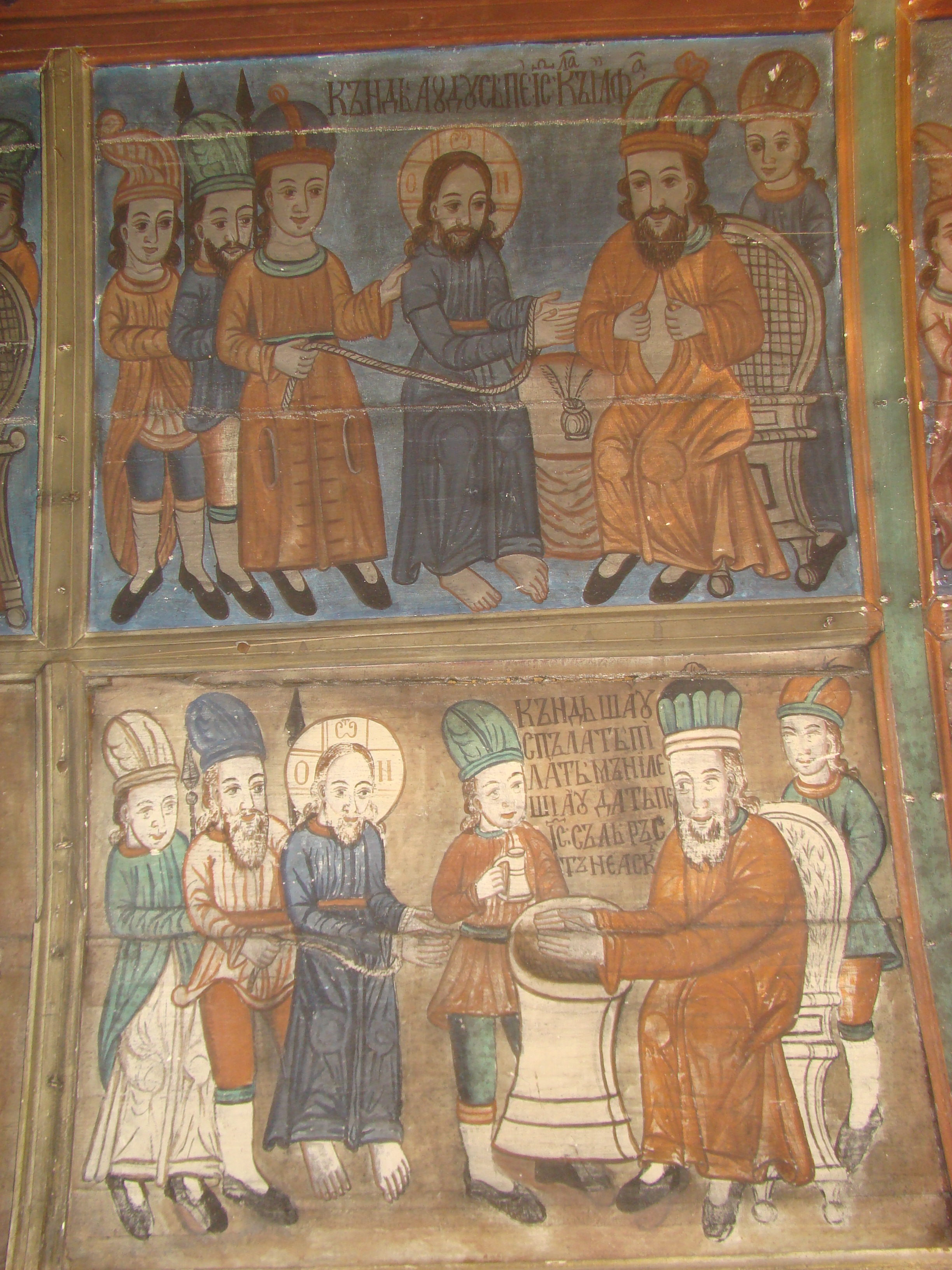
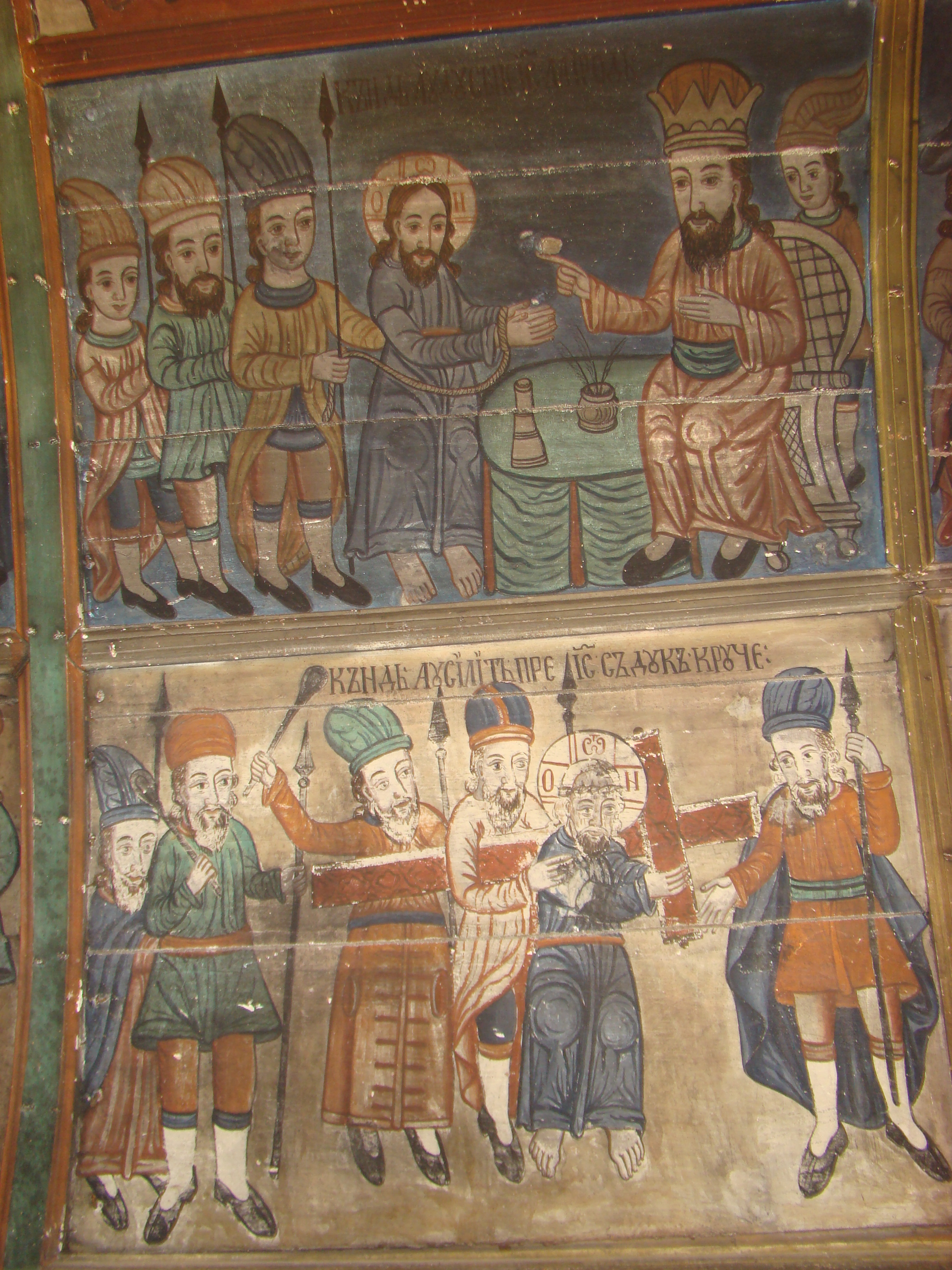
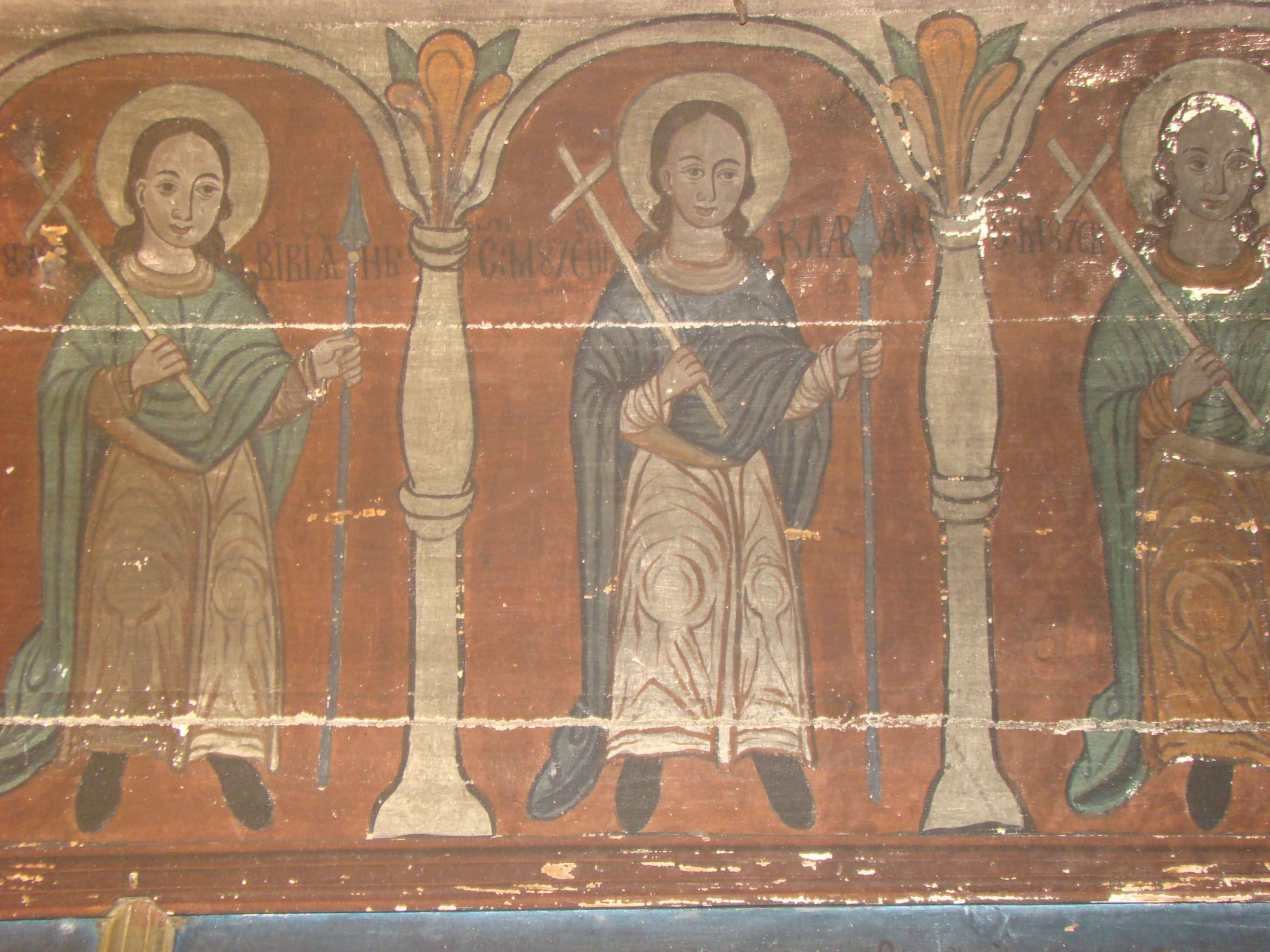
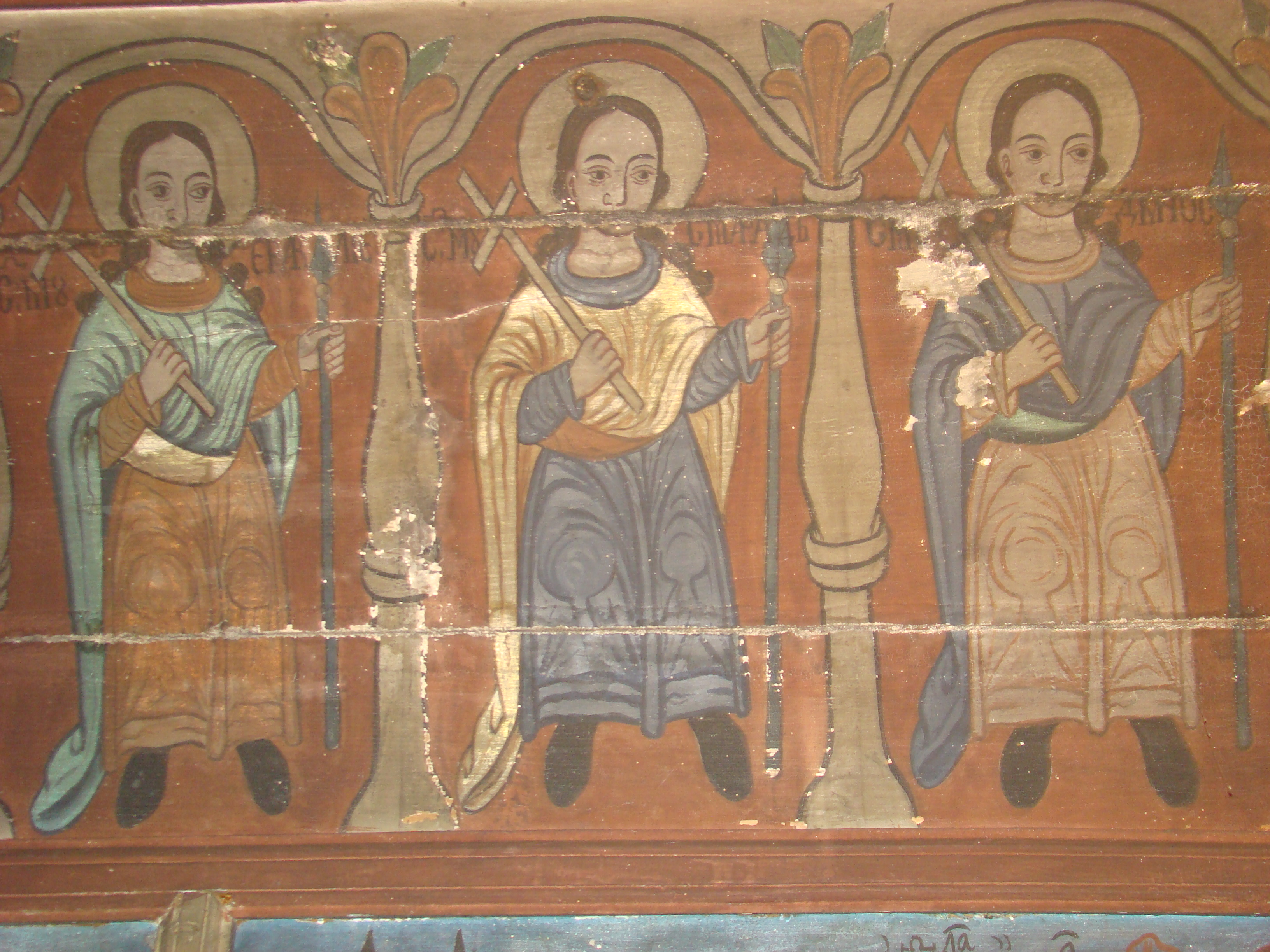
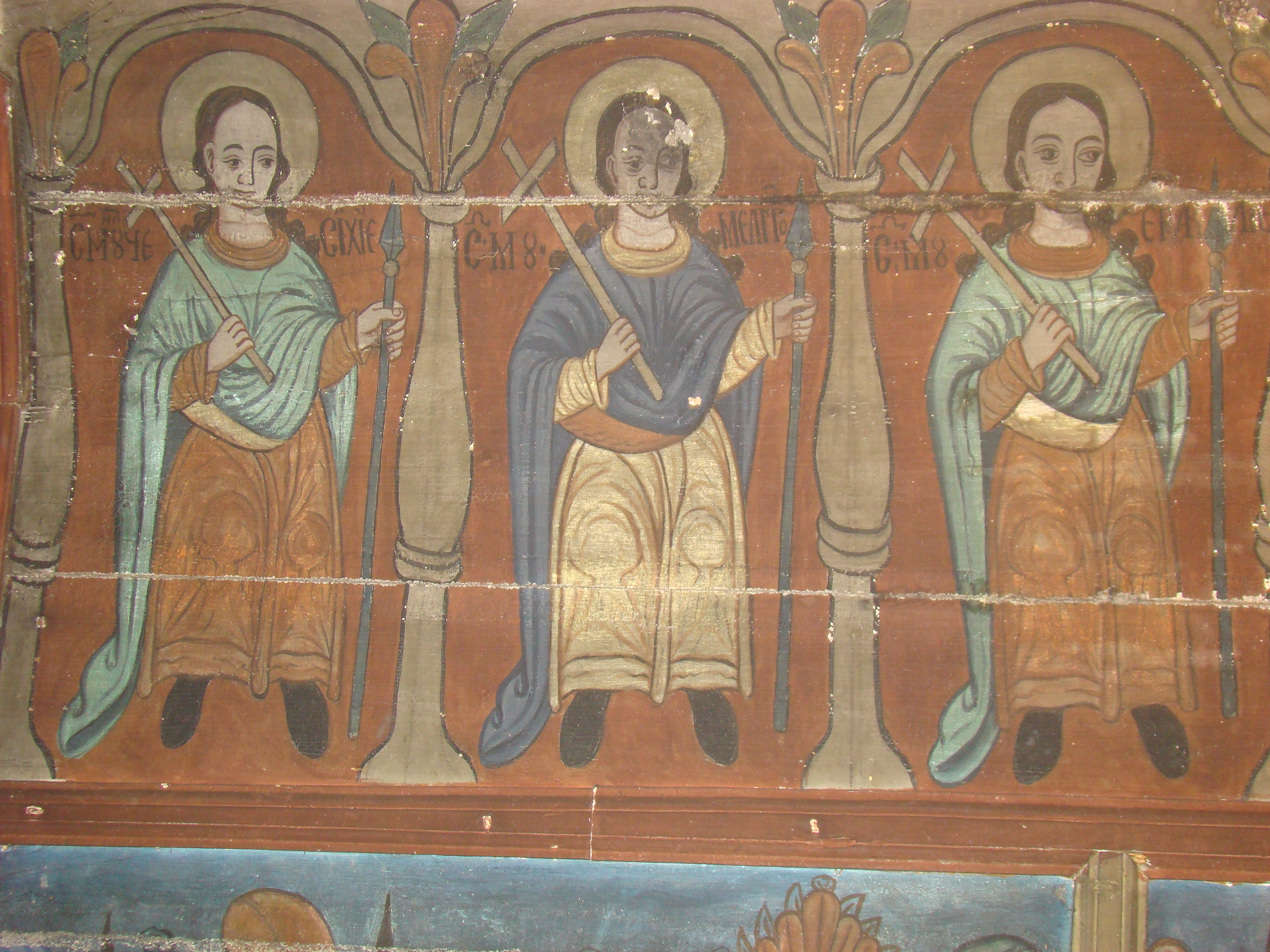
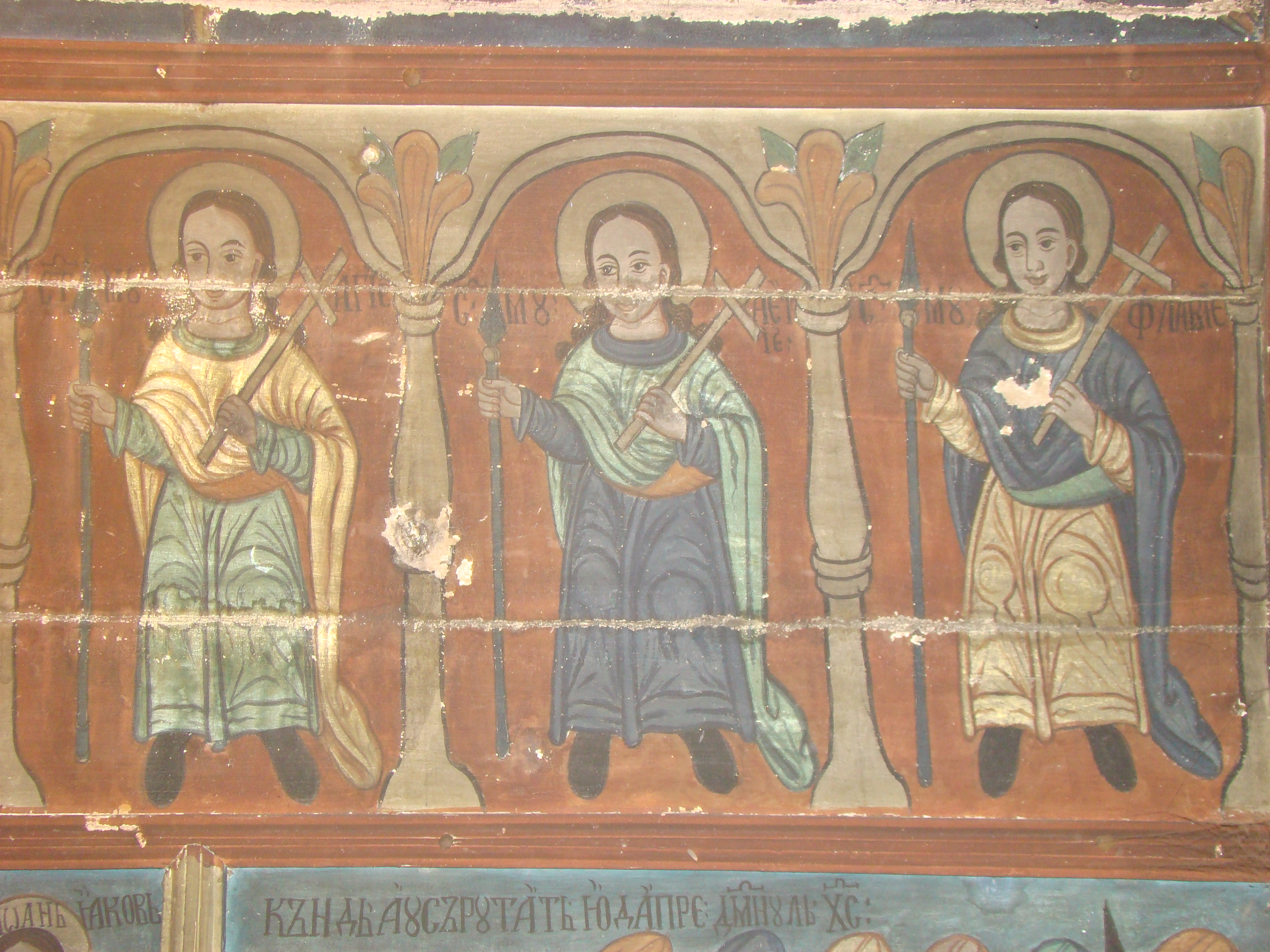
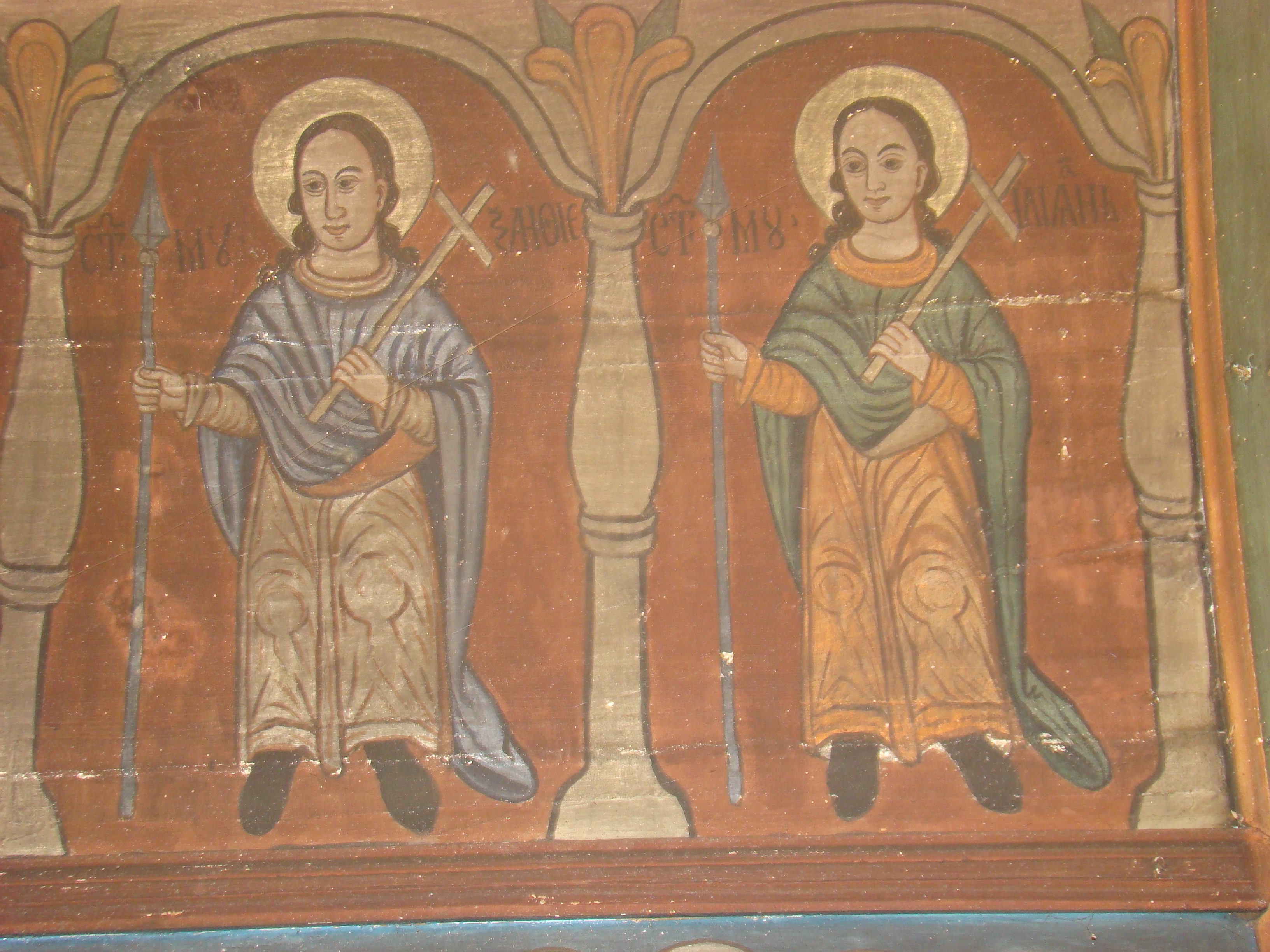
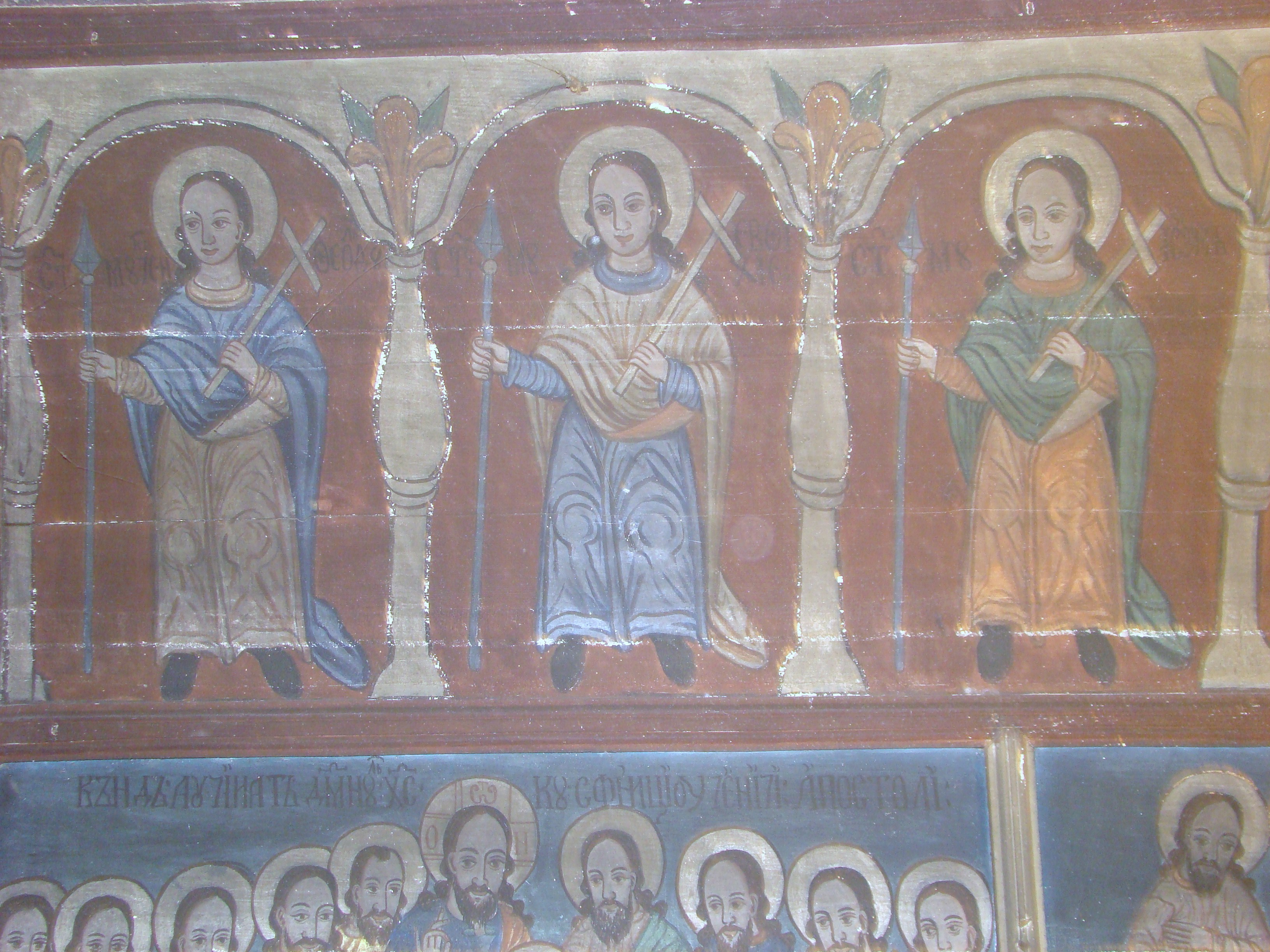
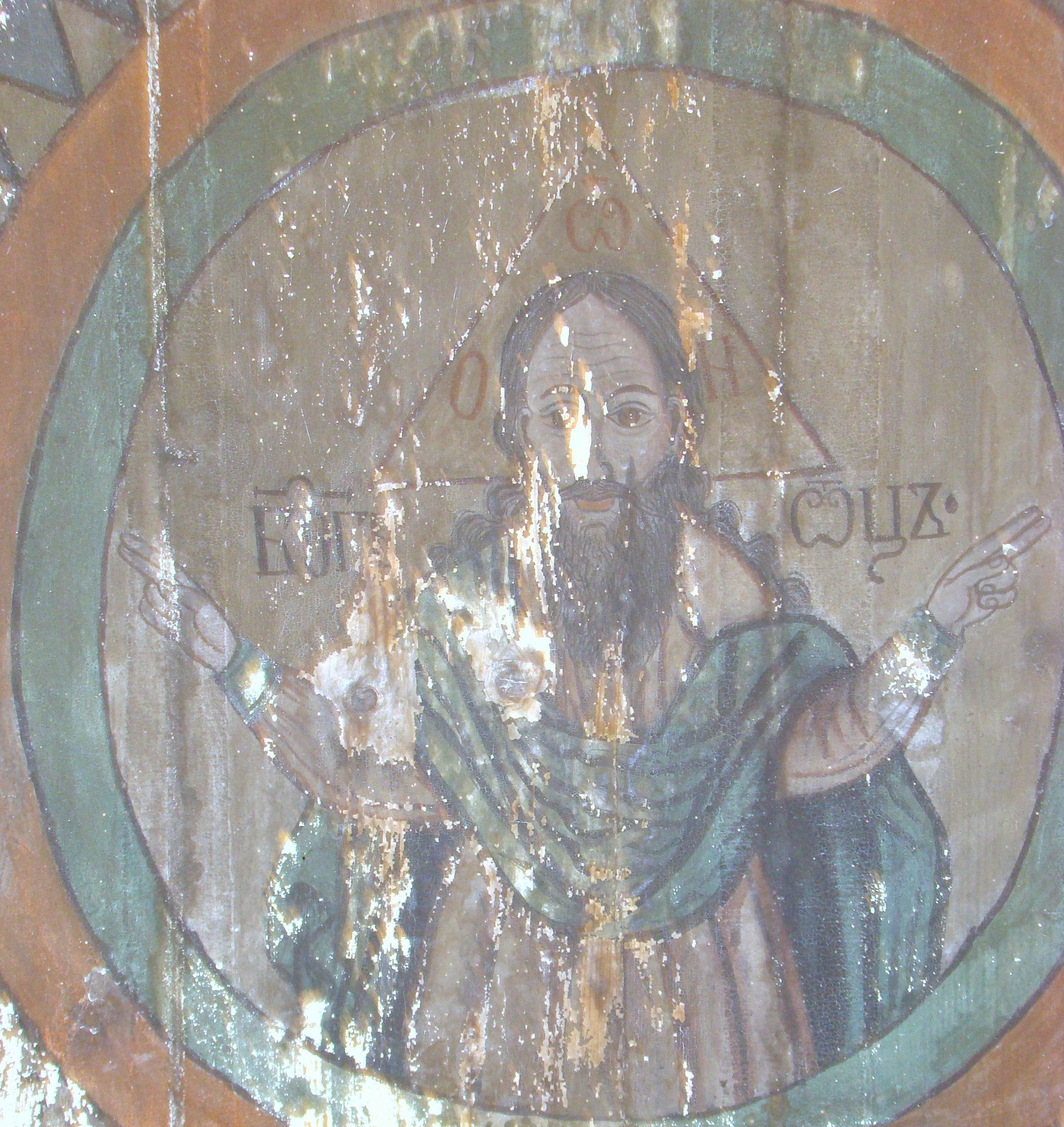
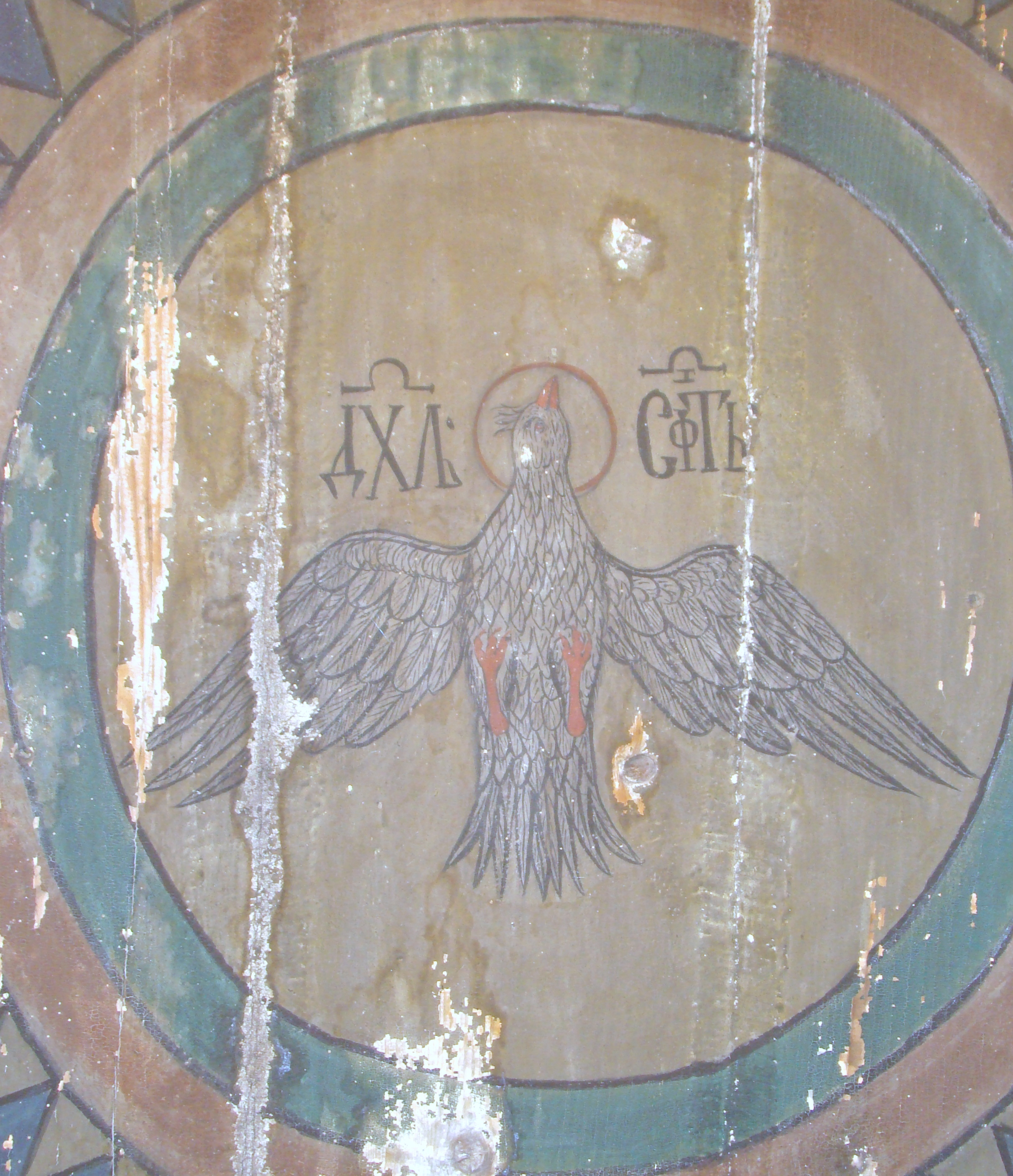
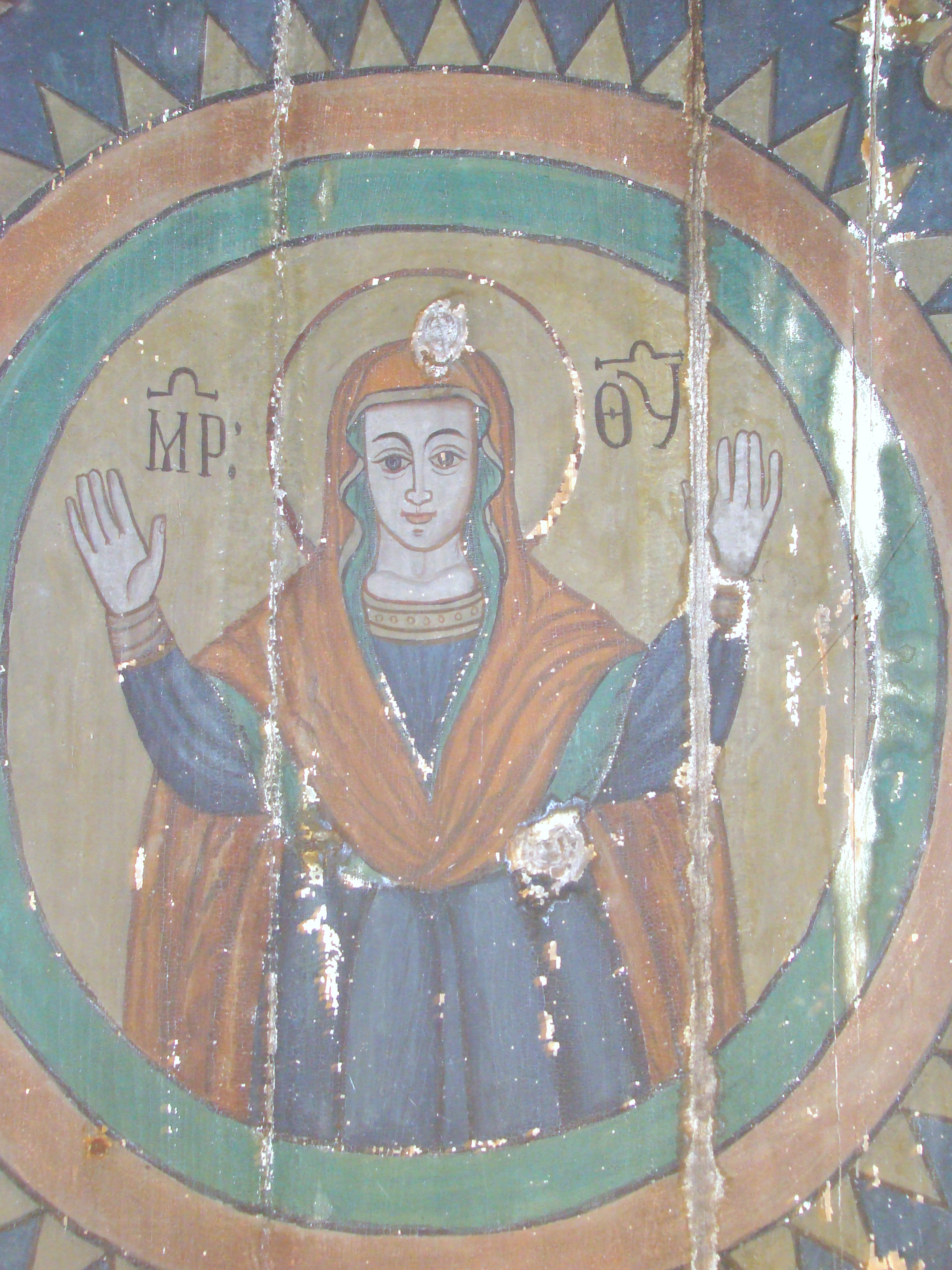
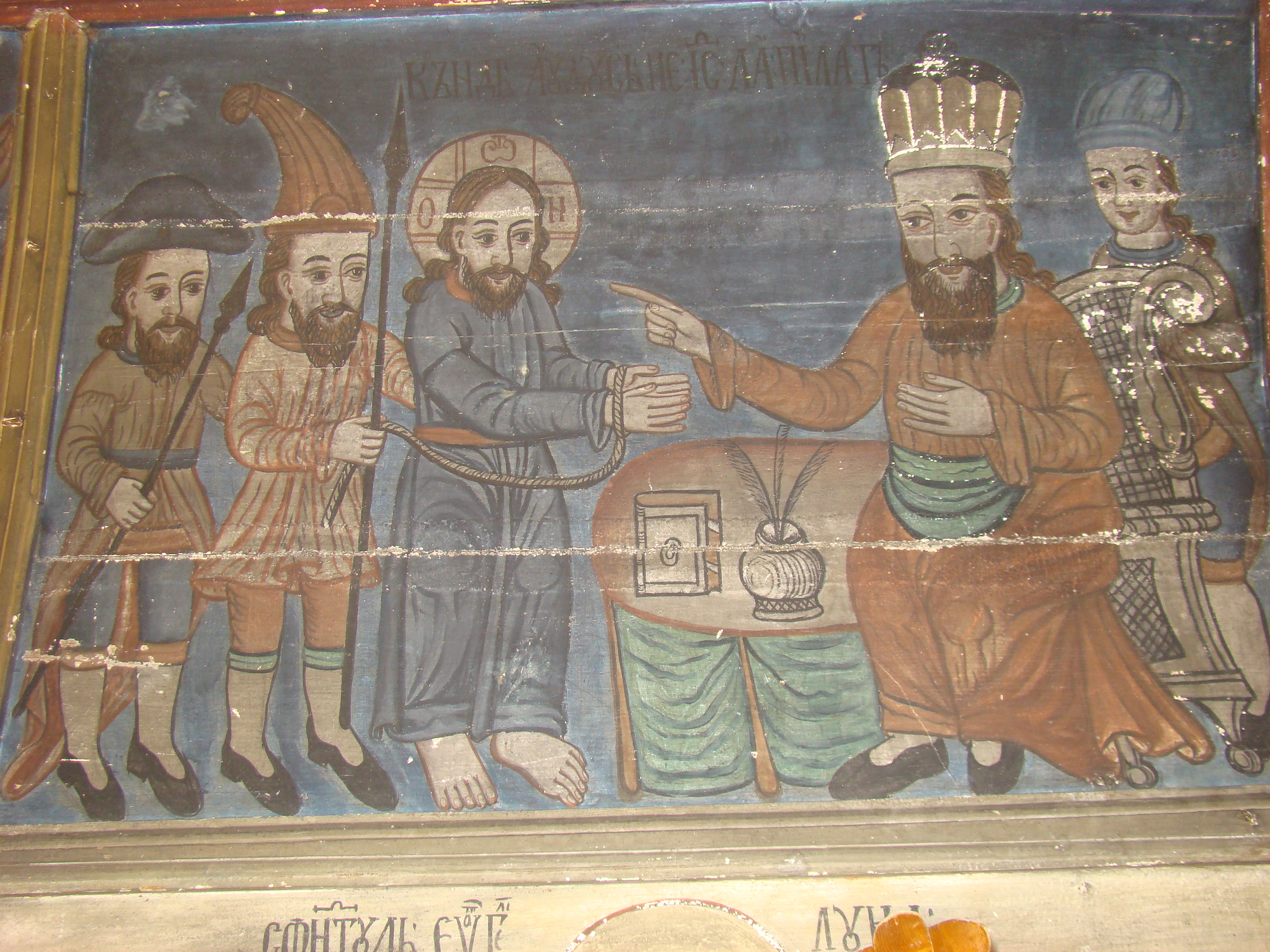
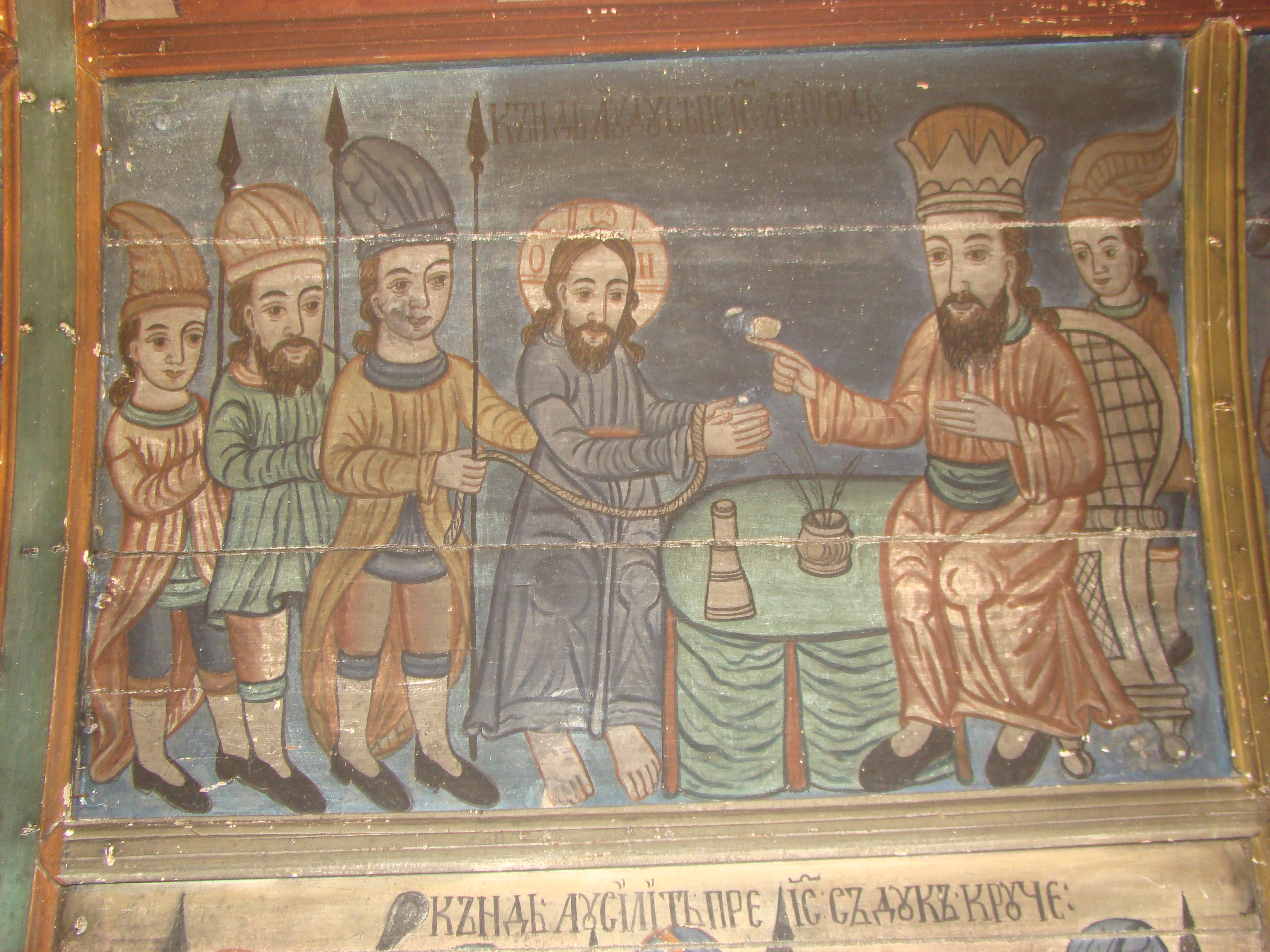
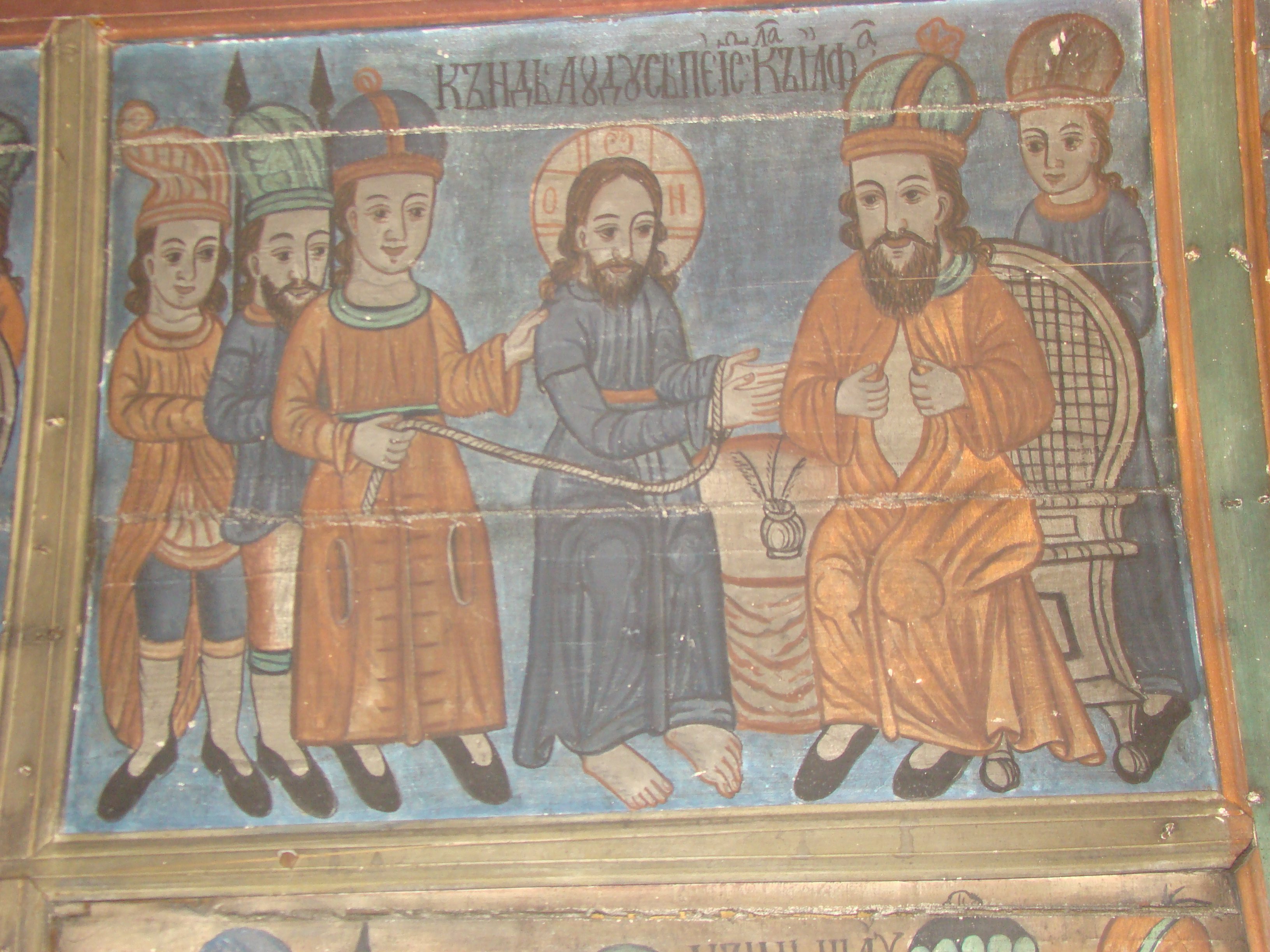
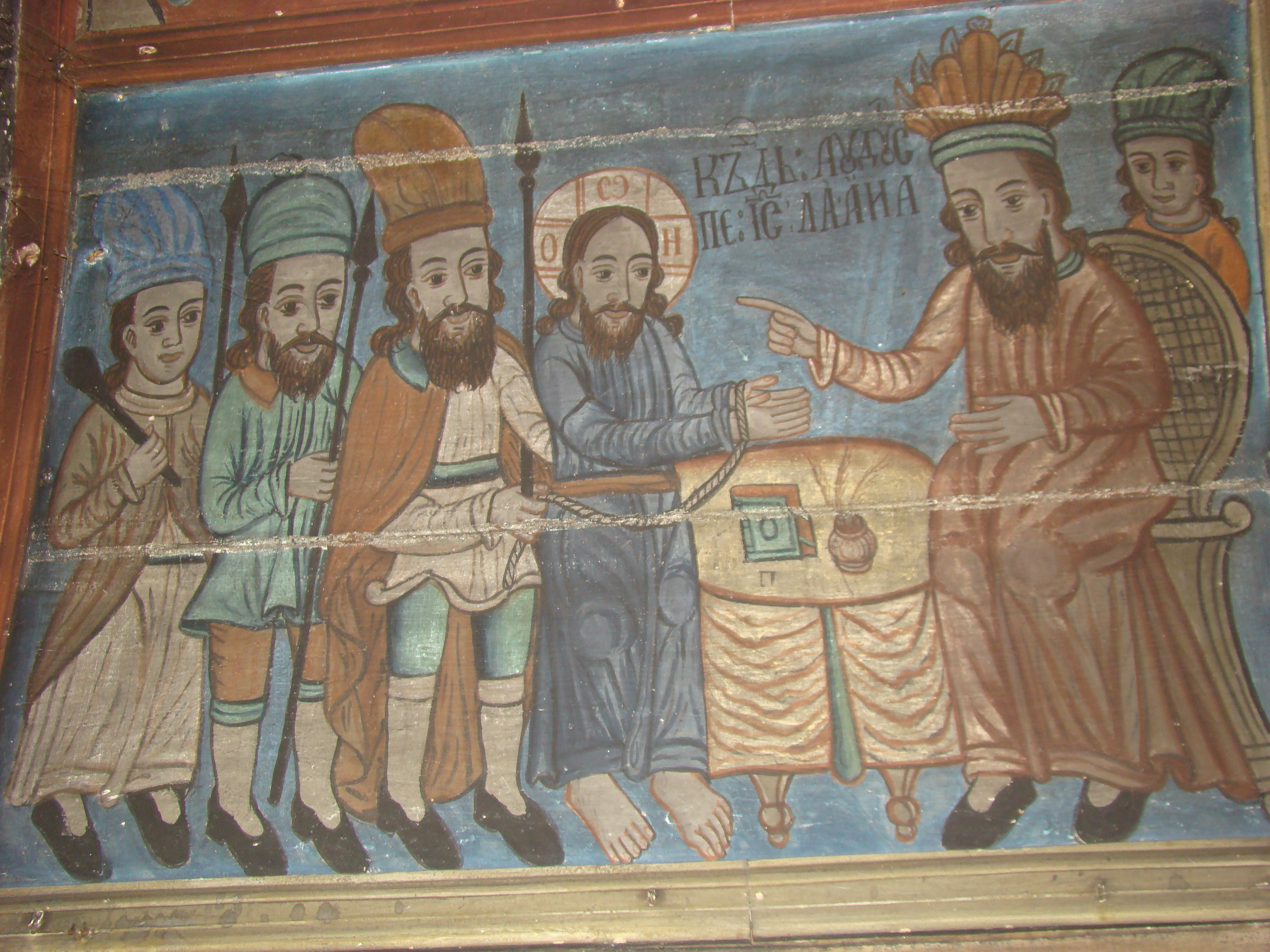
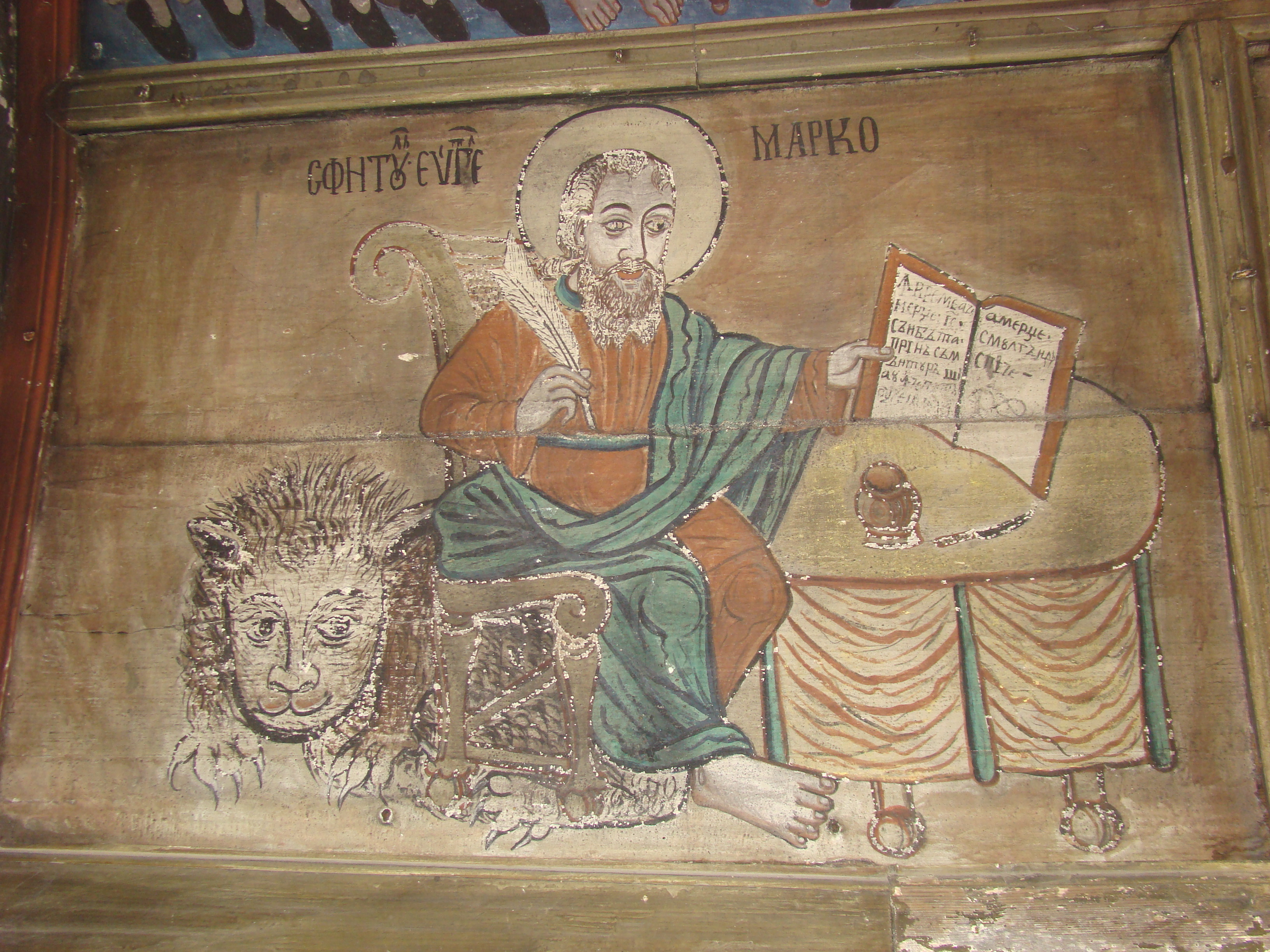
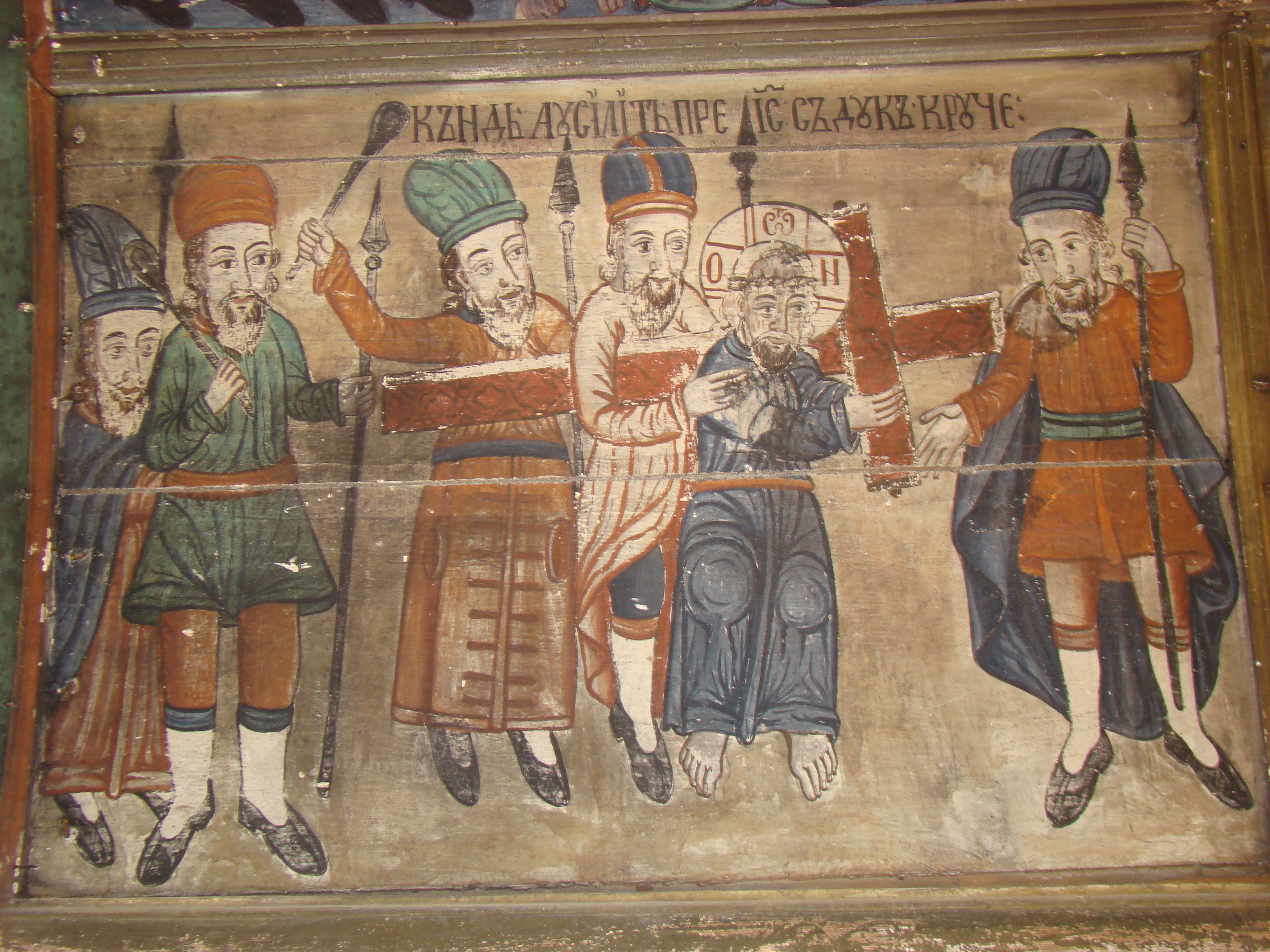
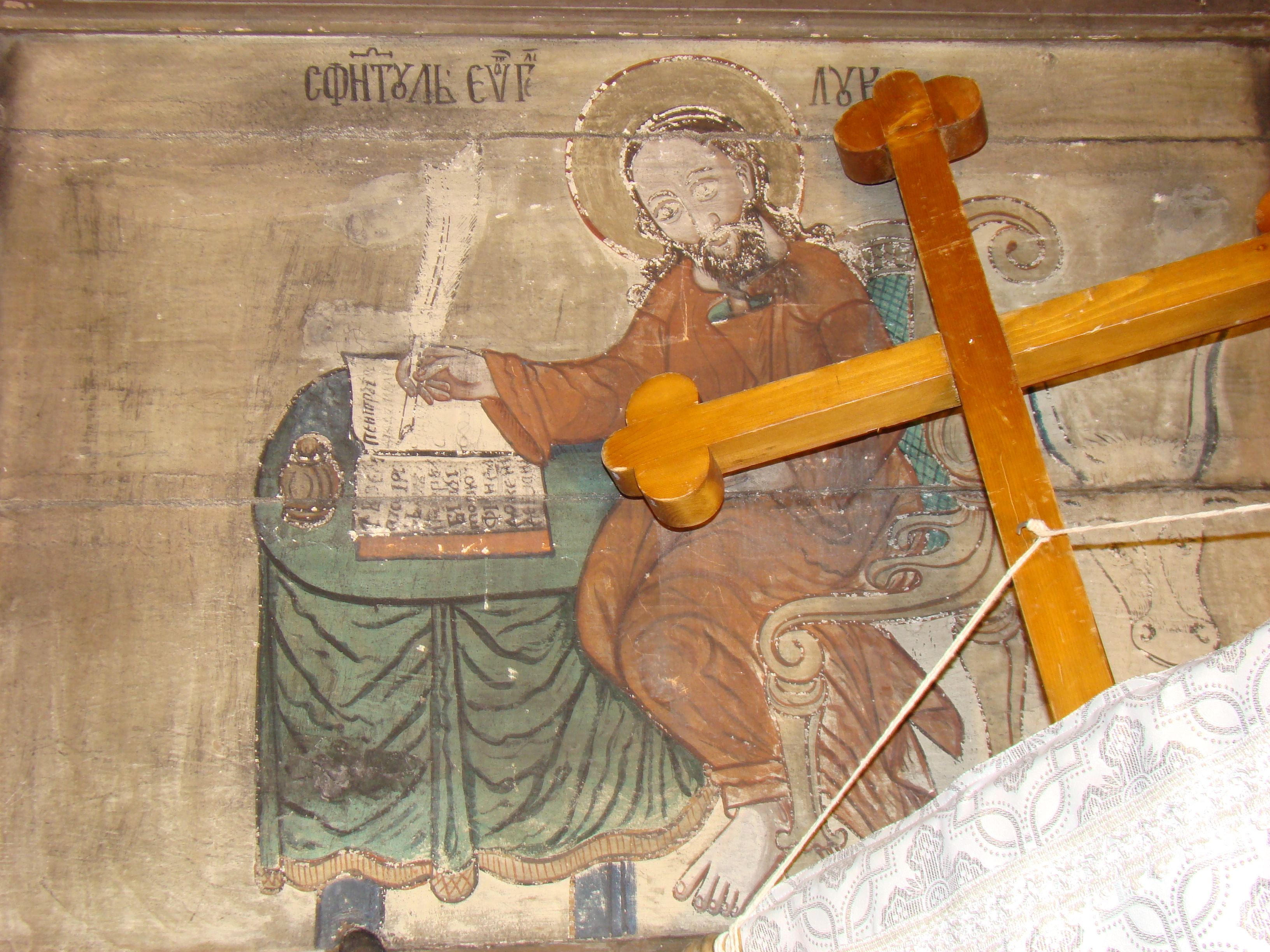
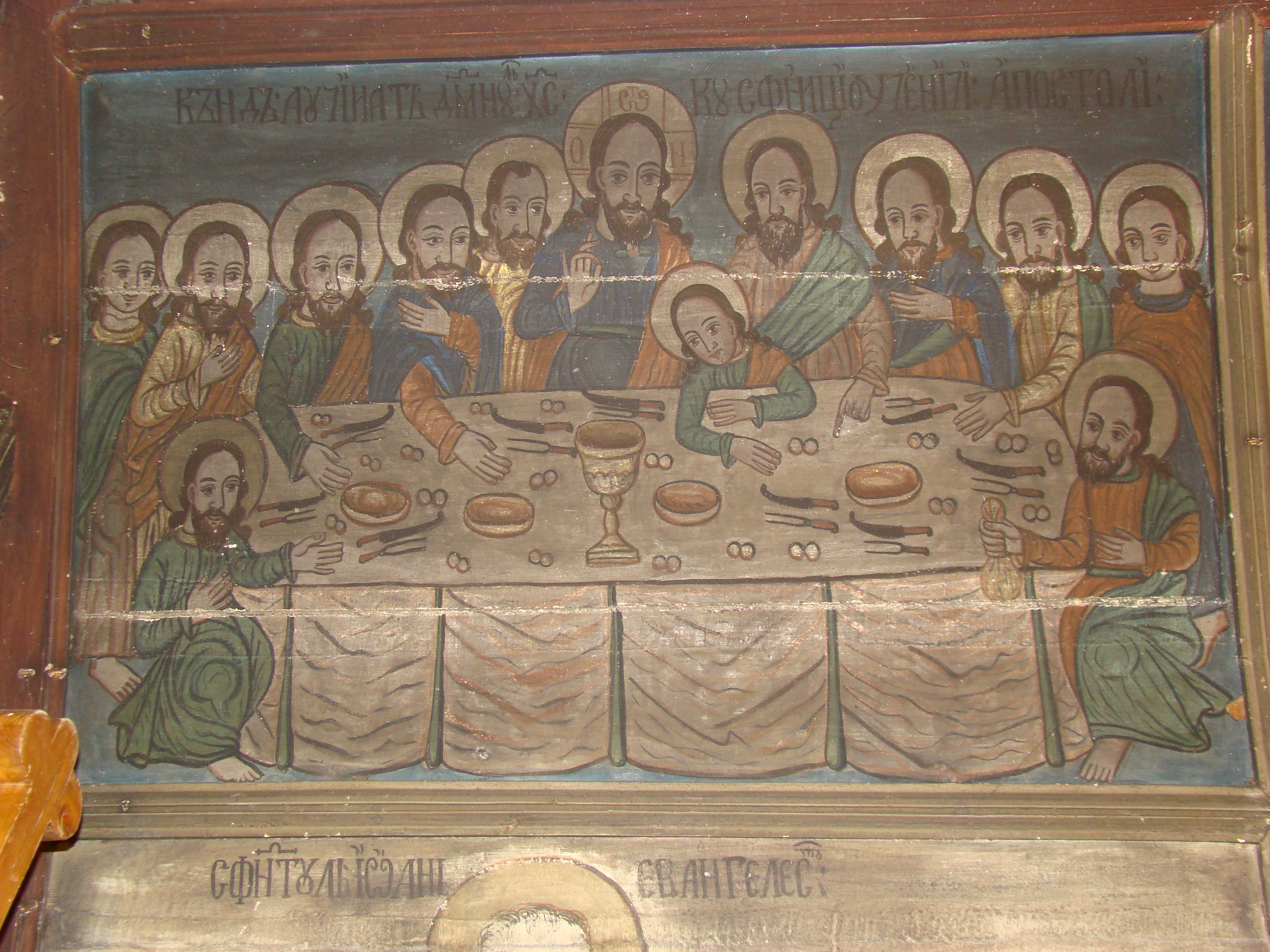
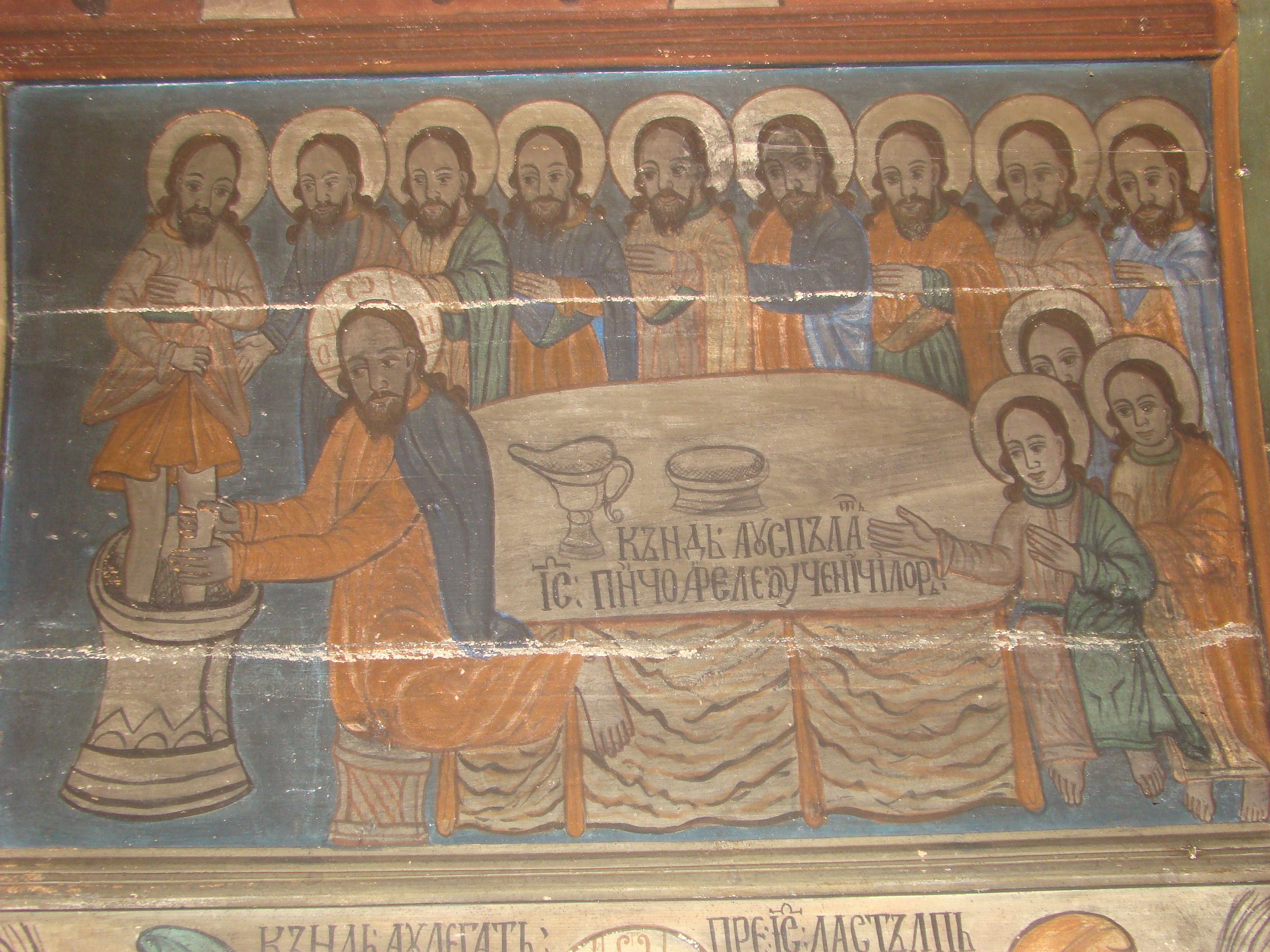
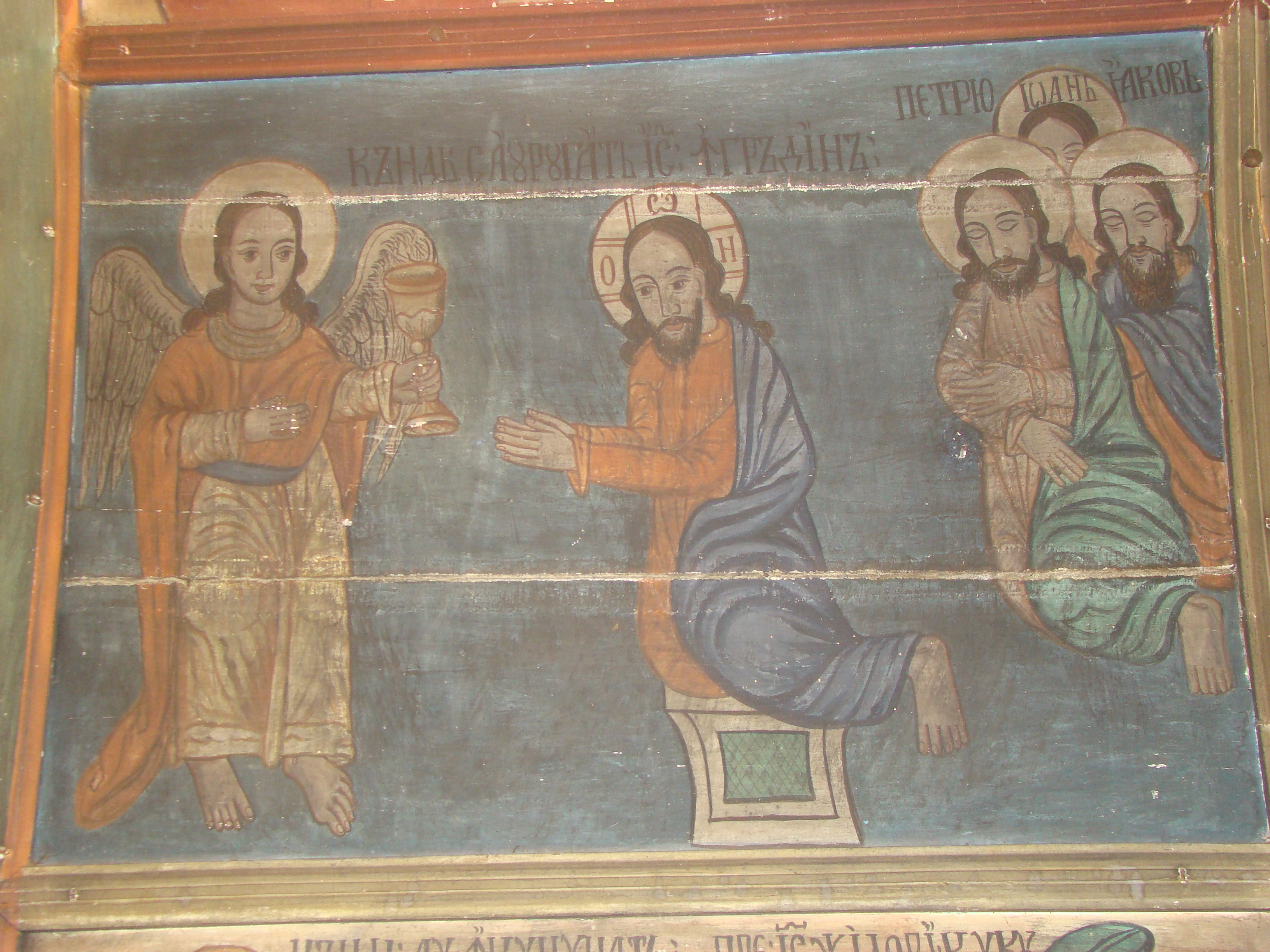
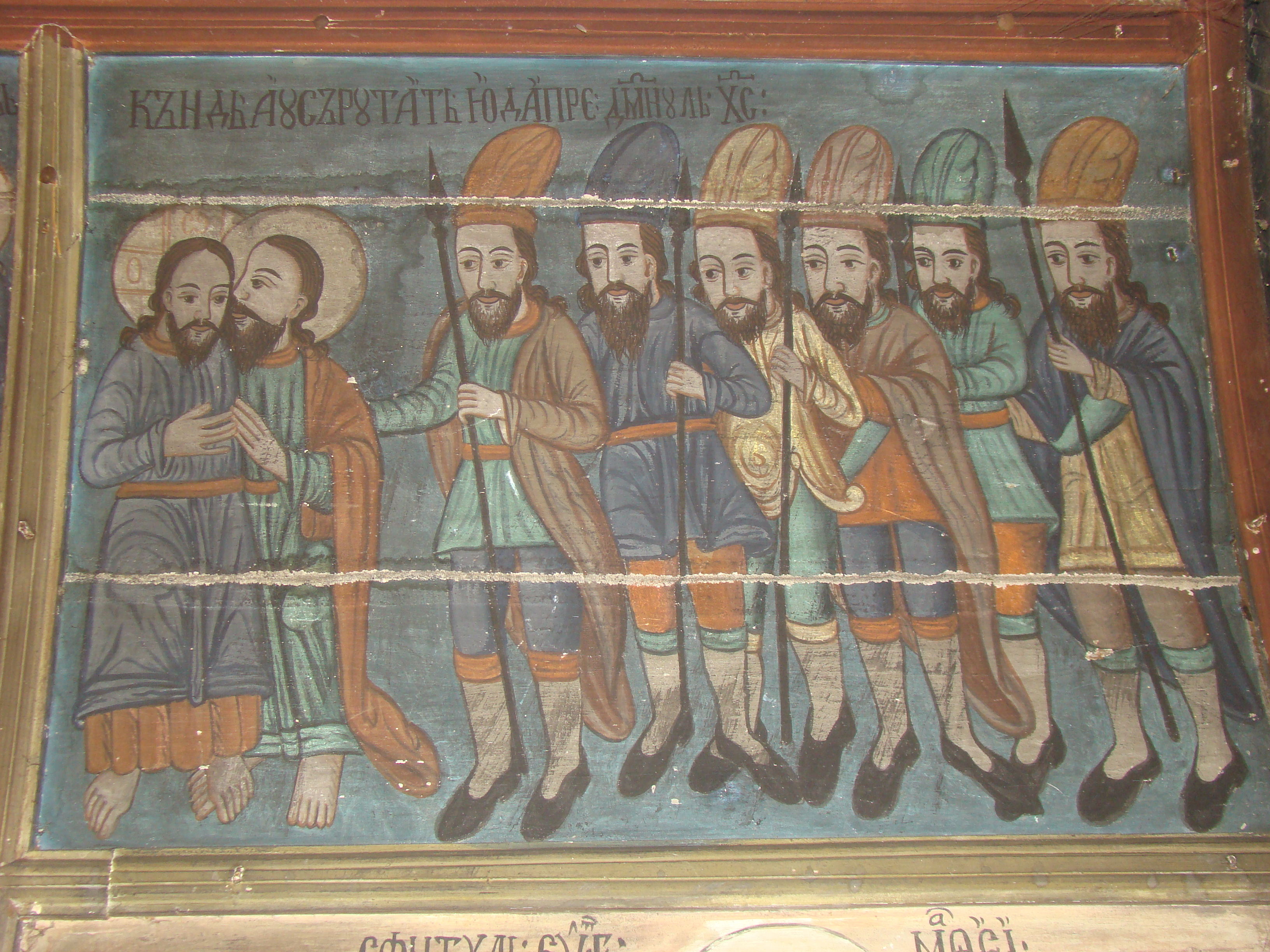
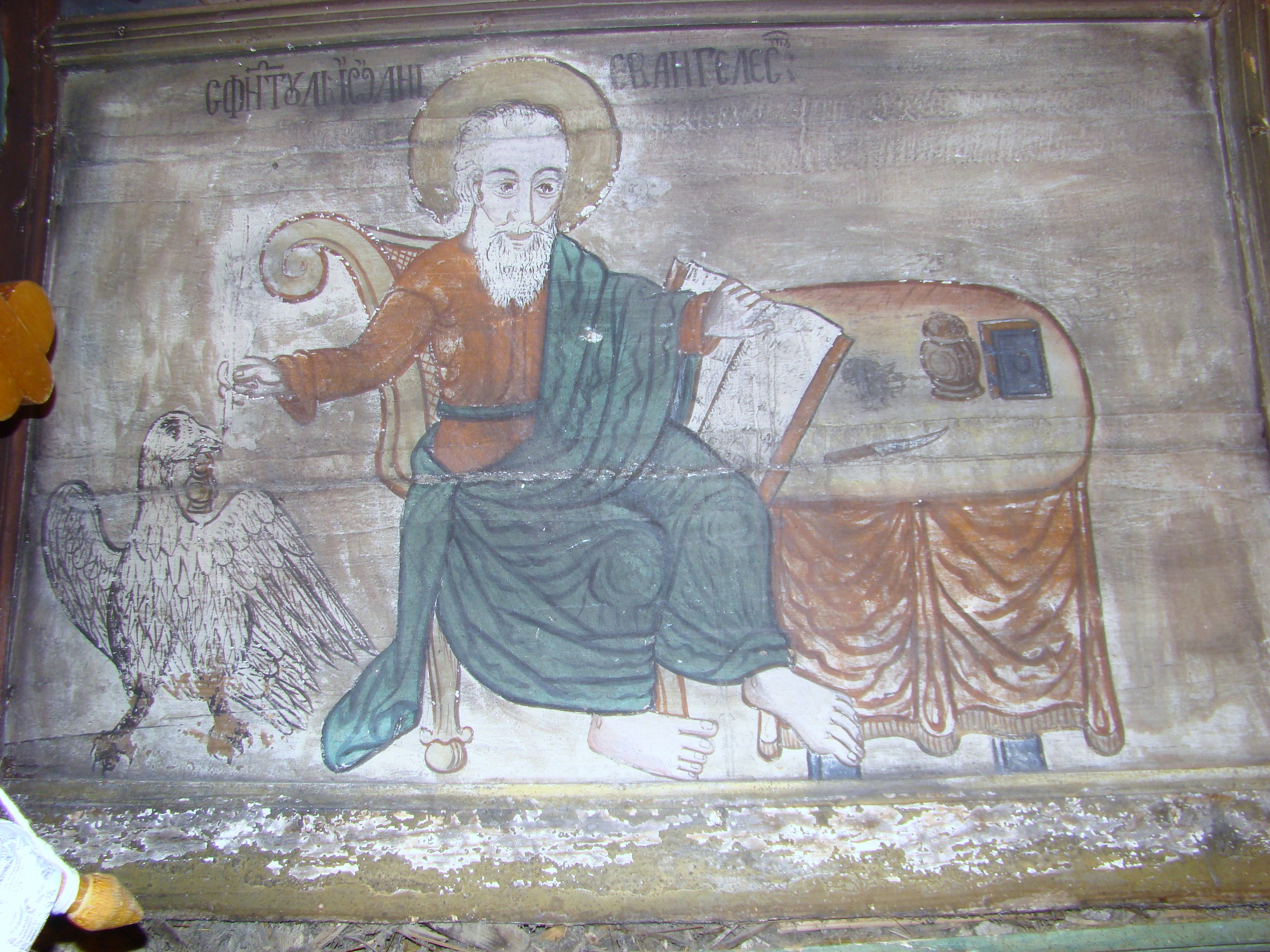
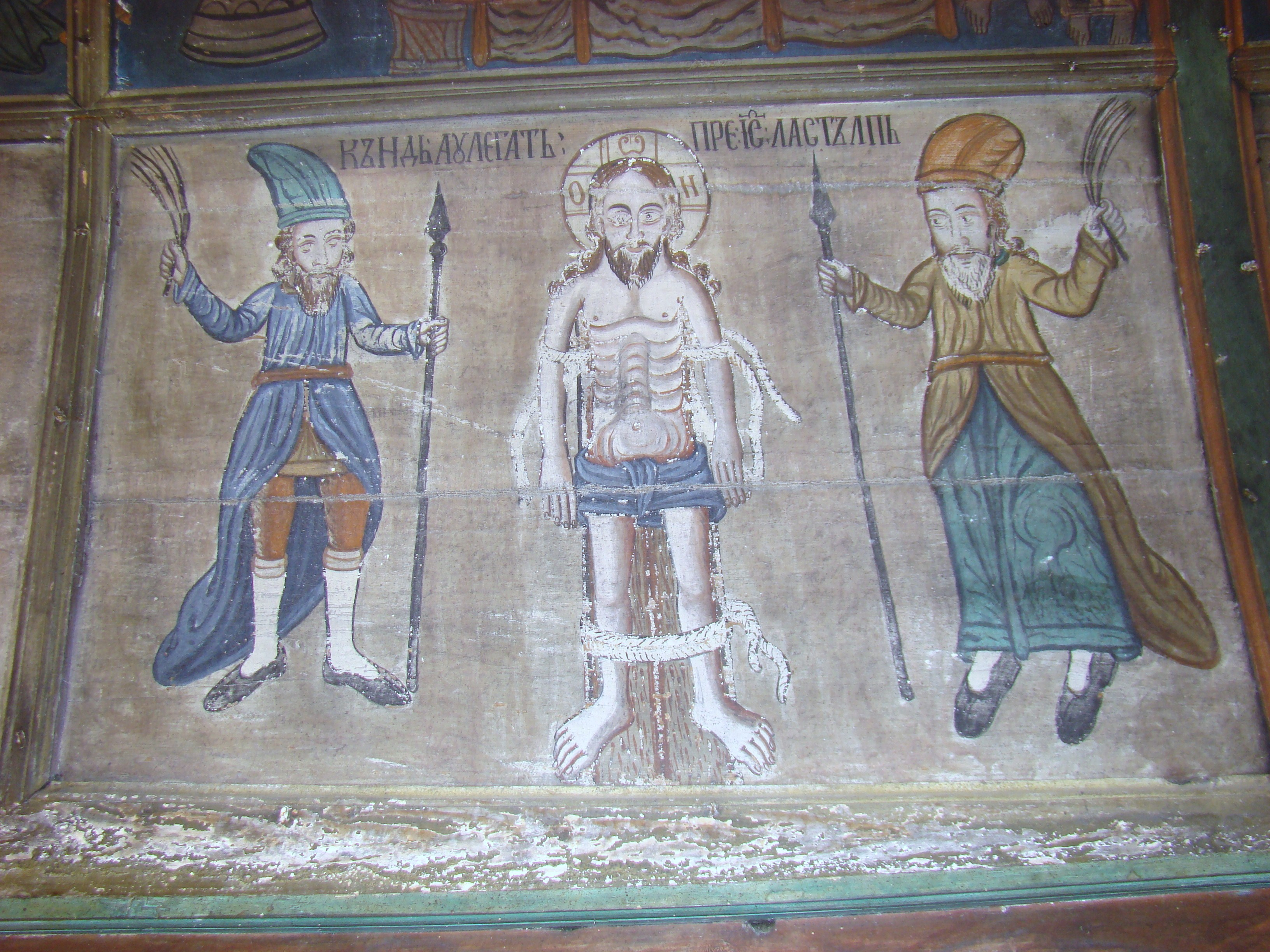
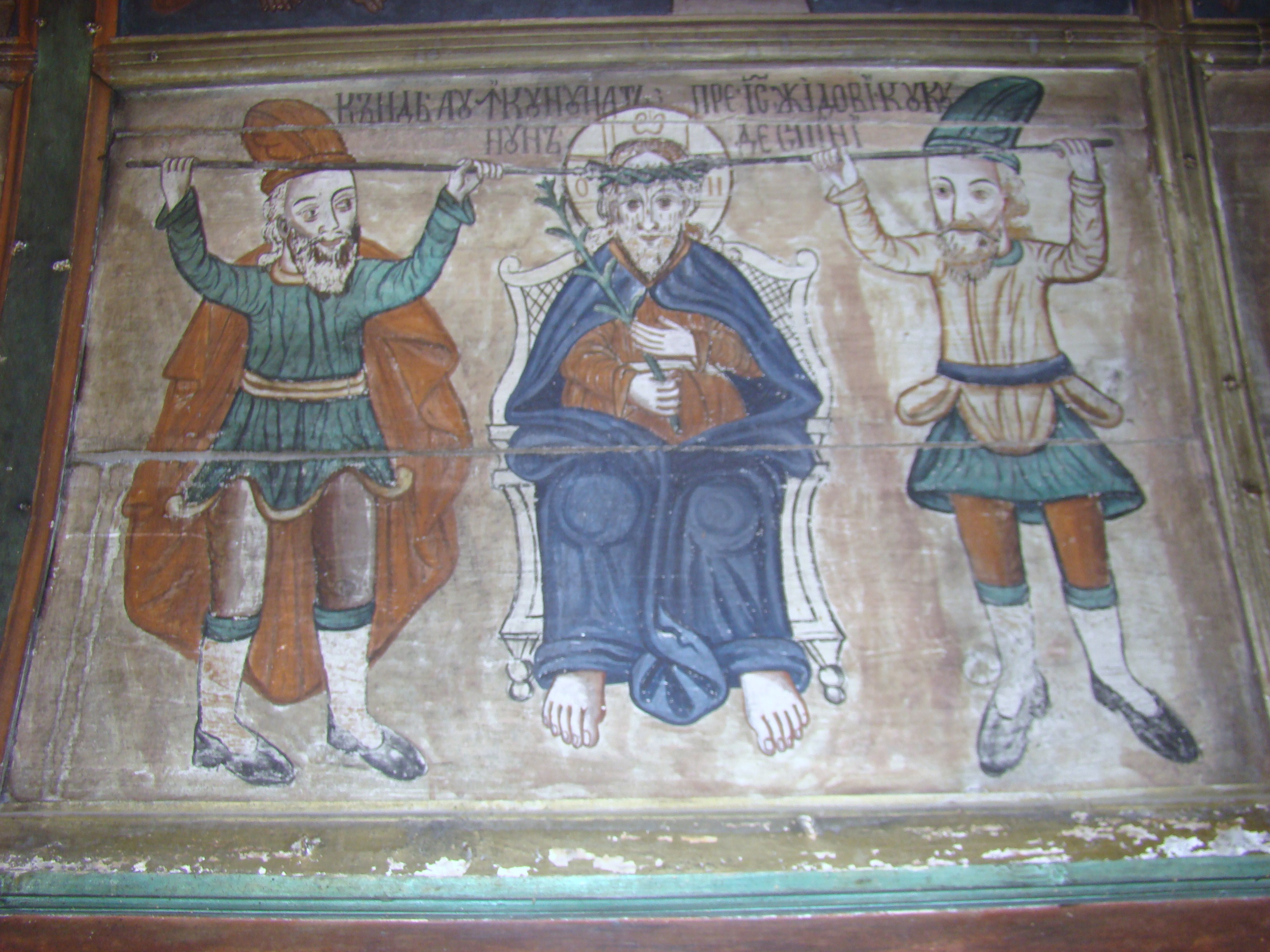
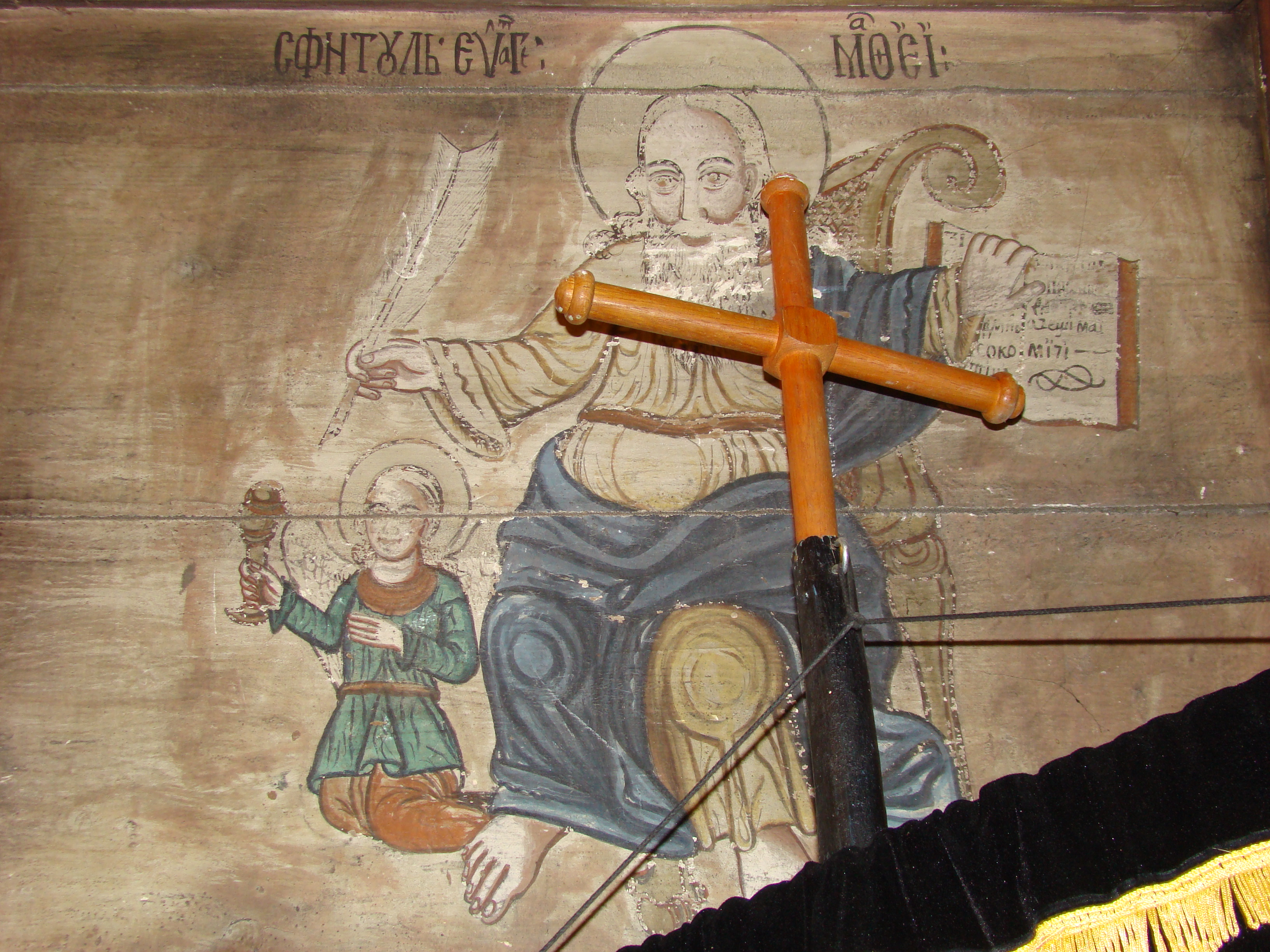
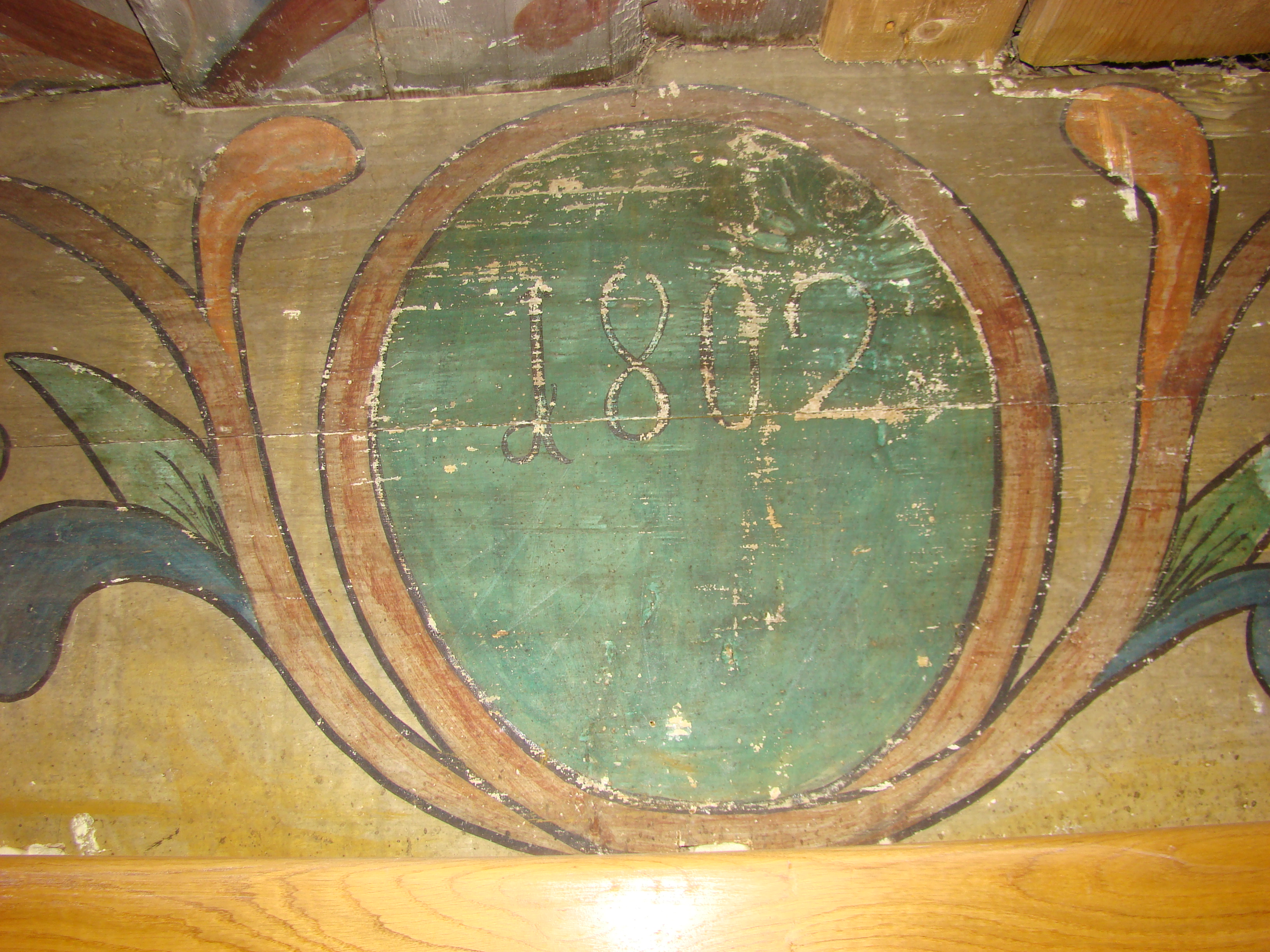
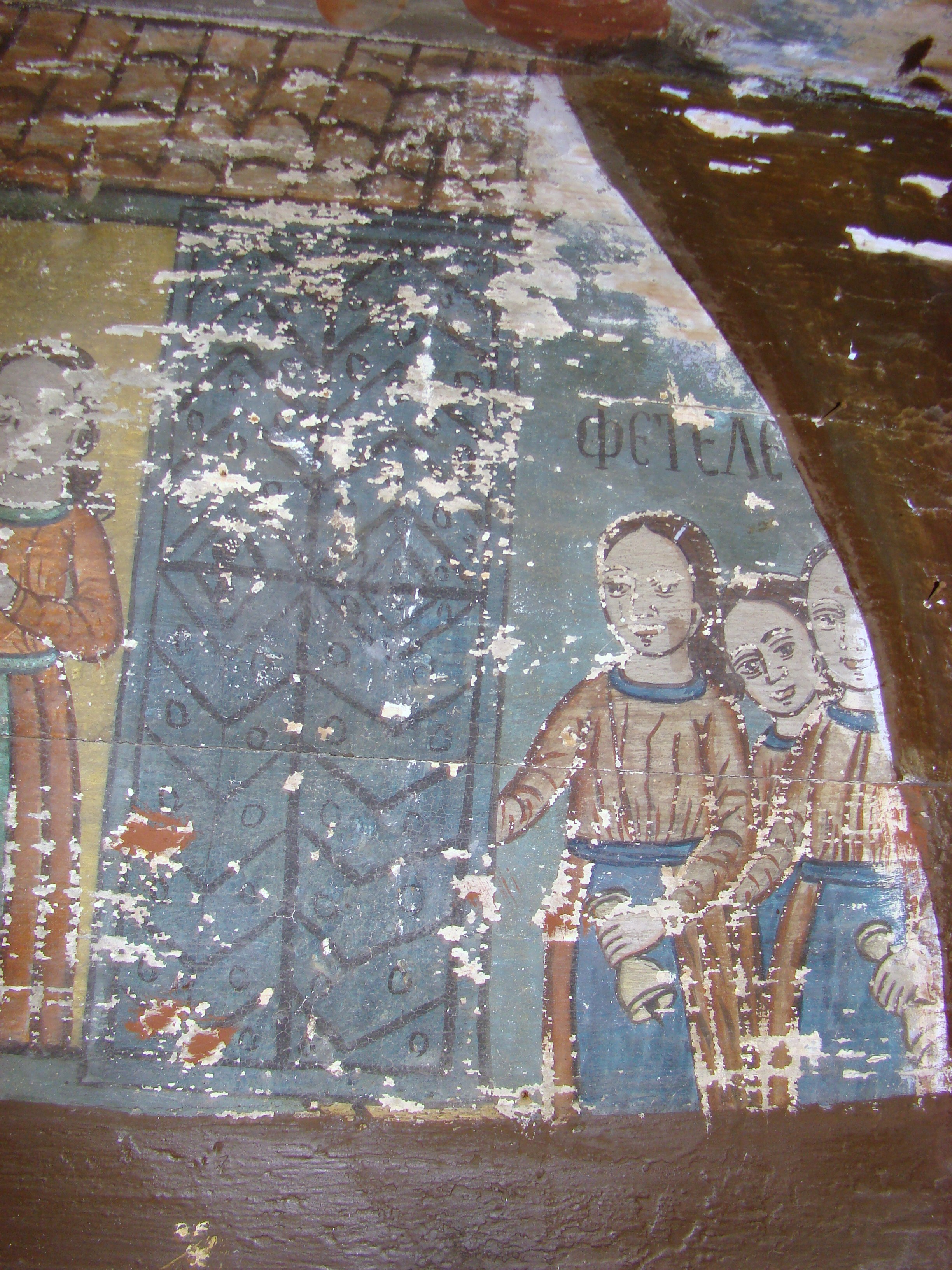
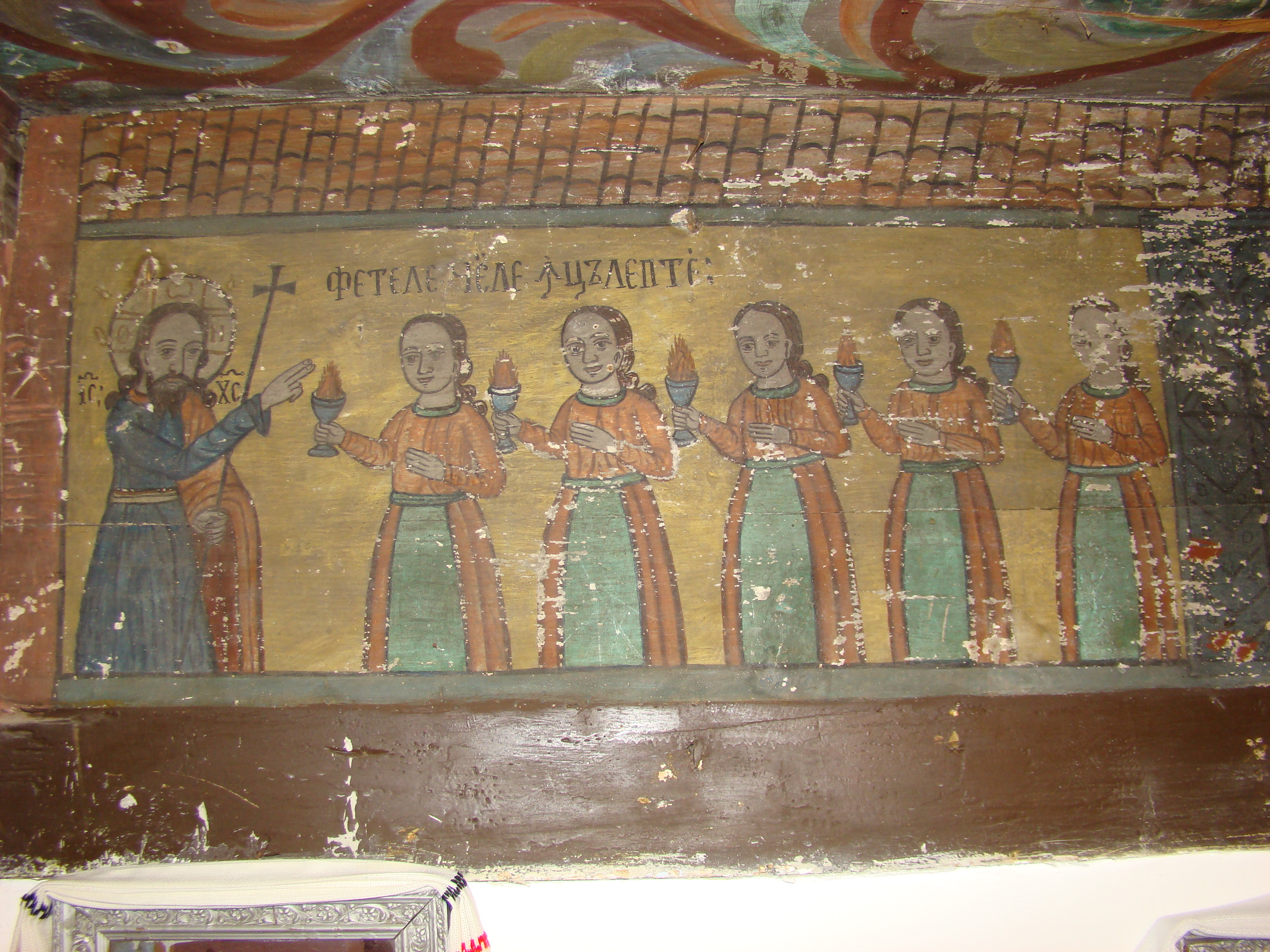
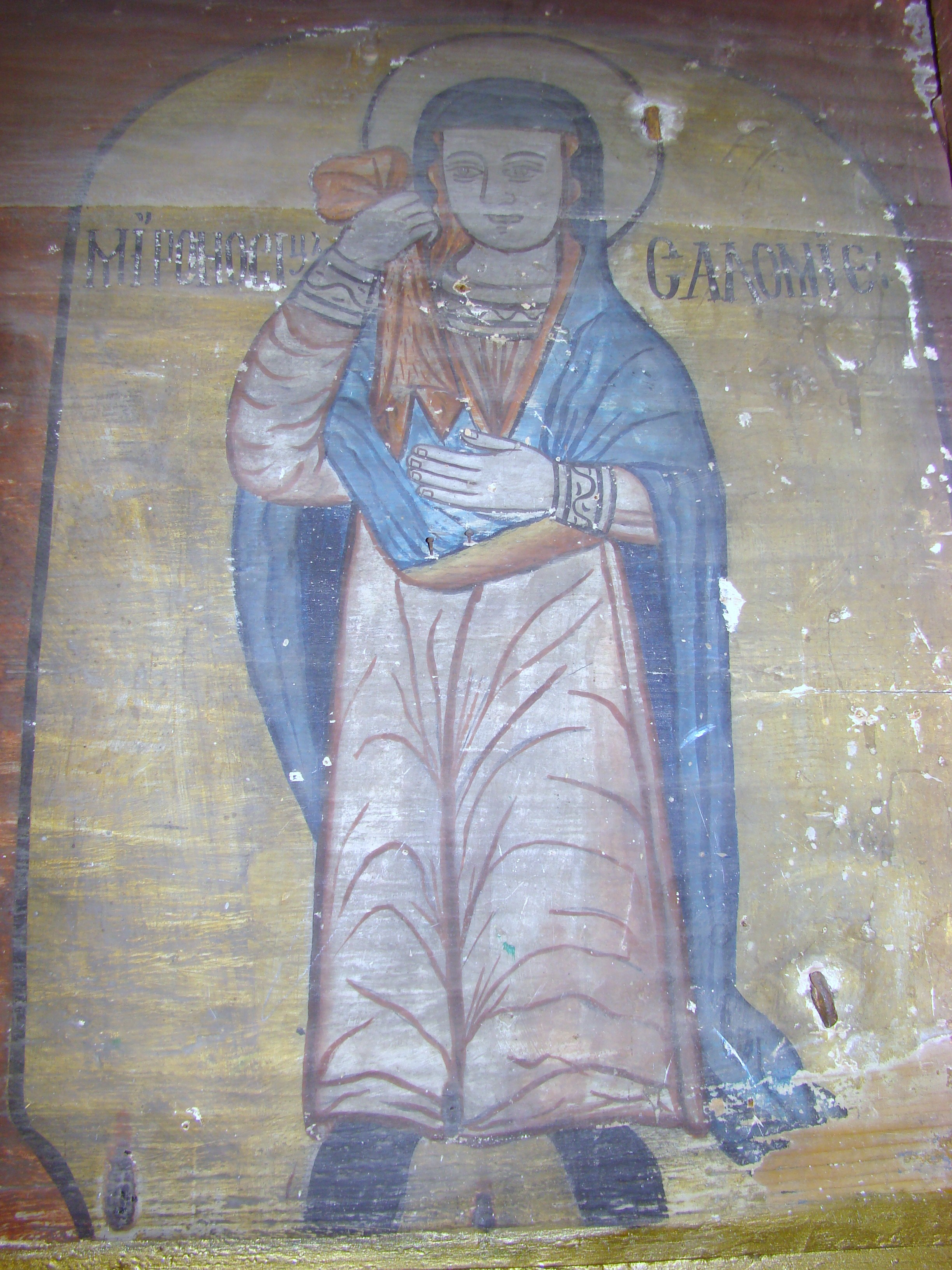
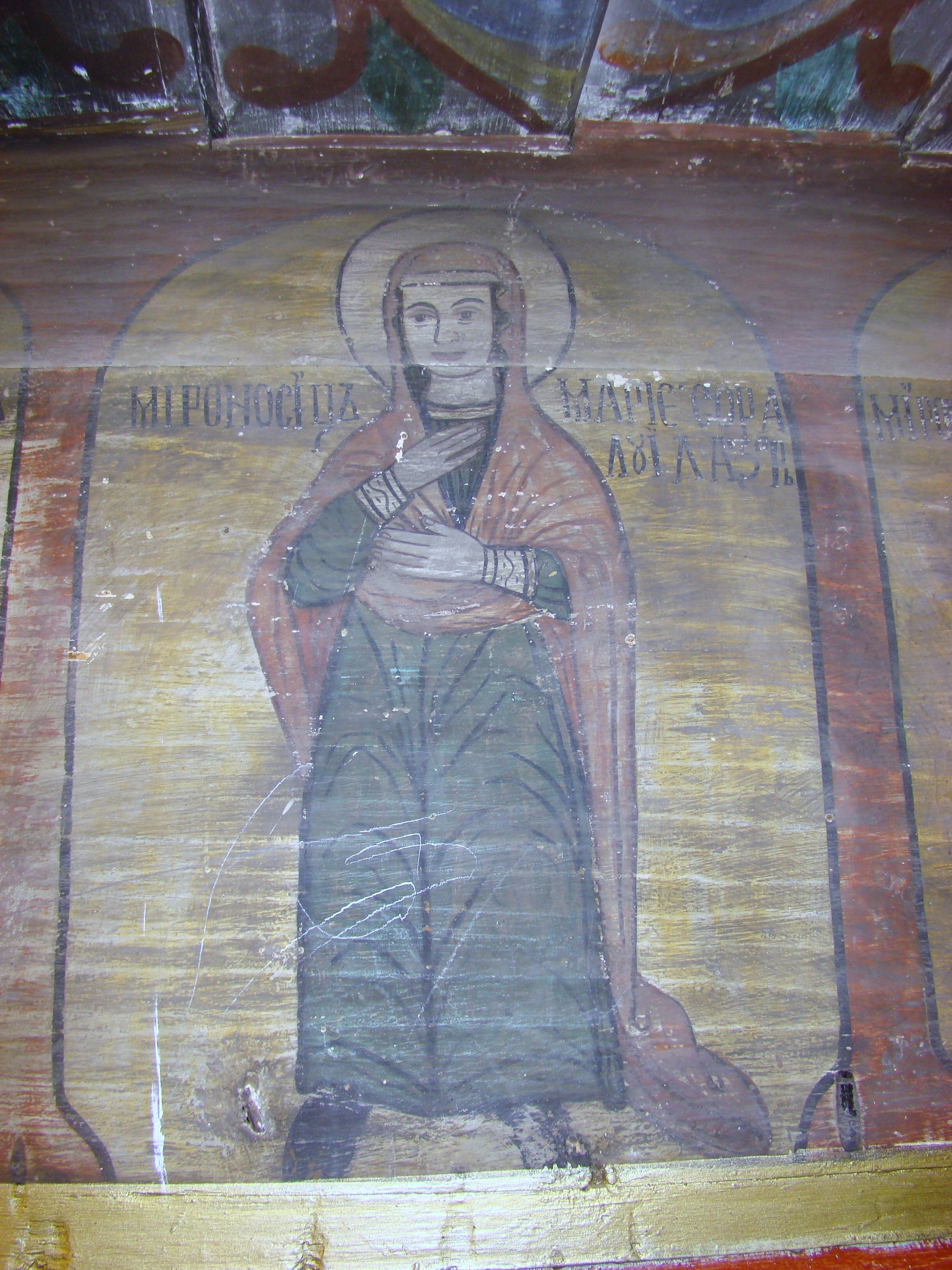
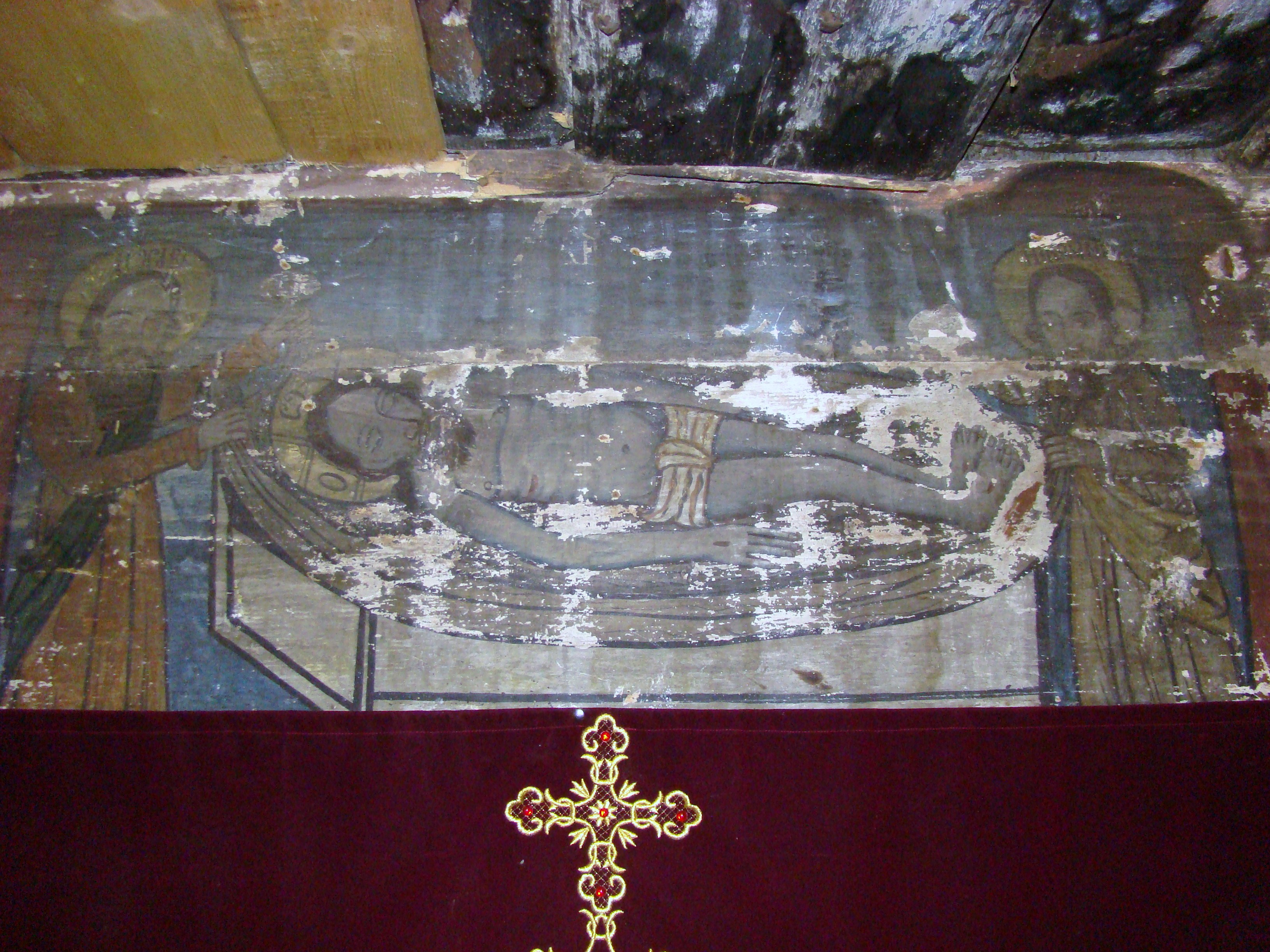
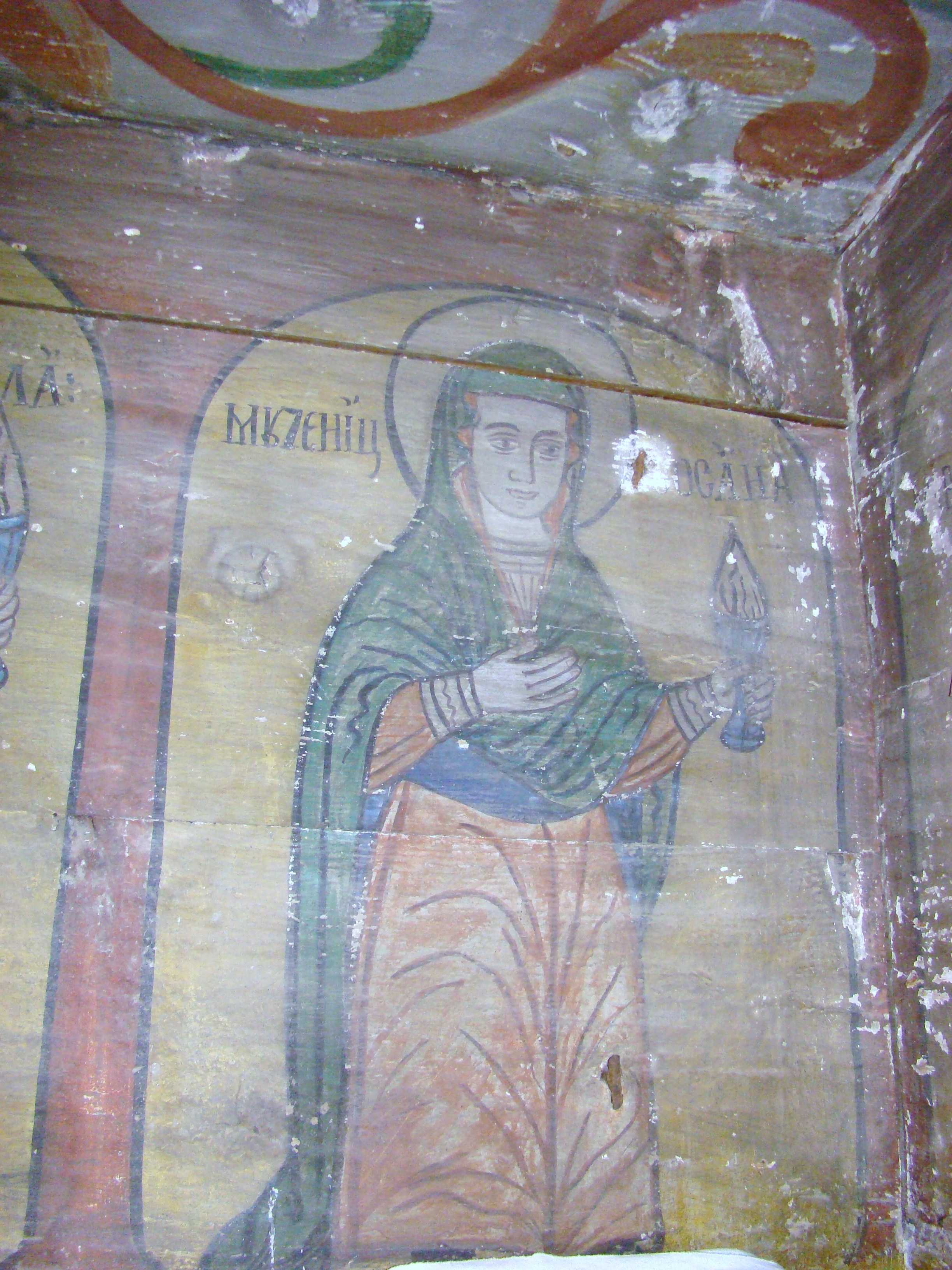
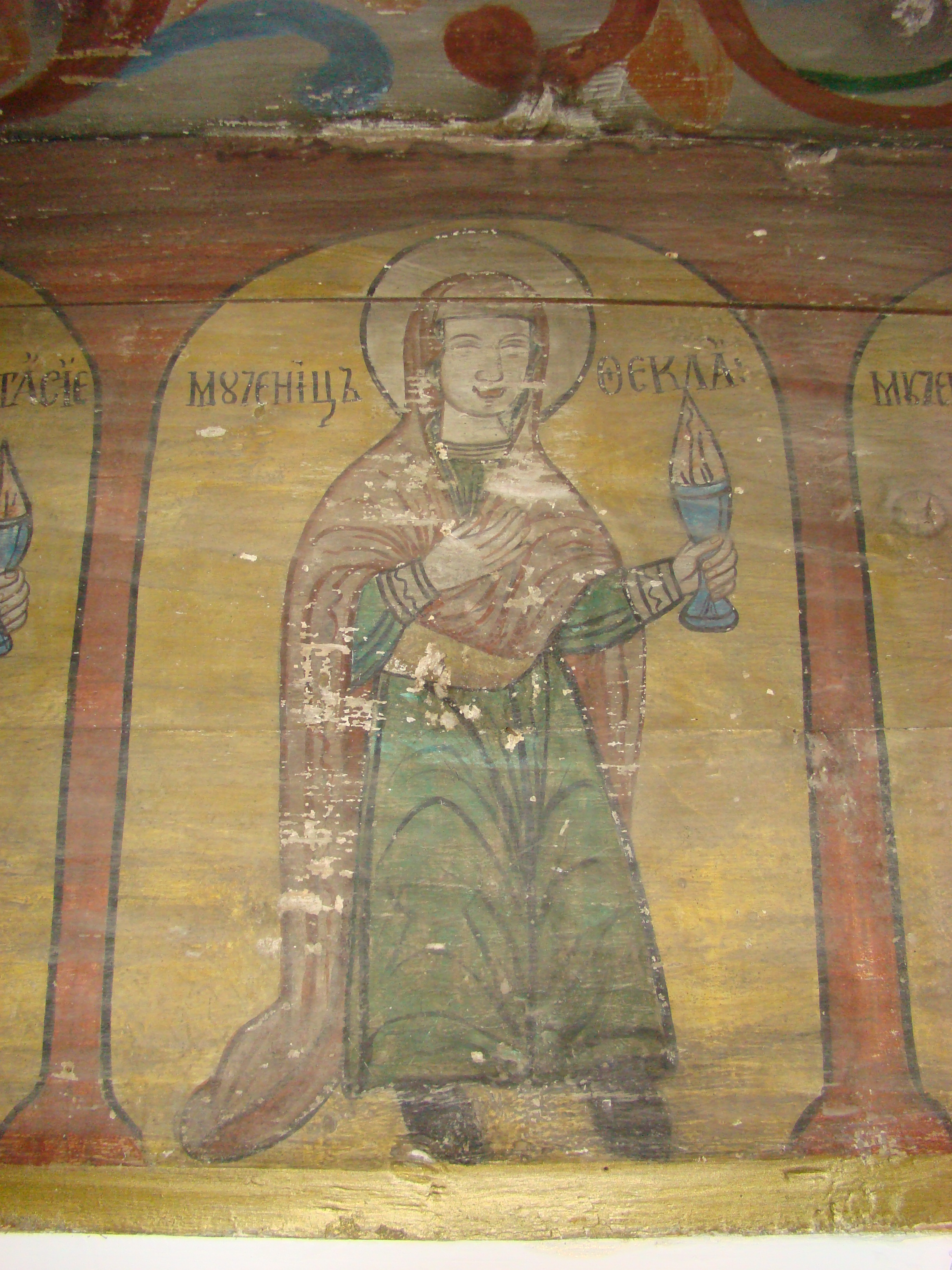
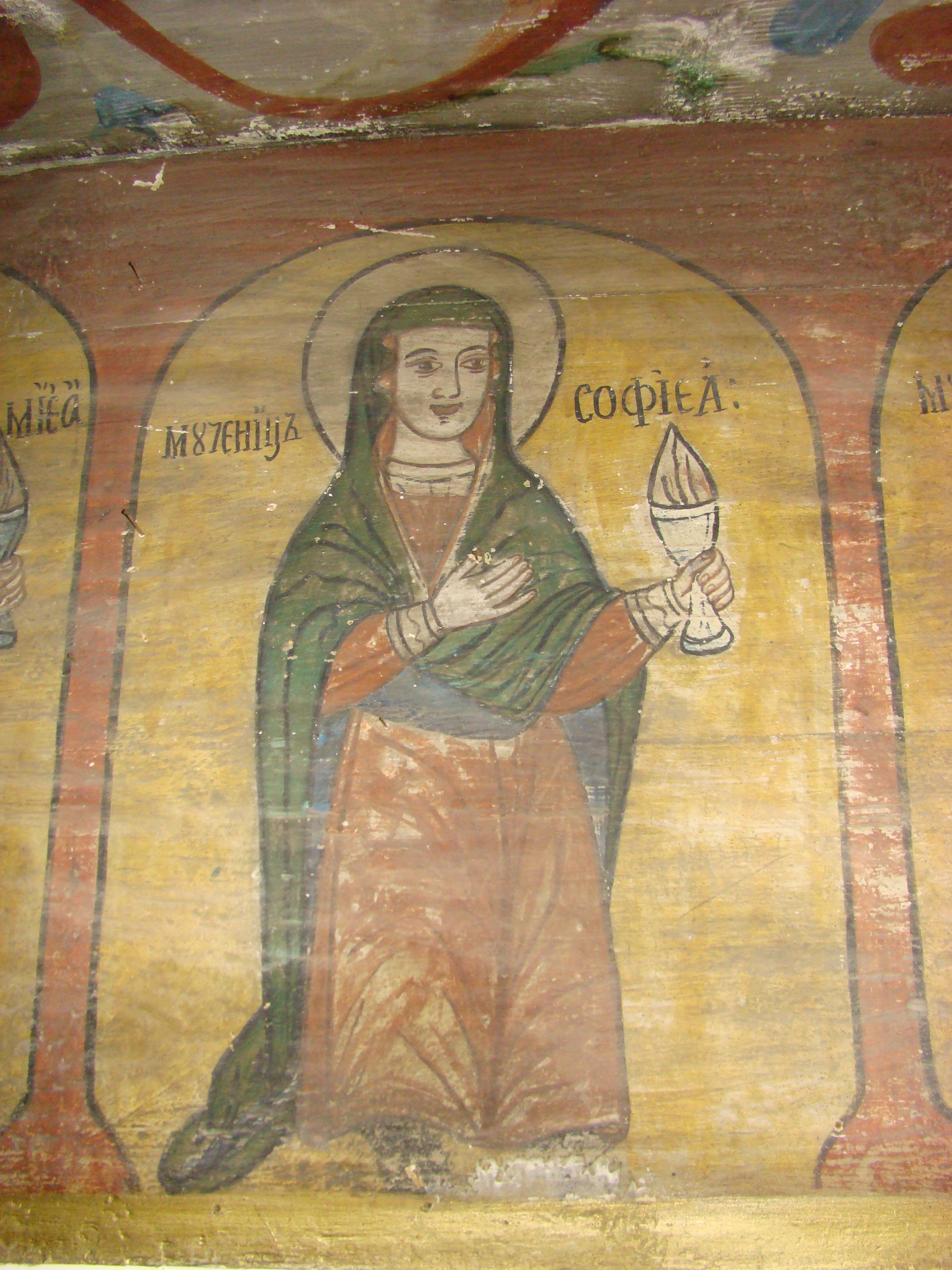
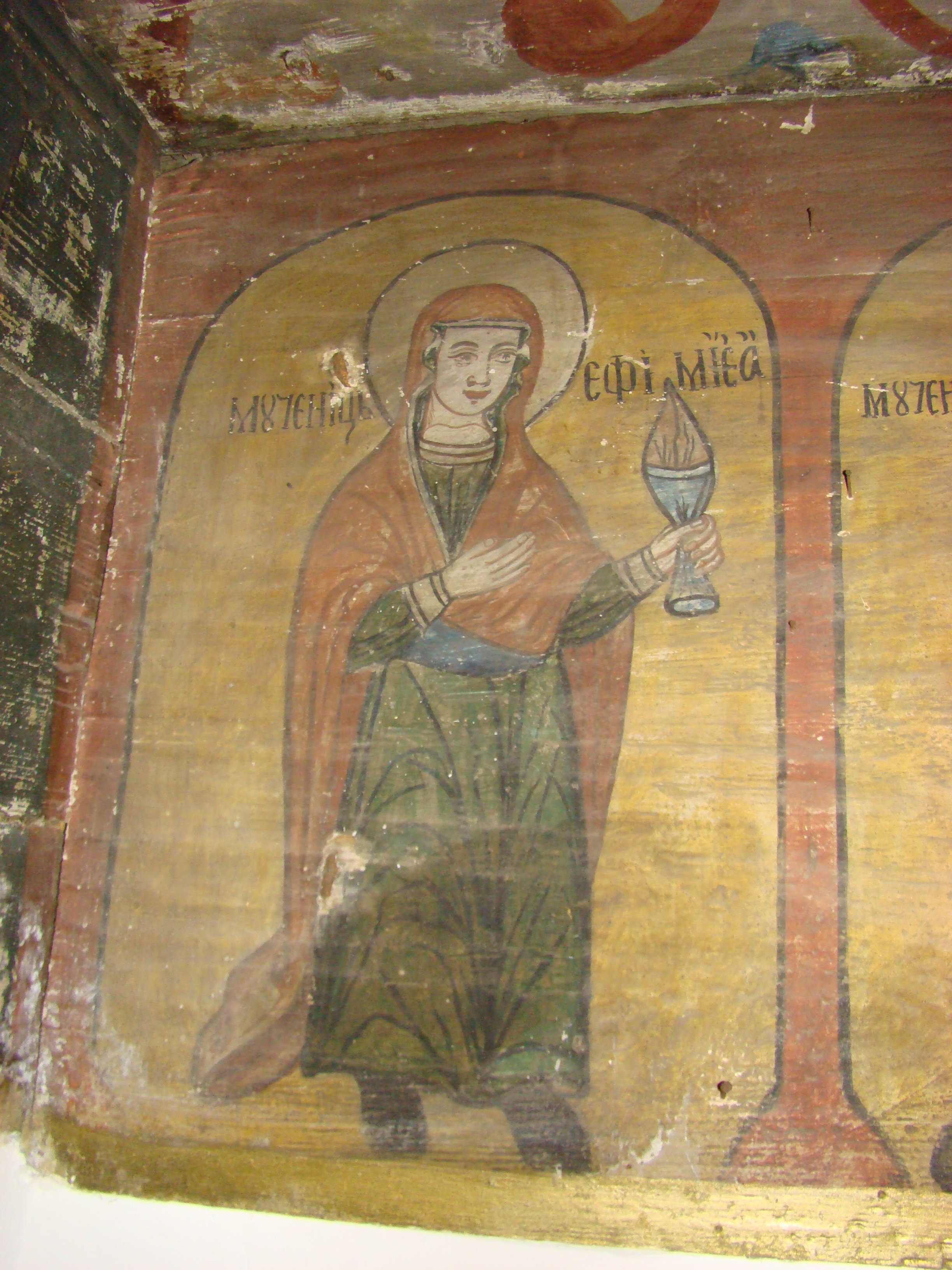
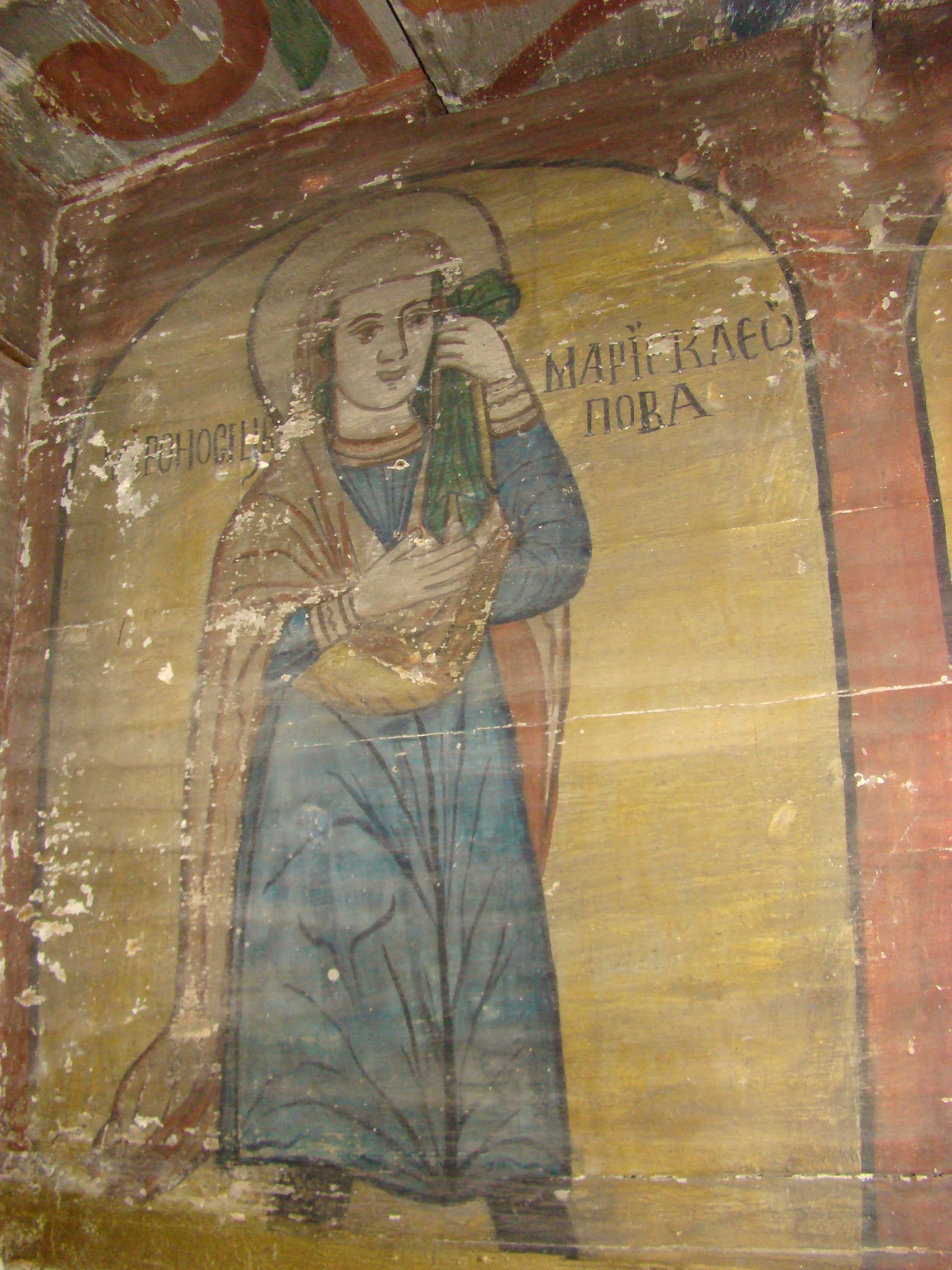
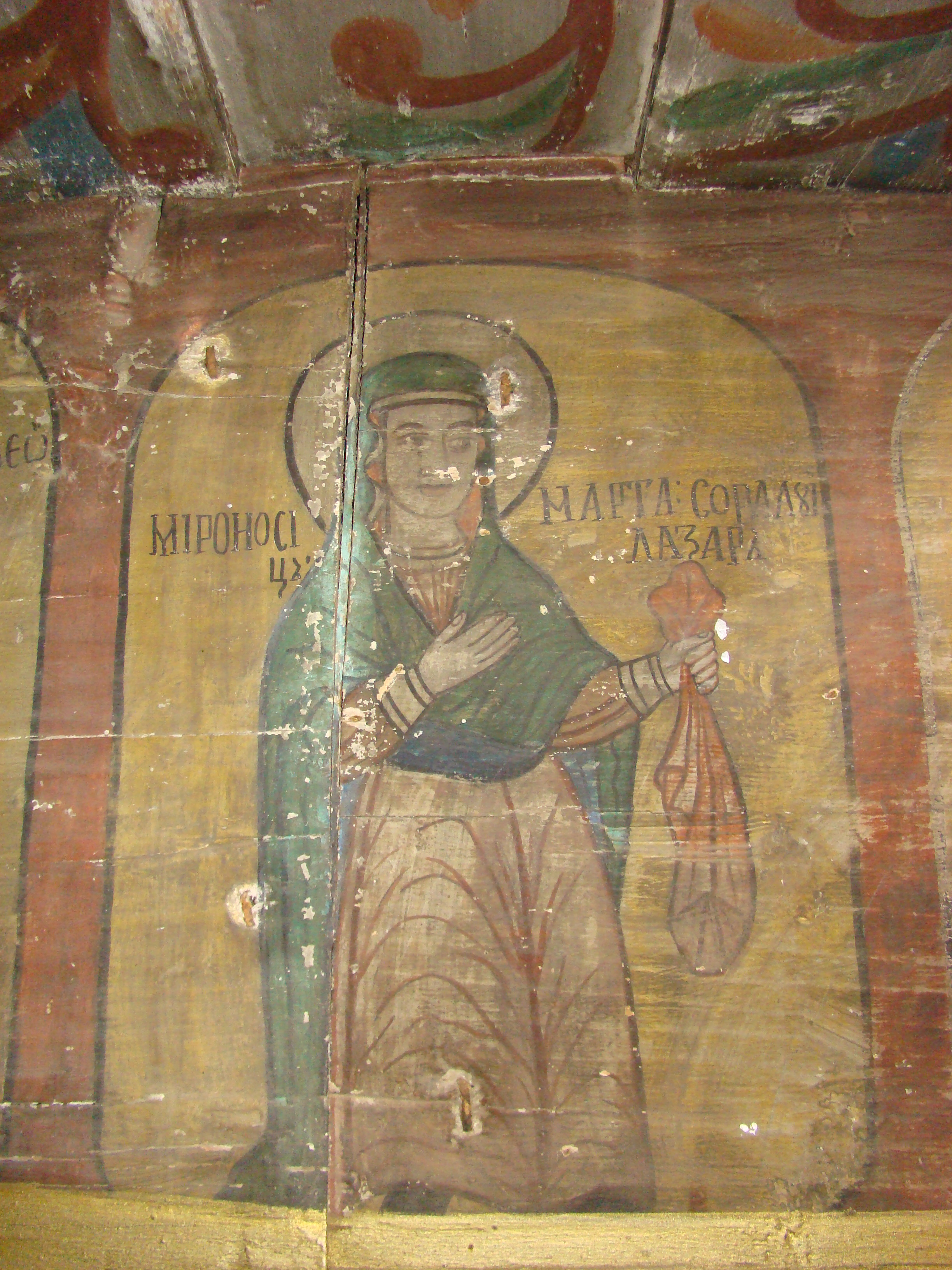
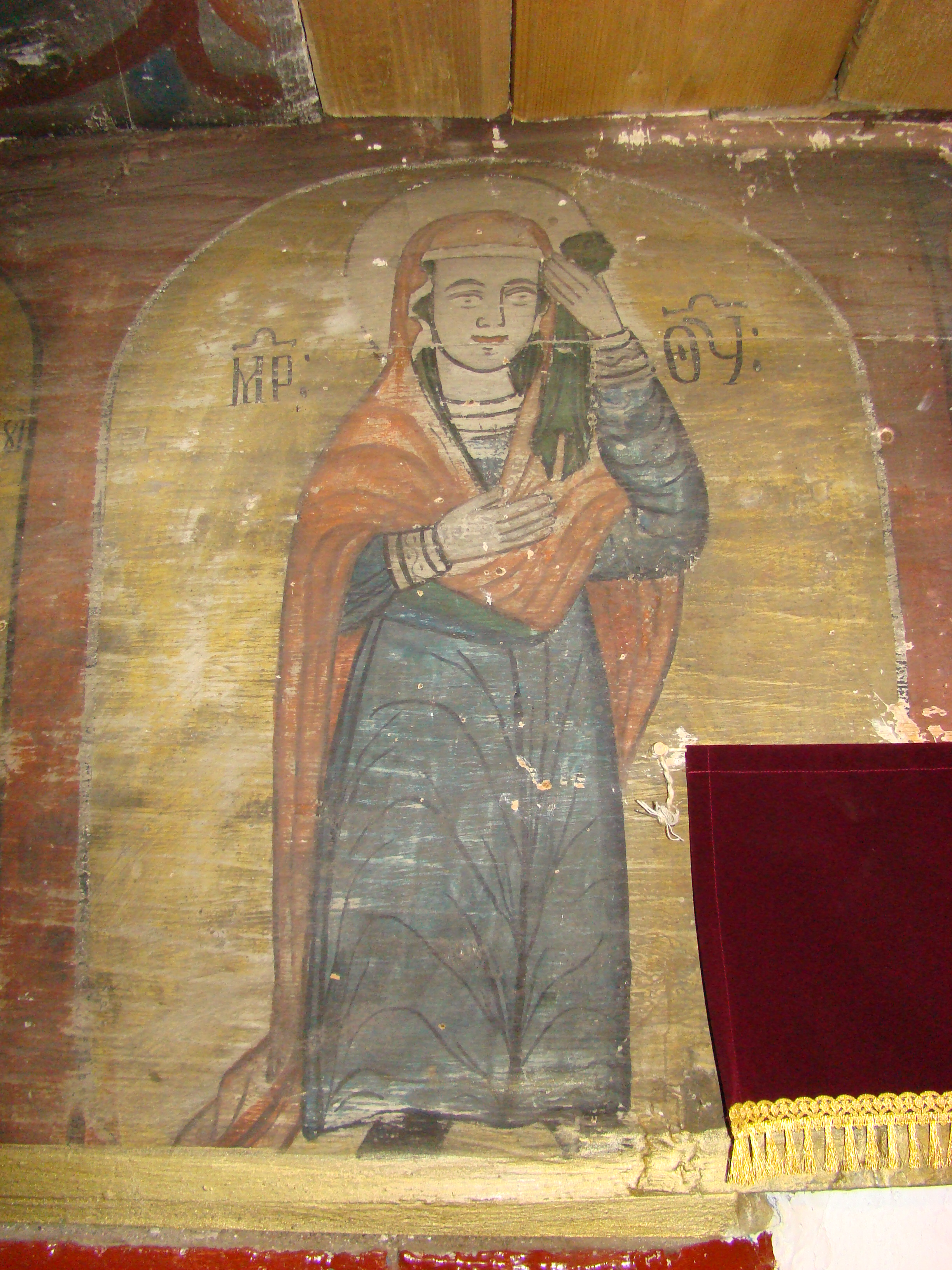

## Imagini din exterior

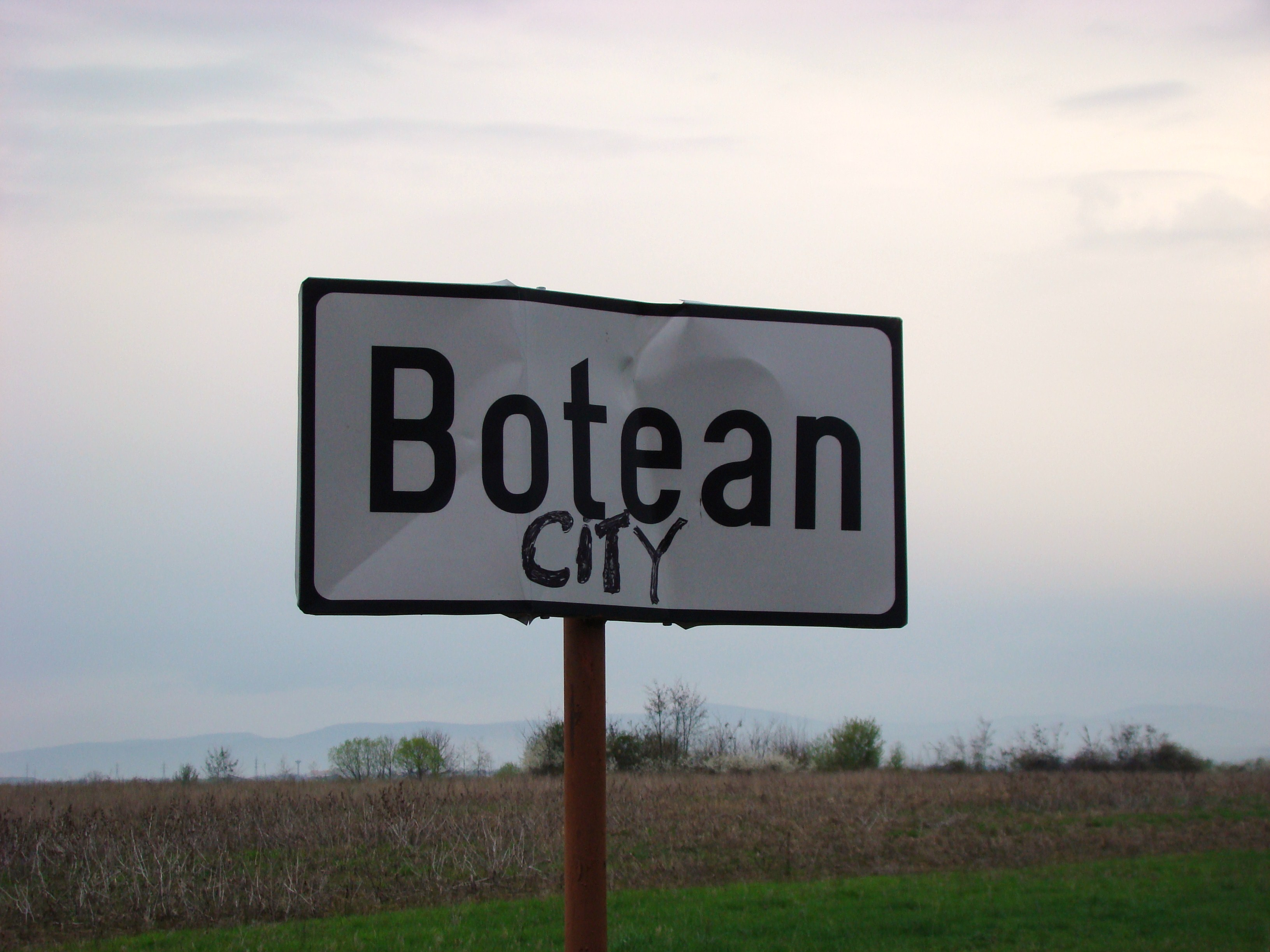
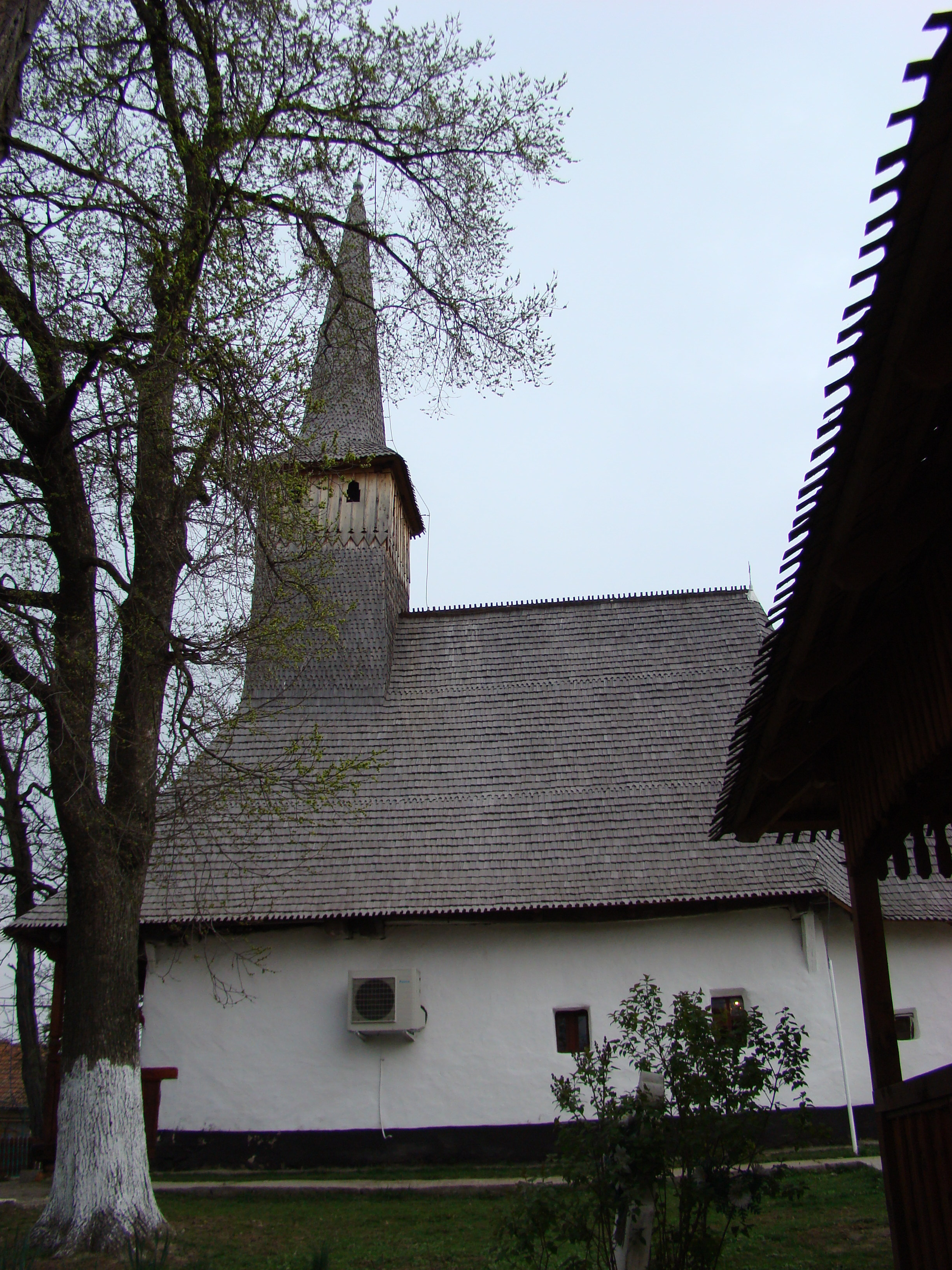
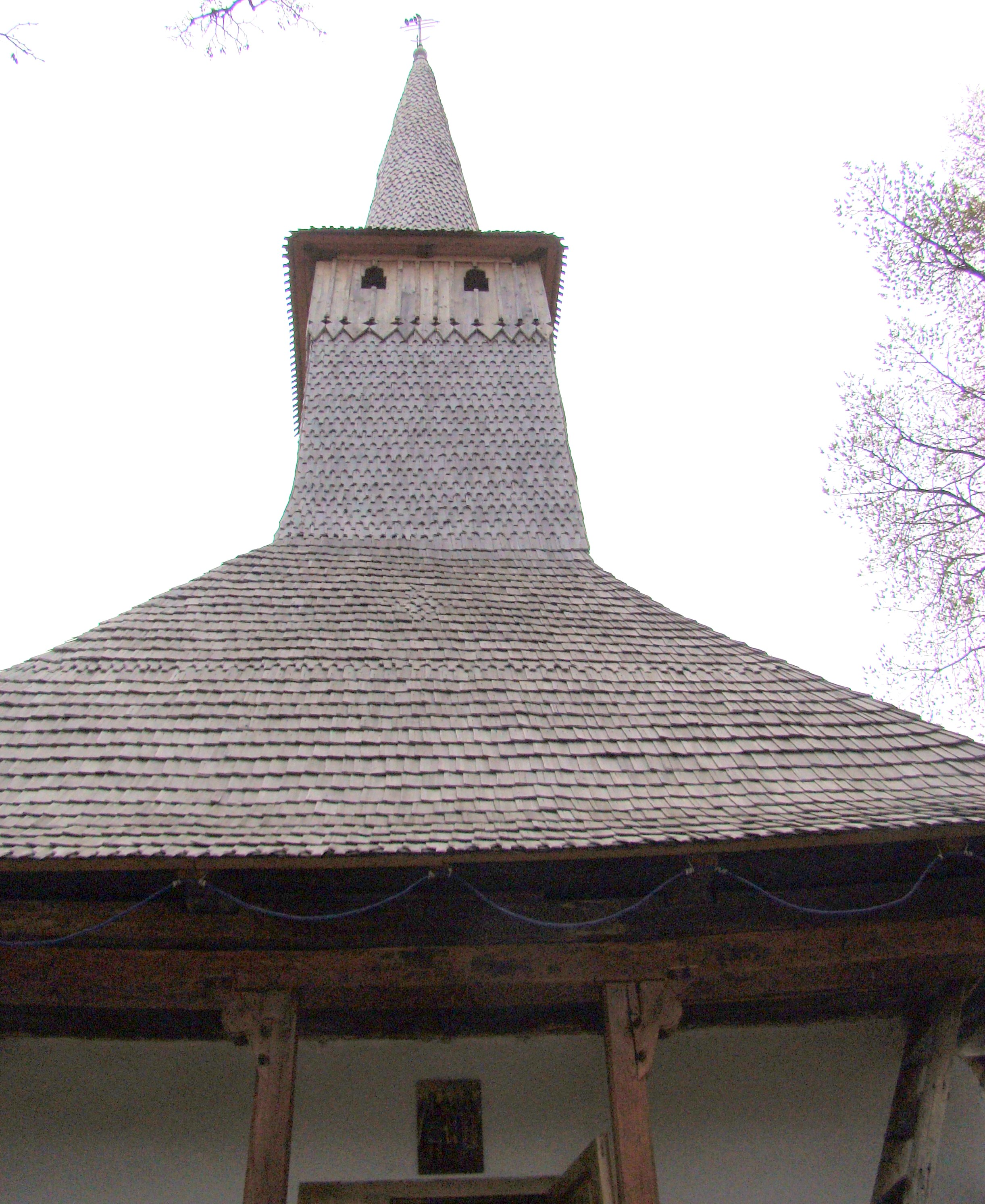
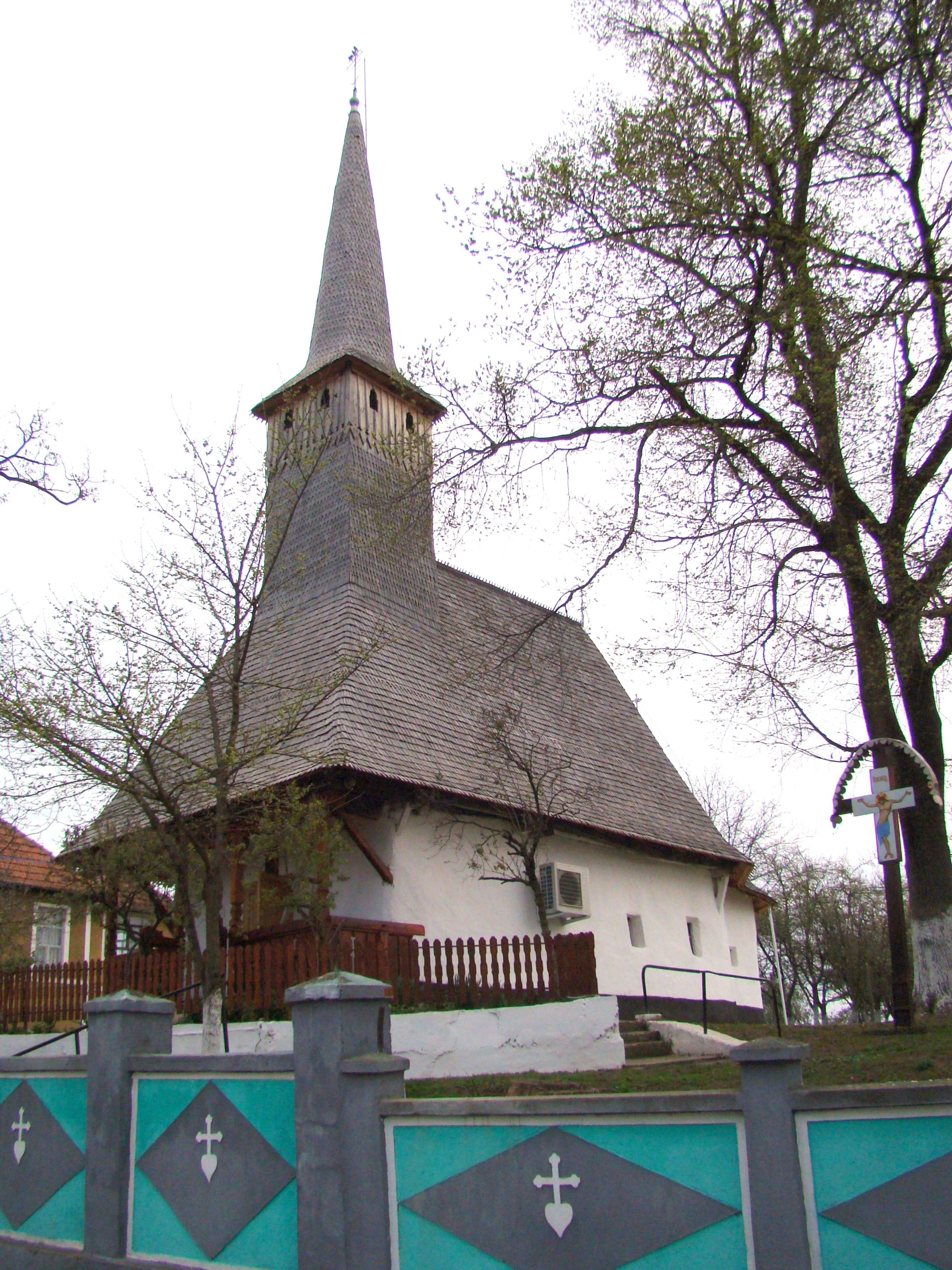
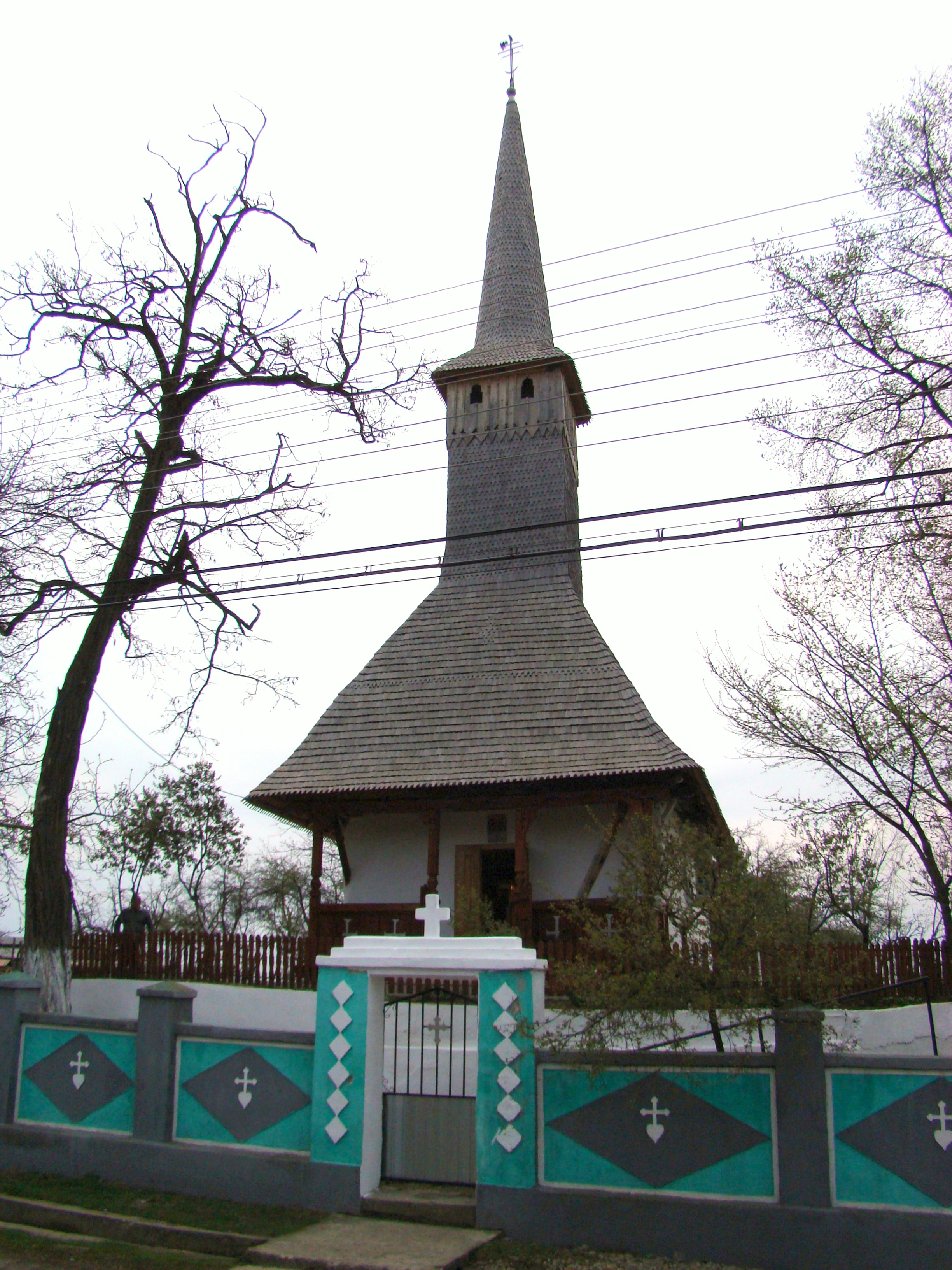
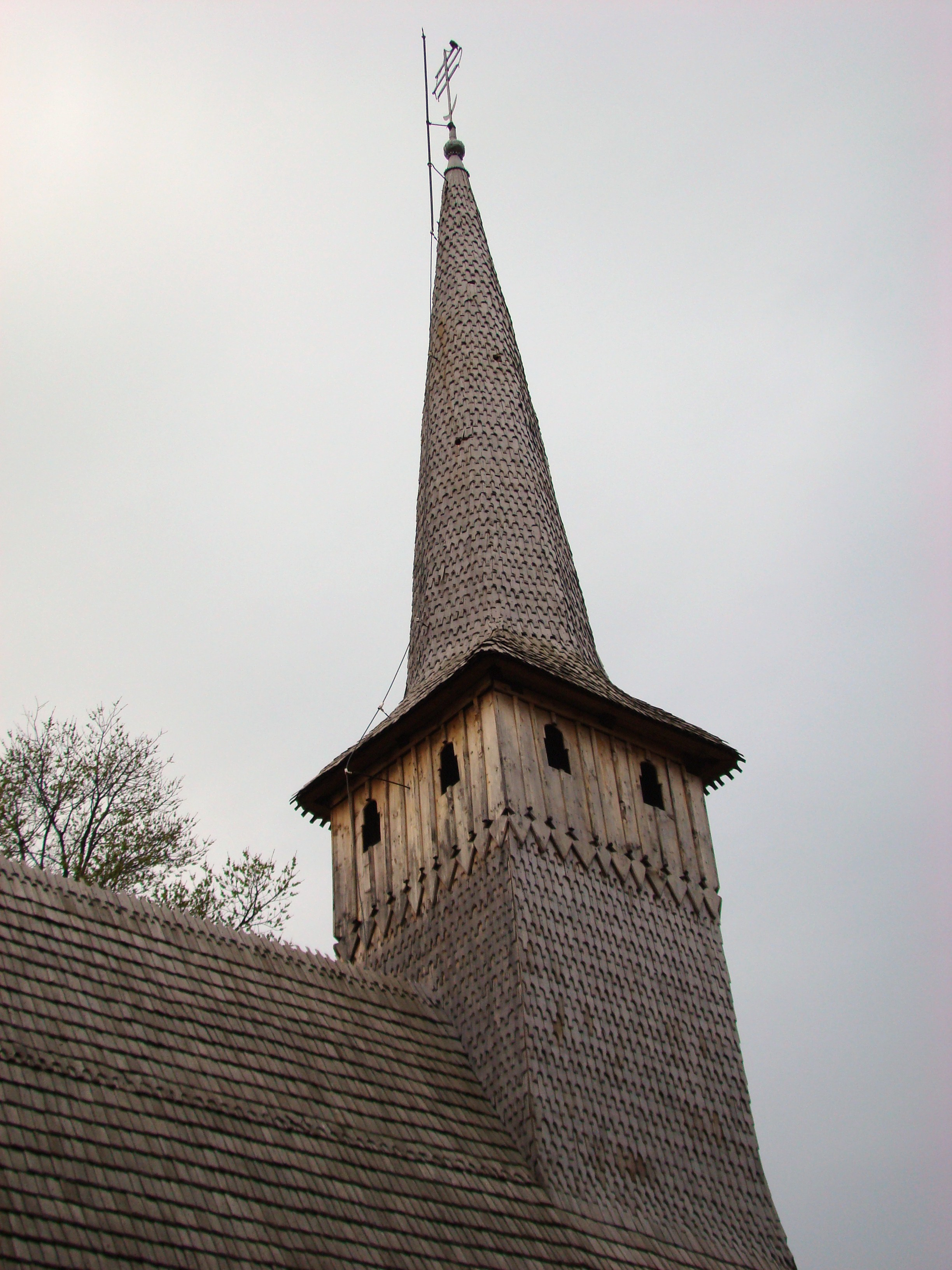
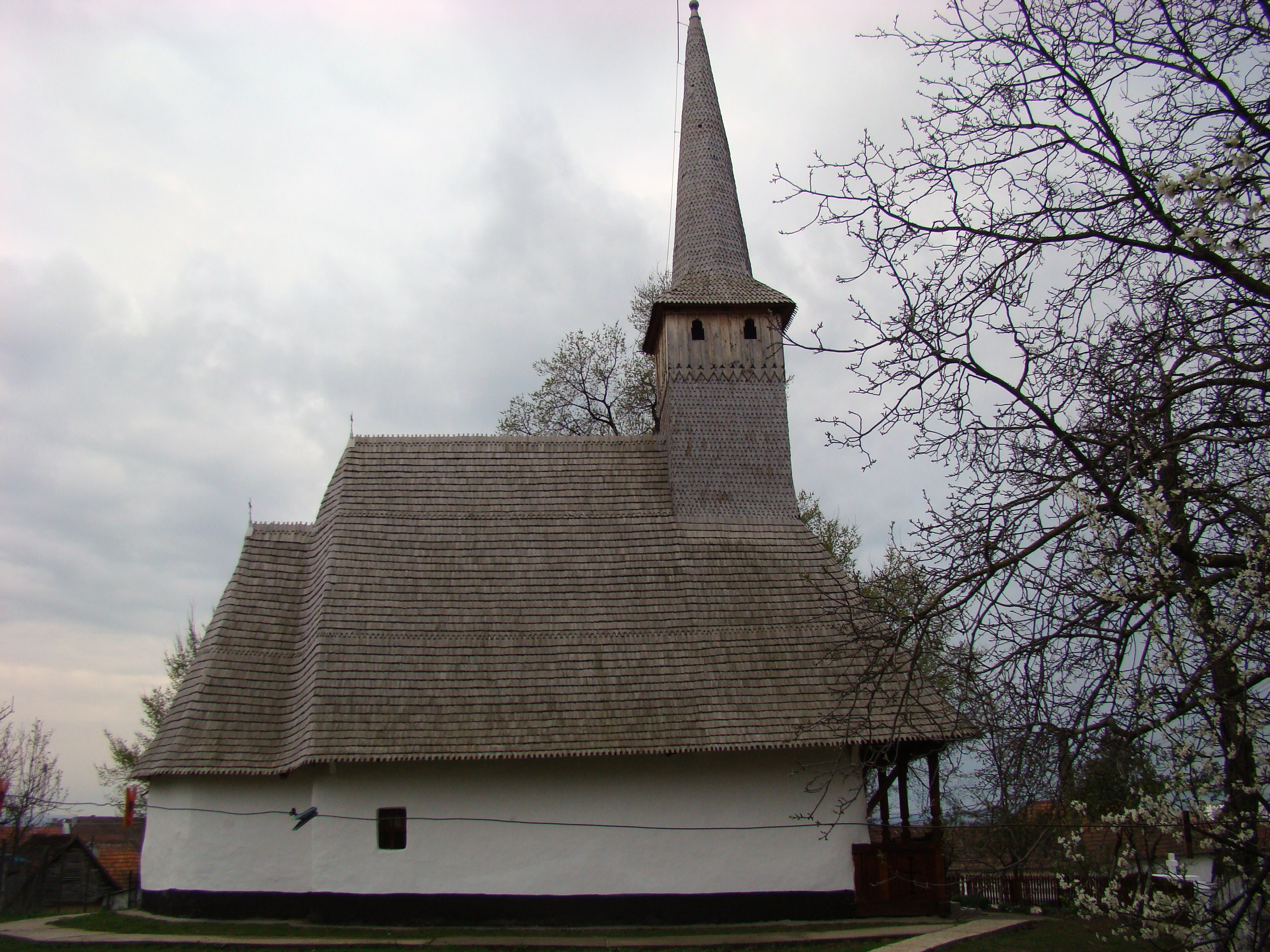
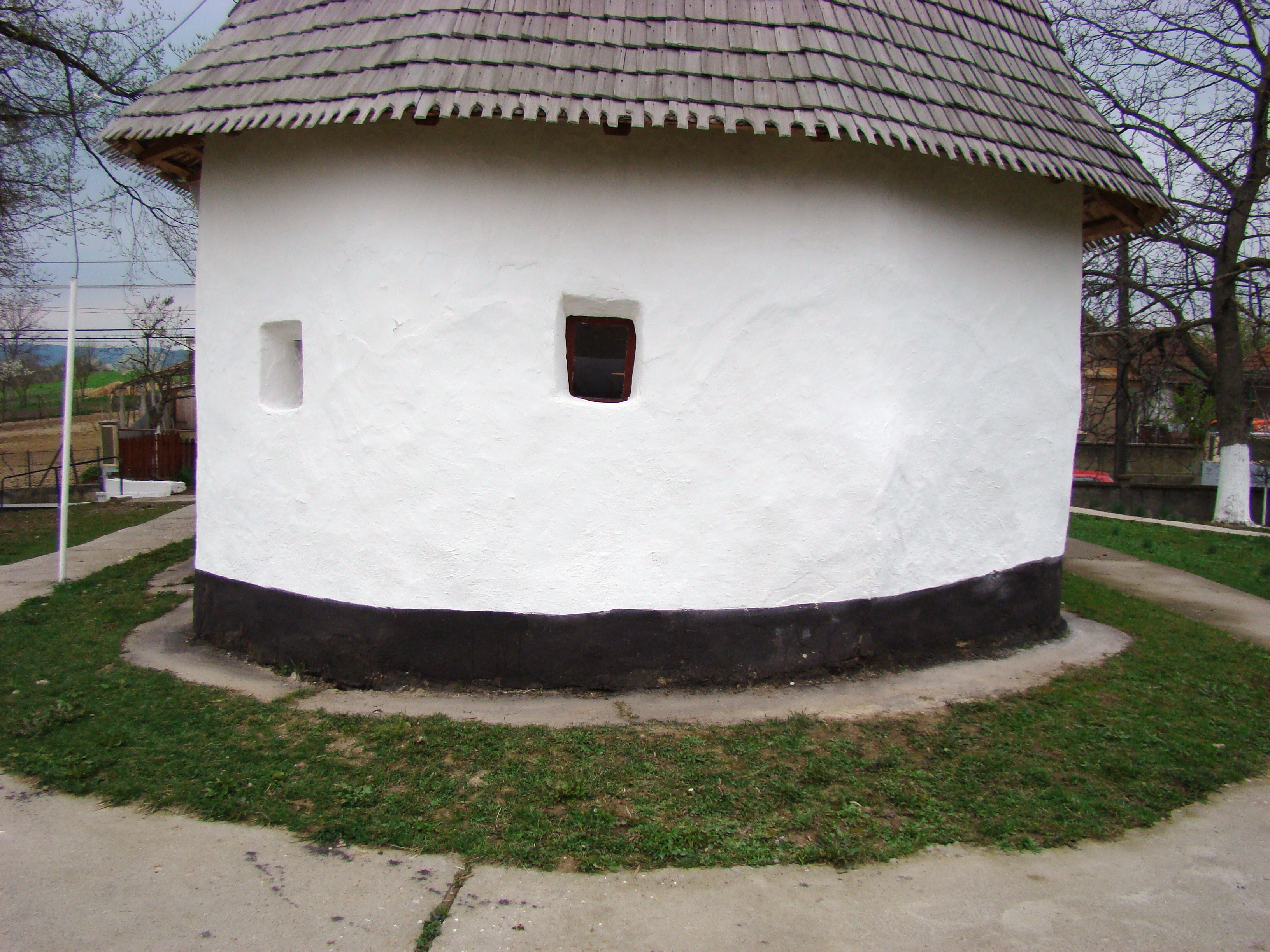
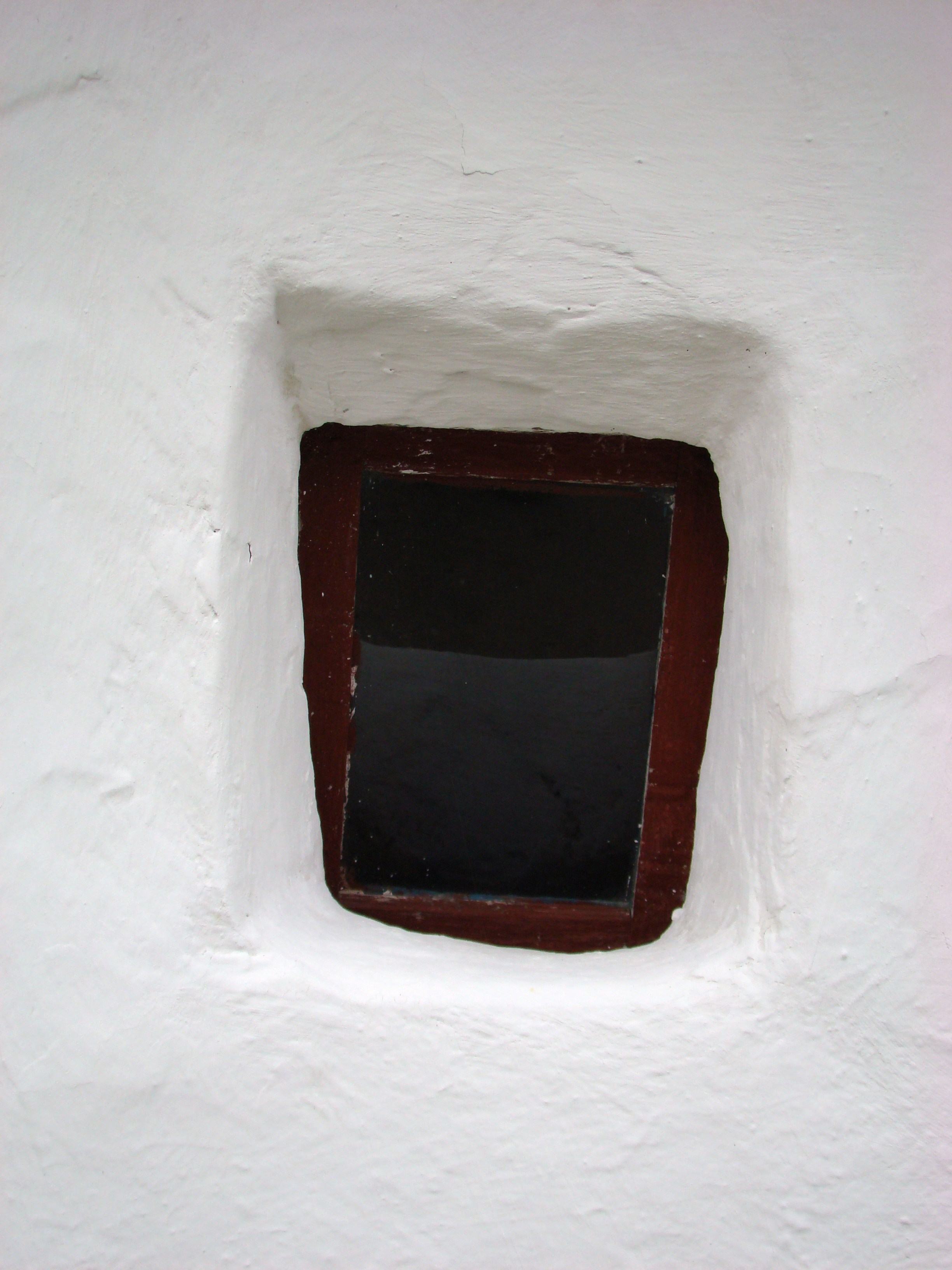
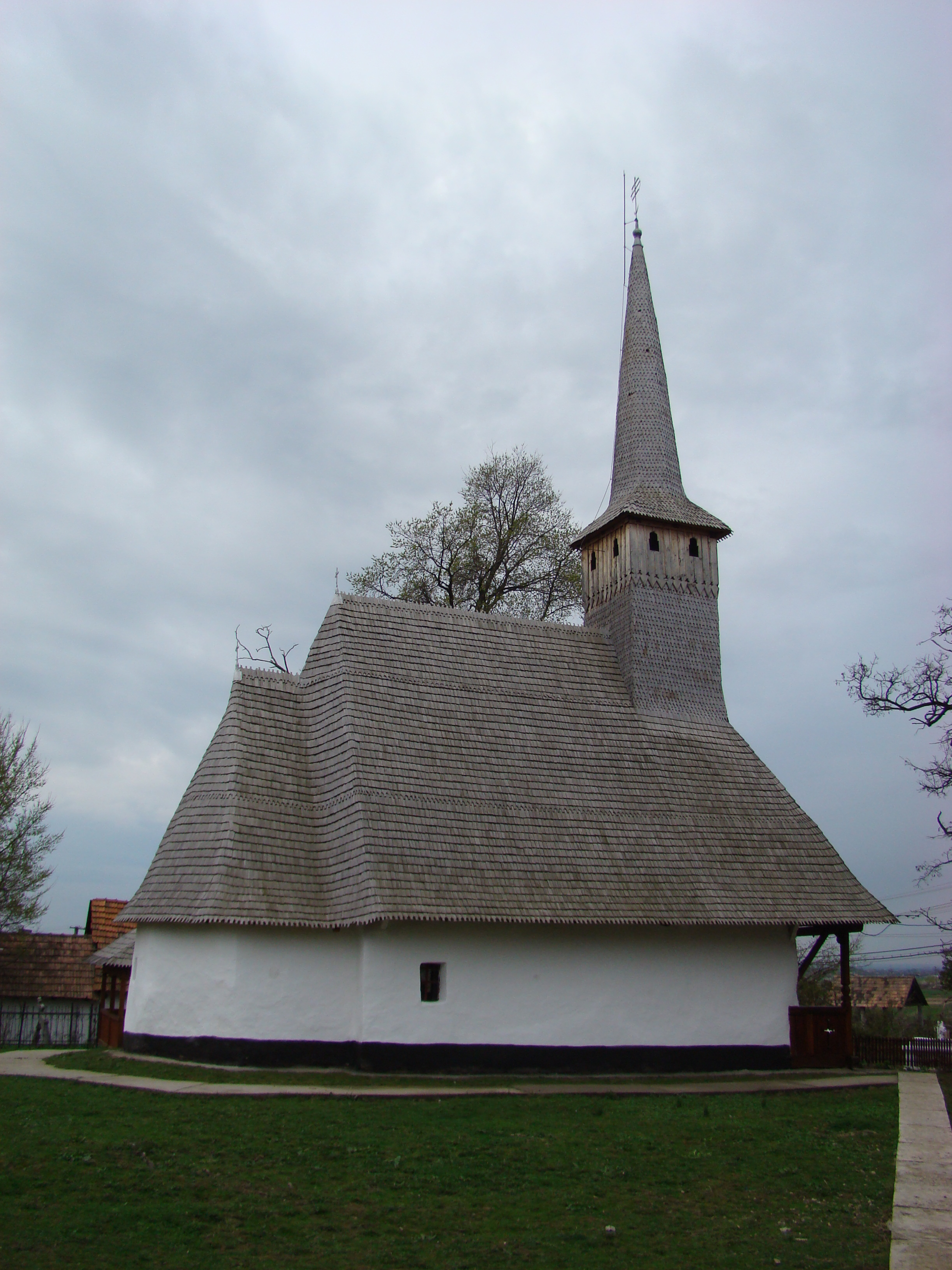